# Avenue de Champagne
Pour l’article homonyme, voir Avenue de Champagne (Reims).
L’avenue de Champagne est une voie urbaine de la ville d’Épernay, dans le département français de la Marne en région Grand Est. 
Connue dès le Moyen Âge sous le nom de « chemin de l’Hôpital », en dehors de la ville, la voie est transformée en route royale au XVIIIe siècle. Elle est ensuite appelée « rue de la Folie » et « rue du Commerce ».
De nombreuses maisons de champagne s’y implantent, particulièrement dans la deuxième moitié du XIXe siècle et au début du XXe siècle grâce à l’arrivée du chemin de fer. Malgré les destructions de la Première Guerre mondiale, l’avenue retrouve la prospérité. En 1925, elle prend son nom actuel. L’avenue est occupée pendant la Seconde Guerre mondiale. De 2006 à 2009, elle connaît une requalification d’ampleur.
L’avenue présente un patrimoine architectural et paysager important, marqué par les maisons de champagne et leurs hôtel particuliers. Deux monuments historiques s’y trouvent : l’Hôtel de ville d’Épernay et le Château Perrier.
Pour ses maisons prestigieuses et les millions de bouteilles de champagne conservées dans ses caves, l’avenue est souvent considérée comme « la plus prestigieuse voie » de la ville. Elle est inscrite sur la liste du Patrimoine mondial, au titre des Coteaux, maisons et caves de Champagne, et constitue un lieu important pour le tourisme et les manifestations locales.

## Situation et accès

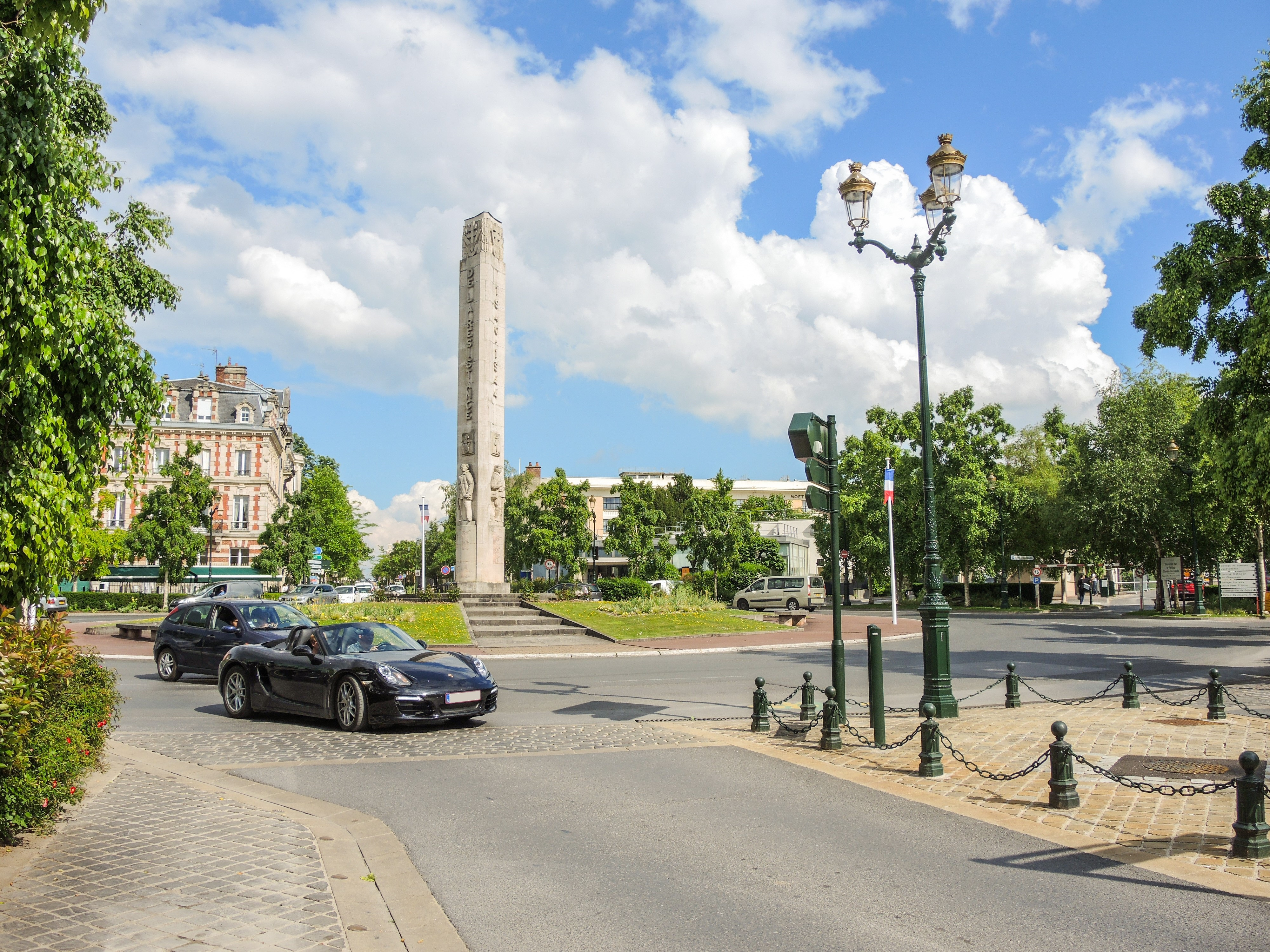
La place de la République marque le début de l’avenue de Champagne.

L’avenue de Champagne se situe à Épernay, dans la vallée de la Marne. Elle débute à la place de la République, au cœur de la ville, et part vers l’est en direction de Châlons-en-Champagne. À la sortie de la ville, elle devient la route départementale 3. Longue de 1,6 km, l’avenue est parallèle au tracé de la ligne ferroviaire Paris – Strasbourg.
Spatialement, l’avenue se démarque du centre-ville « étriqué » et globalement sans grande valeur architecturale, à l’ouest, grâce à la perspective urbaine en pente douce qu’elle présente, ses « châteaux néoclassiques » et ses espaces verts.
Depuis les travaux achevés en 2009, de la place de la République à la place de Champagne, la chaussée est pavée et large de 5,60 mètres, ; les trottoirs sont larges de 5,40 mètres ou 5,70 mètres chacun. Sur cette portion, l’avenue de Champagne est longue de 940 mètres, avec un dénivelé de 12 mètres. Des pistes cyclables ont été aménagées jusqu’à la rue Emmanuel Chabrier, en direction du quartier de Bernon.
Deux arrêts du réseau de transports urbains d’Épernay se trouvent sur l’avenue de Champagne : Hôtel de ville (lignes 1 et 4) et Alsace (lignes 1, 3 et 4).

## Odonymie
Au Moyen Âge, la voie s’appelle « chemin de l’Hôpital », en raison de l’hôpital qui s’y trouve. Au XVIe siècle, le chemin devient la « rue de la Folie ». Pour certains, ce nom provient des fous accueillis par ledit hôpital. Cependant, l’hôpital en question n’accueillait que les « pauvres et malades étrangers » et aurait fermé un siècle plus tôt. Il est ainsi davantage probable que ce qualificatif émane de la demeure de Claude Pupin, située dans la rue et considérée alors comme « une folie » à l’extérieur de la ville,.
À partir de 1744, après l’ouverture de la route royale de Paris à l’Allemagne (future route nationale 3), elle est parfois appelée « route d’Allemagne ».
À la Révolution, par décision du 10 frimaire an II (30 novembre 1793), la « rue de la Folie » prend le nom de « rue du Commerce ». Le quartier du « faubourg de la Folie » — autour de la rue — devient « faubourg du Commerce ». Toutefois l’ancienne appellation survit toujours, la « rue de la Folie » figurant par exemple sur le cadastre napoléonien de 1831.
En 1837, le conseil municipal d’Épernay réaffirme l’odonyme « rue du Commerce » et écarte celui de « rue du Haut Commerce », proposé pour mettre en valeur les grands établissements viticoles de l’avenue mais risquant de froisser les commerçants du centre-ville. En même temps, le nom « faubourg de Chaalons » est retenu pour le quartier, pour donner à l’ensemble des faubourgs d’Épernay le nom de la ville où il conduit (comme les faubourgs de Sézanne, Vertus, Paris et Reims).
Le 27 février 1925, le conseil municipal d'Épernay décide de donner à la rue du Commerce le nom d’« avenue de Champagne »,.

## Historique

### Le développement du faubourg
« Un quartier de la ville destiné à devenir le plus intéressant et le plus utile au commerce. »

— Délibération du conseil municipal d’Épernay, le 4 nivôse an XI (25 décembre 1802).
Au haut Moyen Âge, il semble déjà exister de grandes propriétés aisées, en dehors de la vieille ville d’Épernay. En 1145, le comte Thibaut II de Champagne y fonde un établissement hospitalier, dit « hospice d’Orient », qui va donner son nom à la rue qui devient « le chemin de l’Hôpital ». Il se situe alors à l’angle des actuelles avenue de Champagne et rue Croix de Bussy. En 1429, l’hôpital est incendié par les Bourguignons et disparaît.

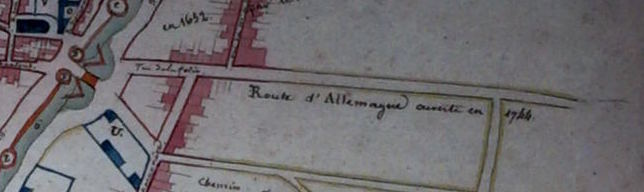
Plan de la route d'Allemagne (ouverte hors les murs d’Épernay en 1744) au XVIIIe siècle.

Près de l’emplacement de l’hôpital, on trouve au XVIe siècle le domaine de Claude Pupin, maistre des Eaues et forestz de la montaigne de Rheims et d’Esparnay ; il donne aujourd’hui son nom à la rue Pupin, longeant l’Hôtel de Ville. L’actuelle Orangerie de Moët & Chandon est construite sur cette ancienne propriété.
Jusqu’au XVIIIe siècle, le faubourg n’est qu’un chemin. Cependant, des travaux ont lieu et la route royale de Paris à l’Allemagne no 4, achevée en 1744, dessert désormais le quartier. Puis, en 1753, la porte de Châlons qui séparait la ville du faubourg est démolie, ce qui en facilite l’accès.

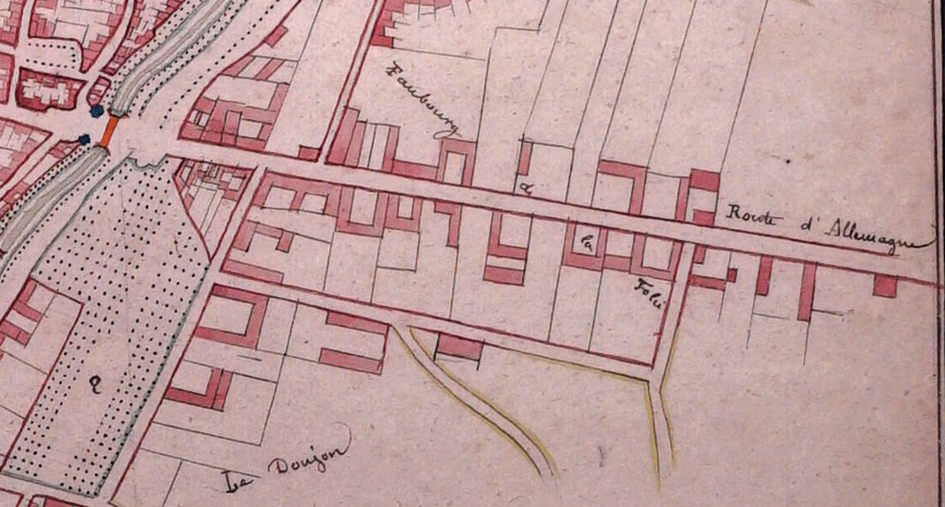
Plan de la route d'Allemagne et du faubourg de la Folie au début du XIXe siècle.

En 1793, la route est pavée en grès. Sous la Révolution, le faubourg de la Folie est renommé « faubourg du Commerce », bien que l’ancienne appellation reste la plus utilisée.
En 1841, une place circulaire est créée en bas du faubourg, en lieu et place d’un ancien terrain vague parcouru de fossés. C’est là que se tiennent le marché, deux fois par semaine, ainsi que la fête du 14 juillet et la foire de Sainte-Croix. Le 12 août 1881, la place Louis-Philippe prend le nom de place de la République, qu’elle conserve encore aujourd’hui. Elle devient la place principale de la ville et marque l’entrée de la rue du Commerce.

### L’établissement progressif des maisons de Champagne
« Il est d’une richesse immense, comme on peut se l’imaginer en voyant les belles maisons nouvellement bâties ; elles renferment des magasins de vins considérables de la meilleure qualité. »

— Louis Denis, 1778, Le conducteur français.

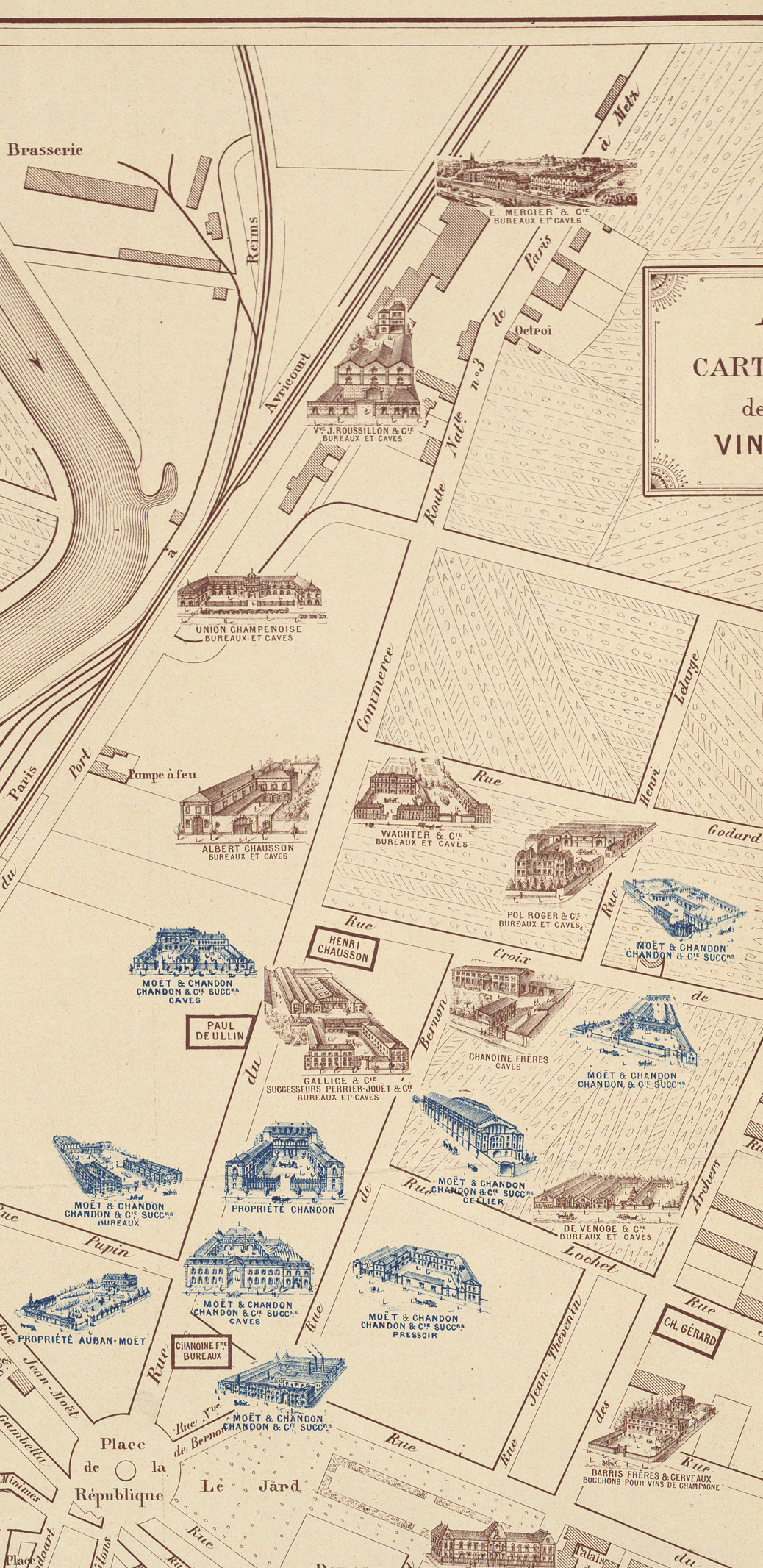
Extrait du Nouveau plan d’Épernay monumental de 1895 signalant les maisons de champagne établies sur la Rue du Commerce.

Cette meilleure accessibilité va permettre le développement du quartier Ainsi, une délibération du 13 pluviôse an XIII (2 février 1805) signale que « tous les établissements du commerce du vin de champagne s’y étaient portés, à cause de la supériorité des caves, et sortaient de terre avec accélération ». Les premières caves y sont en effet creusées à la fin du XVIIe siècle et les premières maisons de vins, puis maisons de champagne, s’y installent à la fin de ce même siècle. En 1842, la rue du Commerce s’arrête à la hauteur de la rue du Donjon (aujourd’hui rue Croix de Bussy) ; on y dénombre 195 habitants.
Le 2 septembre 1849, le premier tronçon de la ligne de chemin de fer de Paris à Strasbourg, faisant étape à Épernay, est inauguré par Louis-Napoléon Bonaparte. Les voies sont situées juste en dessous du faubourg. Le réseau de voies ferrées s’étend ensuite jusqu’à Reims et Strasbourg. Le faubourg va ainsi continuer son développement, en exportant son vin de champagne plus rapidement et en plus grande sécurité. Eugène Mercier, notamment, tire profit de l’arrivée du rail en creusant des caves dans le mont Bernon au même niveau que la voie du chemin de fer et en les raccordant à celle-ci. L’Union champenoise s’établit de la même manière, en contrebas de l’avenue, en 1889. Les exportations de champagne passent de 3 millions de bouteilles en 1830 à environ 30 millions à la fin du siècle.
Au cours du XIXe siècle, les principales maisons de champagne sparnaciennes continuent donc de s’établir le long de la rue du Commerce. C’est au milieu du siècle qu’apparaissent les premiers « châteaux » de l’avenue, notamment le Château Perrier qui est construit entre 1851 et 1854 ou encore le Château de Pékin datant de 1866. L’Hôtel Auban-Moët est bâti en 1857 par la famille Moët qui possède déjà presque la totalité du bas du faubourg. 

### Guerres et prospérité

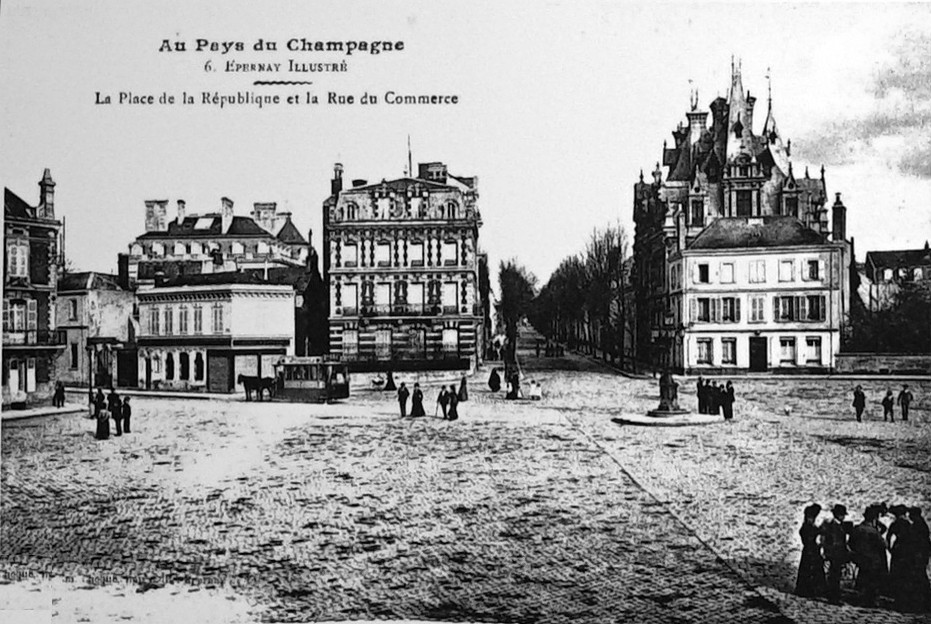
La place de la République et l’entrée de la rue du Commerce, sur une image non datée.

Le développement de l’avenue va être contrarié par les nombreuses guerres passant par la ville. Le quartier et ses caves sont ainsi pillés par les Cosaques le 21 mars 1814. L’été suivant, ce sont les Prussiens qui saccagent la cité. Le 28 août 1870, une colonne de Uhlans arrive à Épernay par la rue du Commerce. Ils occupent la cité jusqu’au 1er novembre 1872.
Le cimetière juif de la ville se situe, depuis 1878, à l’extrémité est de l’avenue, au lieu-dit « Croix des Bouchers ». Le faubourg est alors encore peu construit même si le recensement de 1891 indique 28 maisons dans le bas de la rue. Des négociants en vins mais aussi des magistrats et des brasseurs habitent la rue.

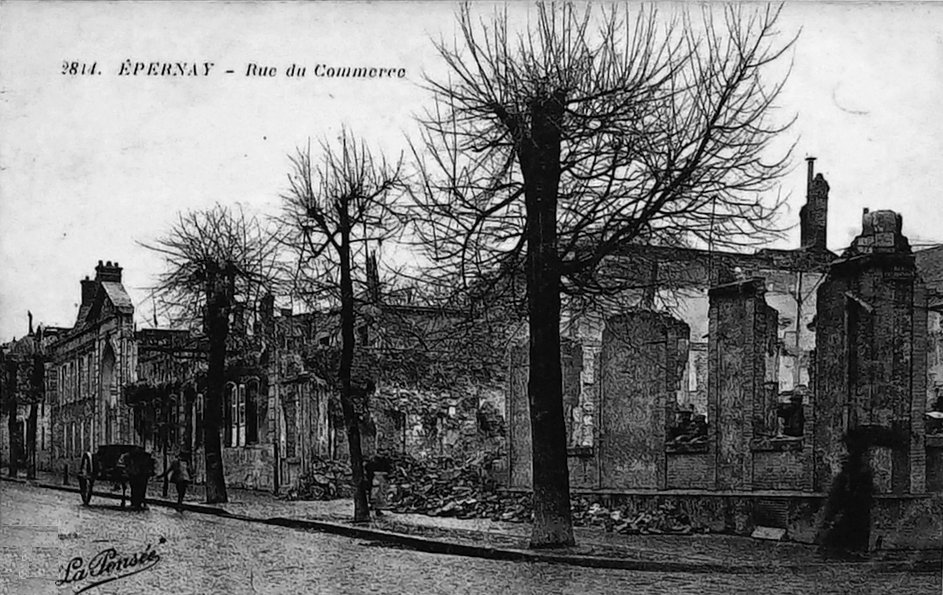
La rue du Commerce bombardée lors de la Première Guerre mondiale.

En 1911, le vignoble champenois est touché par une révolte des vignerons.
À la Belle Époque, de nombreux hôtels particuliers voient le jour. Cependant, en septembre 1914, les caves sont à nouveau dévastées par les Allemands. En juillet 1918, bombes et obus détruisent la plupart des édifices de la rue du Commerce, en particulier les bâtiments de Chanoine Frères, de Maigret ou encore de Moët & Chandon,. Pendant l’entre-deux guerres, Épernay retrouve sa prospérité : on reconstruit rapidement la ville. La rue est pavée jusqu’à la rue Godart-Roger en 1924.

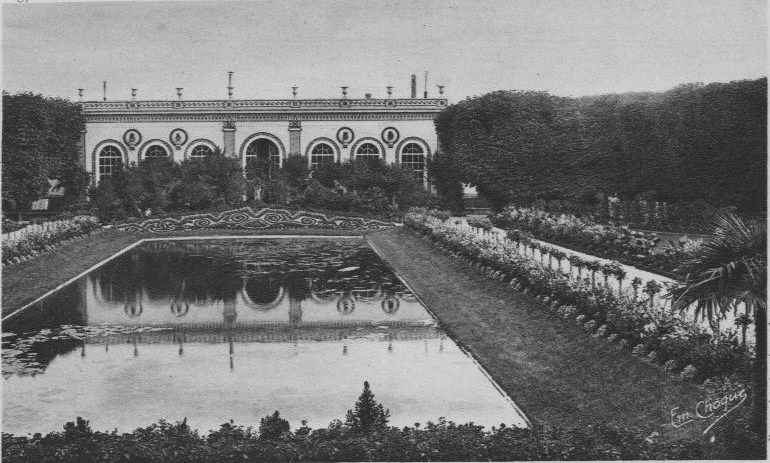
L’Orangerie de Moët et Chandon dans les années 1920.

Durant la Seconde Guerre mondiale, la ville est occupée par les Allemands. Le Château Perrier dans l’avenue de Champagne sera successivement quartier général des armées britannique, allemande et américaine. Des dirigeants de maisons de Champagne comme Robert-Jean de Vogüé (dirigeant de Moët & Chandon) et Paul Chandon-Moët sont déportés. Après la Libération du 28 août 1944, l’industrie du champagne va se reconstruire, à l’image de l’avenue.

### La mise en valeur de l’avenue

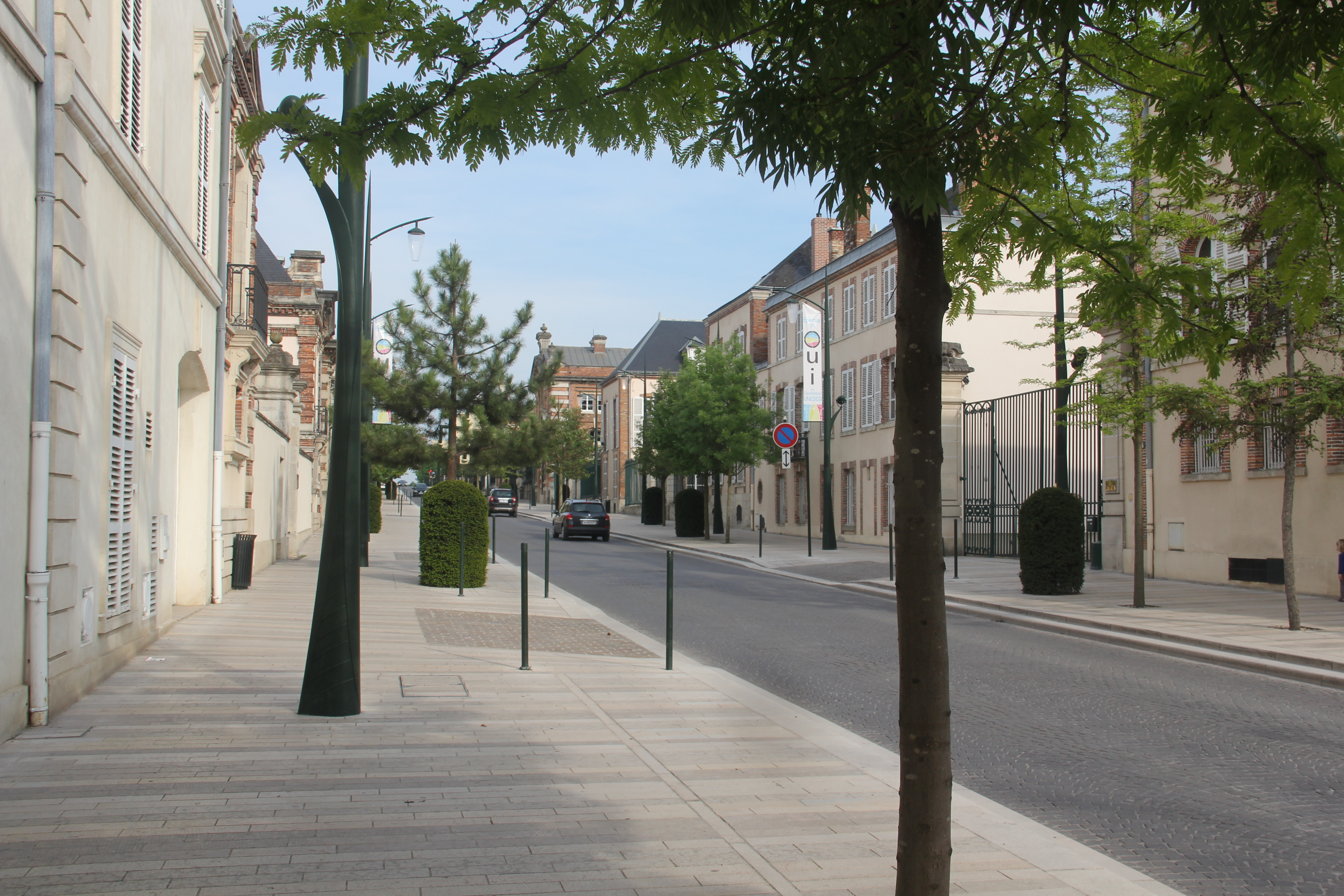
L’avenue de Champagne requalifiée, avec ses trottoirs calcaires et sa chaussée en pavés de grès.

Lors des Trente Glorieuses, l’avenue devient une entrée de ville classique, ouverte à l’automobile et disposant même d’une station-service.
De 2006 à 2009, l’avenue de Champagne est requalifiée en profondeur dans le but de mettre en valeur son patrimoine architectural et d’en faire un lieu de promenade. Ainsi, la largeur de la voirie est presque divisée par deux (de 10,2 m à 5,6 m) et un contournement routier est opéré par la rue de Verdun, jusqu’à la place de Champagne nouvellement créée. La voirie restante est pavée de grès. Les trottoirs sont élargis et désormais ornés d’un parquet de pierres calcaires. Environ 300 arbres sont plantés. Le montant des travaux, sous maîtrise d’ouvrage de la ville, s’élève à près de 8 millions d'euros. L’avenue rénovée est inaugurée le 4 juillet 2009.
Cette rénovation s’inscrit dans la volonté des élus locaux d’obtenir le classement de l’avenue au patrimoine mondial. En effet, au début des années 2000 naît l’idée d’un classement du vignoble de Champagne au patrimoine mondial. En 2008, l’association « Paysages du Champagne » est formée pour défendre le projet et monter le dossier d’inscription des vignes, maisons et caves champenoises sur la liste de l’UNESCO. Après des années de travail, le dossier « Coteaux, maisons et caves de Champagne » est retenu par le gouvernement français en janvier 2014. Le 4 juillet 2015, l’Organisation des Nations unies pour l'éducation, la science et la culture (UNESCO) approuve l’inscription des « Coteaux, maisons et caves de Champagne » au patrimoine mondial. Outre l’avenue de Champagne, sont concernés : les coteaux viticoles entre Hautvillers et Mareuil-sur-Ay, la colline Saint-Nicaise à Reims et le fort Chabrol à Épernay.

## Bâtiments remarquables et lieux de mémoire
Le patrimoine architectural de l’avenue se compose presque exclusivement d’édifices construits pour des maisons de champagne. À l’époque, leurs bâtiments devaient répondre à trois fonctions : résidentielle, industrielle et commerciale. Jean-Rémy Moët se posa en précurseur en faisant construire sa propre demeure, l’Hôtel Moët, dès les années 1850. Cet aspect résidentiel donna à l’avenue ses nombreux hôtels particuliers. Dans certains cas, en plus des dirigeants des maisons de champagne, le chef de cave habitait dans les bâtiments du faubourg. Quelques autres maisons hébergeaient également leurs employés. Cependant, les cités ouvrières se trouvaient dans les villages viticoles, en-dehors d’Épernay, comme par exemple à Aÿ ou Cumières.
Les hôtels particuliers de l’avenue sont pour l’essentiel constitués de la même manière, en forme de « U », avec un bâtiment principal flanqué de deux ailes perpendiculaires entourant une cour pavée donnant sur l’avenue. La fonction commerciale se retrouvait aux rez-de-chaussée des maisons de champagne qui accueillaient les bureaux des employés et la comptabilité. La dégustation de vins se déroulait à l’étage supérieur. L’architecture des hôtels particuliers correspond également à une volonté de promouvoir la maison de champagne et le champagne en général. D’ailleurs, les bâtiments de certaines maisons, comme Besserat de Bellefon, ne sont que des « vitrines commerciales » puisqu’elles possèdent leur siège dans d’autres villes et notamment à Reims.
L’avenue de Champagne accueille deux des huit monuments historiques de la ville d’Épernay : l’Hôtel de ville et le Château Perrier. En matière d’urbanisme, l’avenue de Champagne est classée en zone UA, qui correspond au cœur historique d’Épernay et est incluse dans un site patrimonial remarquable.

### Hôtels Moët, Chandon et Trianon
De part et d'autre de l'avenue de Champagne, le côté pair a une cour bordée de bâtiments en U ayant en arrière un jardin à l'anglaise. Du côté impair, une grille en fer forgé ouvre sur une cour donnant sur une orangerie en dévers. Depuis l'orangerie apparaît la perspective des bâtiments encadrant les jardins.

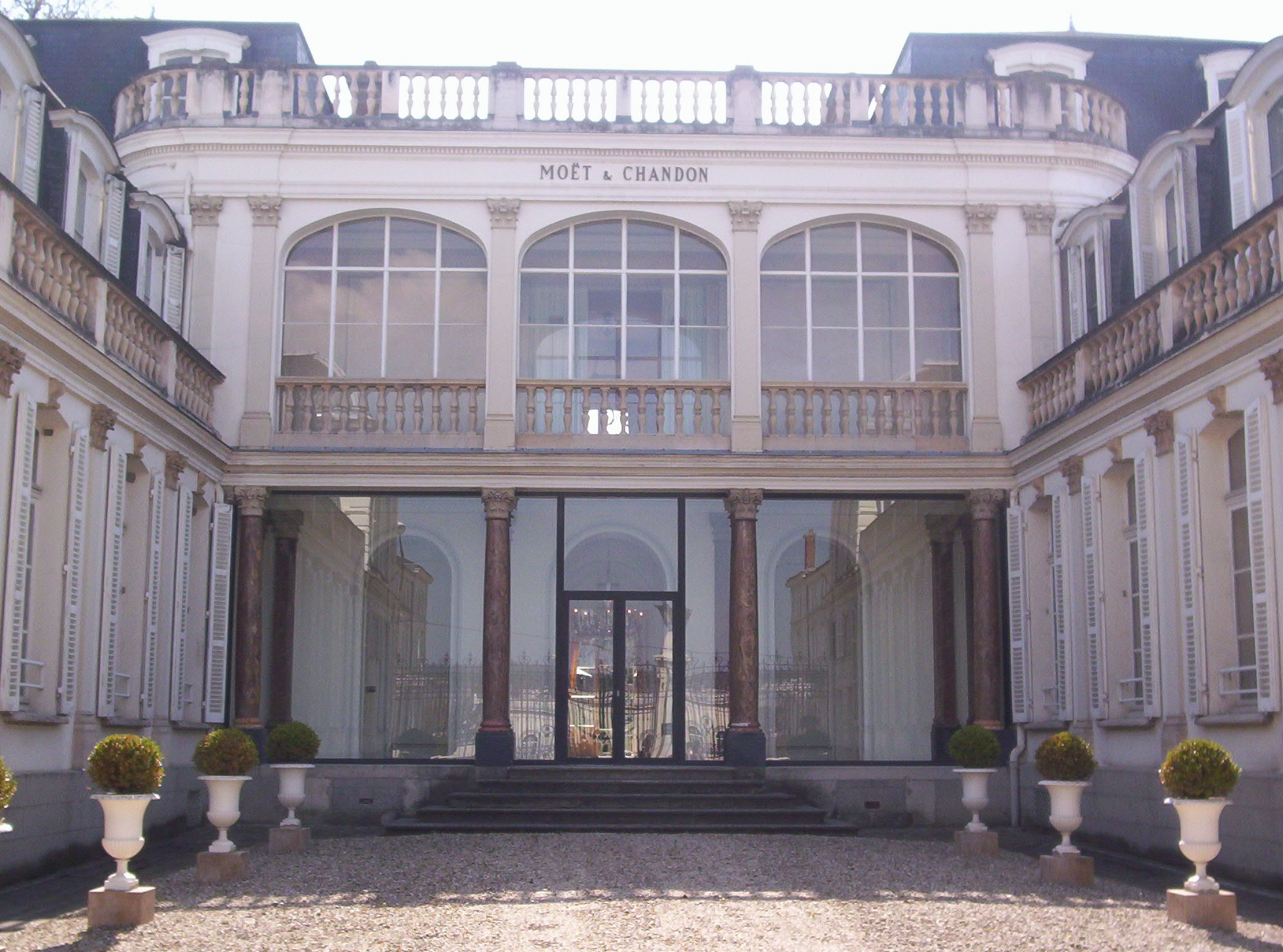
Côté pair,
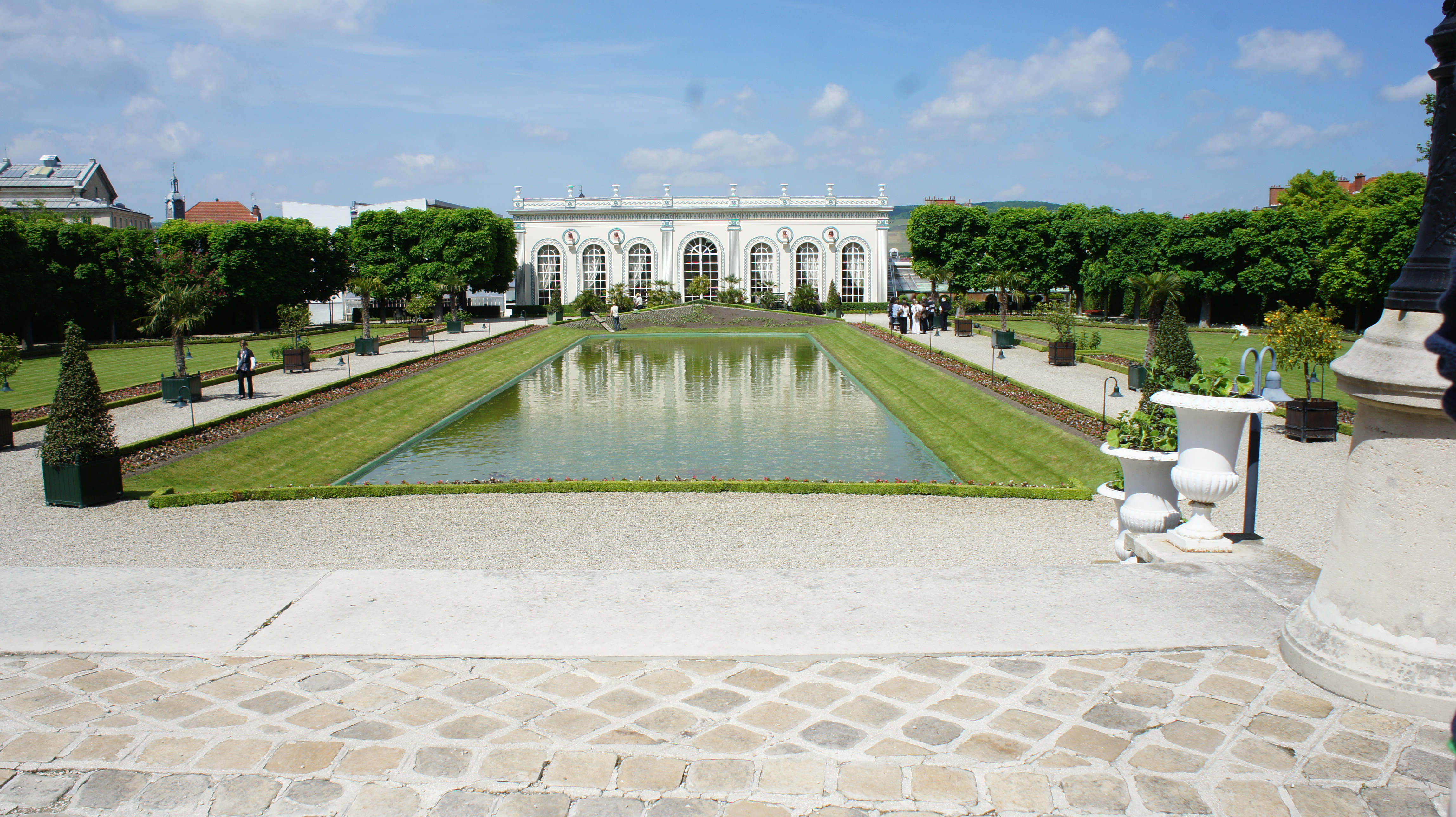
côté impair, l'orangerie depuis la terrasse,
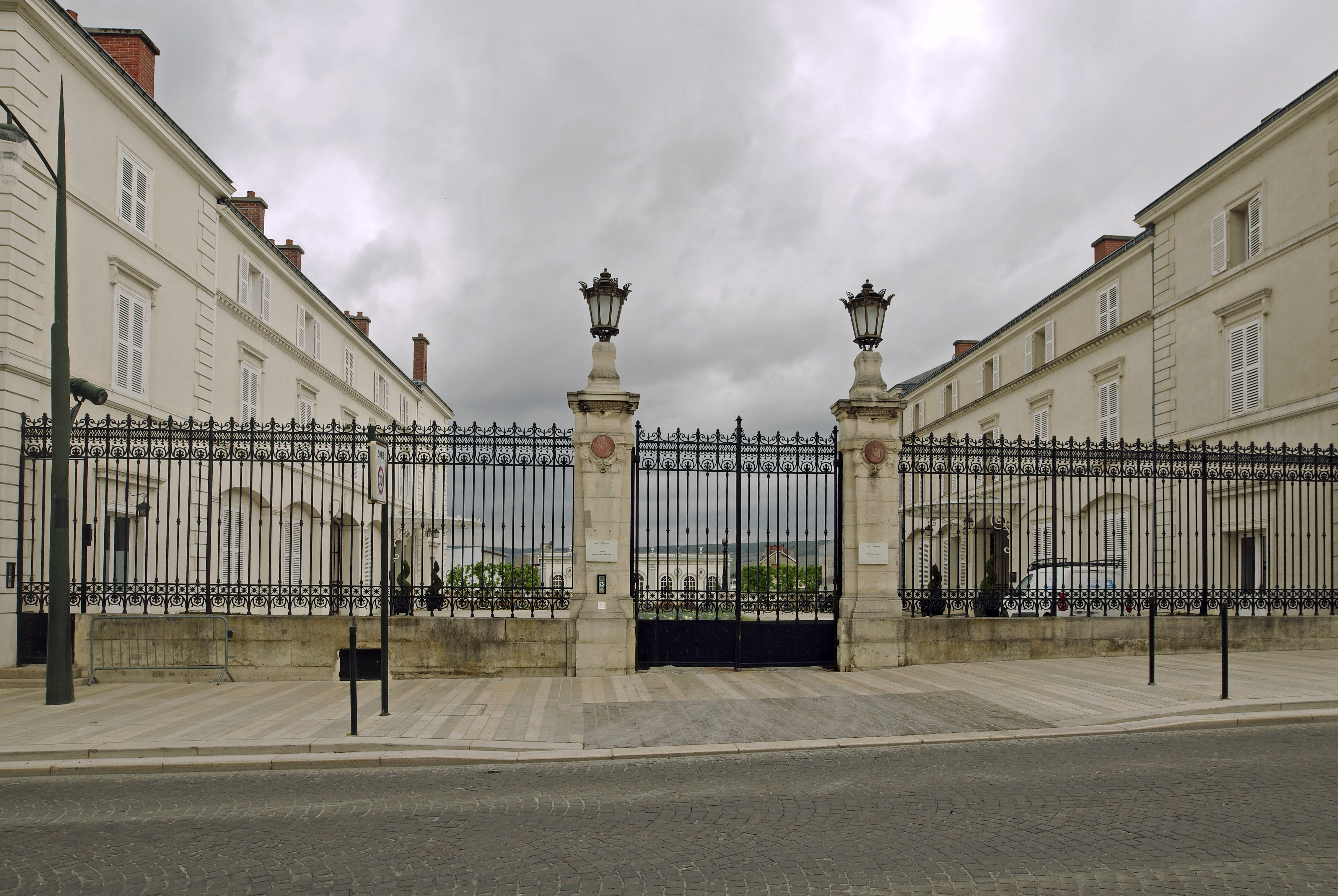
l'entrée sur avenue,
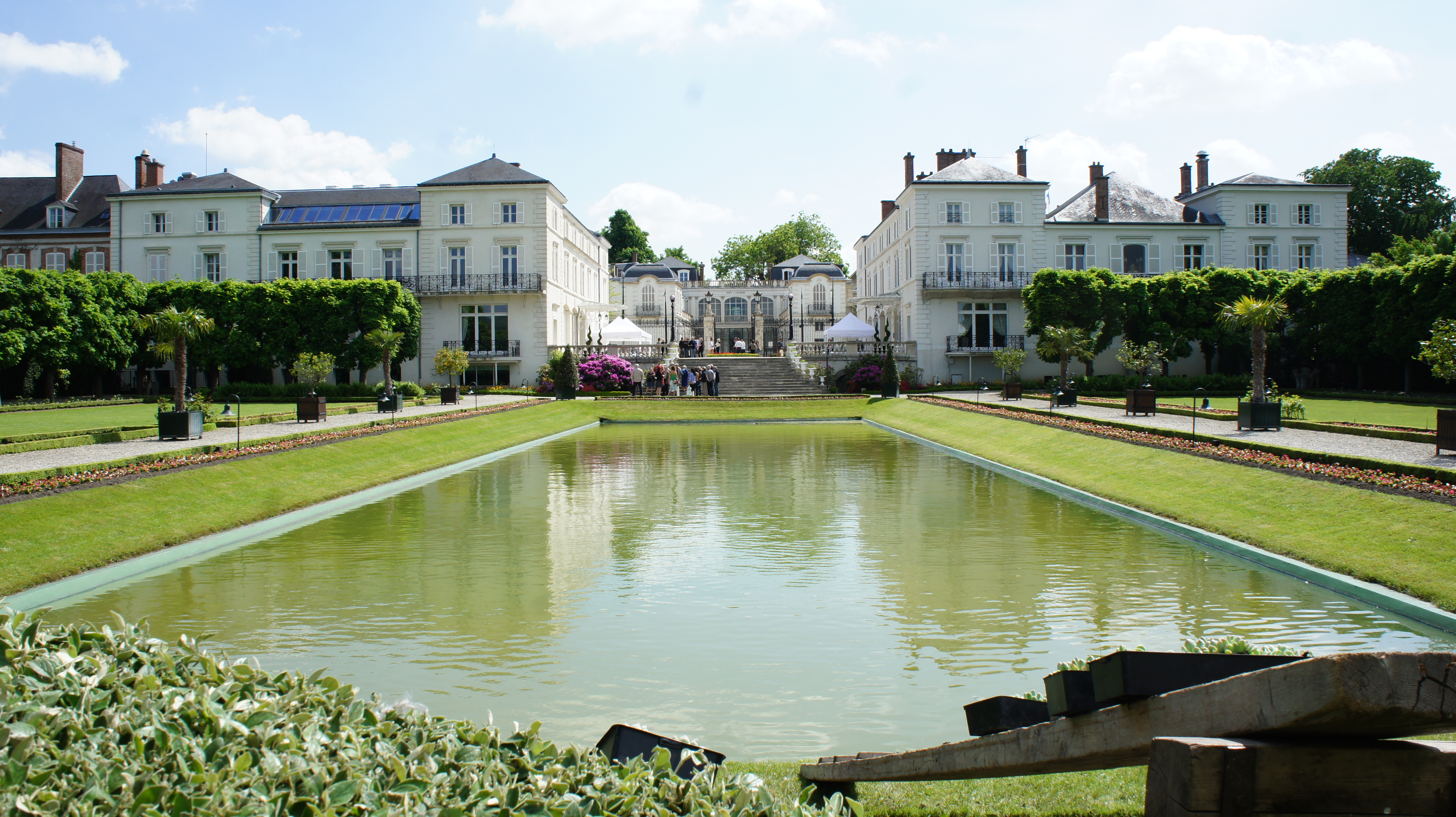
en enfilade.

### Château Perrier

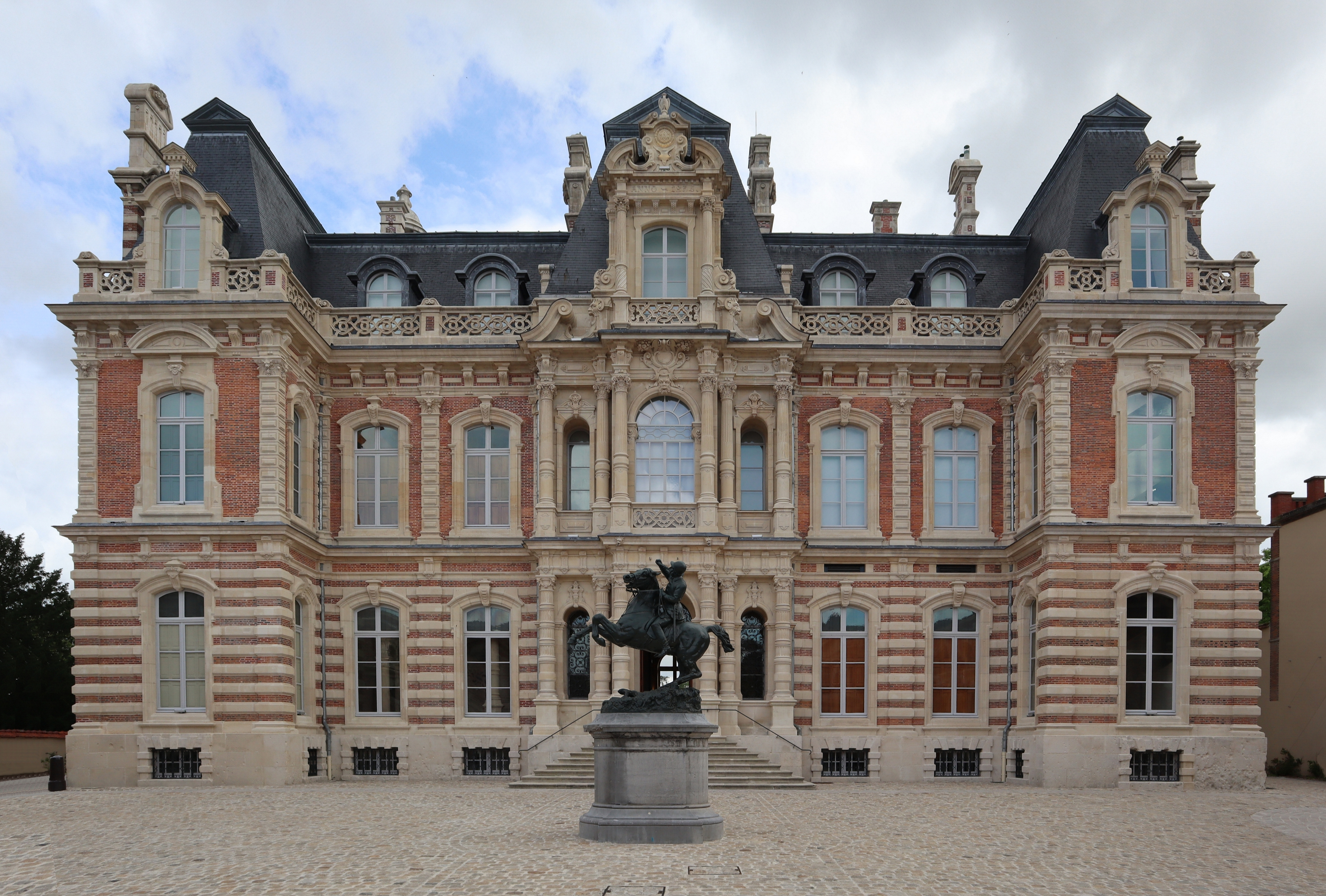
Le Château Perrier, vu depuis l’avenue.

Charles Perrier, directeur de la maison de champagne Perrier-Jouët et maire d’Épernay se fait construire un hôtel particulier rue du commerce, sur le modèle du château de Sceaux par l'architecte sparnacien Pierre-Eugène Cordier. Le Château Perrier, est construit entre 1855 et 1857, pour une somme d'environ un million de francs.
Pendant la guerre, il est successivement le quartier général des armées britannique, allemande et américaine. Il est vendu à la commune d'Épernay en 1943, qui y installe sa bibliothèque municipale en 1947. Trois ans plus tard, le second étage est transformé en musée. En effet, à la suite d'un don considérable d'œuvres archéologiques à la ville, l'abbé Pierre Favret s'est vu confier la constitution d'un musée régional de la Préhistoire. Ce musée rassemble alors 80 000 pièces archéologiques régionales, datant du Paléolithique au début du Moyen Âge, ce qui en fait l'une des plus importantes collections françaises. En 1960, 4 000 pièces relatives à l'histoire du Champagne s'ajoutent à la collection. Faute d'entretien, la bibliothèque est cependant transférée en centre-ville en 1995 et les « musées du vin de Champagne et de la Préhistoire régionale » sont depuis fermés au public.
Le Château Perrier est de style Louis XIII et est influencé par la fin du romantisme. Au centre de la cour, se dresse une statue équestre en fonte appelée « Le Veneur ». Le plan du bâtiment est semblable à une rectangle avec toutefois trois avant-corps sur la cour, deux sur l'angle et un dernier avant-corps arrondi dans l'axe, du côté jardin. Deux tourelles rondes viennent compléter le plan général. Le château a donc la particularité d'avoir quatre façades de style différent, c'était une volonté du propriétaire. Les escaliers extérieurs avant et arrière sont droits, en maçonnerie. L'édifice possède un ascenseur, l'un des premiers domestiques en France. Les murs du rez-de-chaussée sont à bossage et alternent pierre et brique, ils se composent également d'avant-corps en pierre de taille calcaire. Michel-Victor Cruchet réalise en 1856 le décor des intérieurs du Château Perrier.
L'étage est en brique ; ses pilastres et encadrements de baies sont eux aussi en pierre de taille. Deux grandes cheminées cylindriques, mêlant brique et pierre en spirale, sortent de la toiture en ardoise. Les communs, en deux bâtiments, sont également composés d'un remplissage en brique et de soubassement, colonnes et encadrements de baie en pierre calcaire.

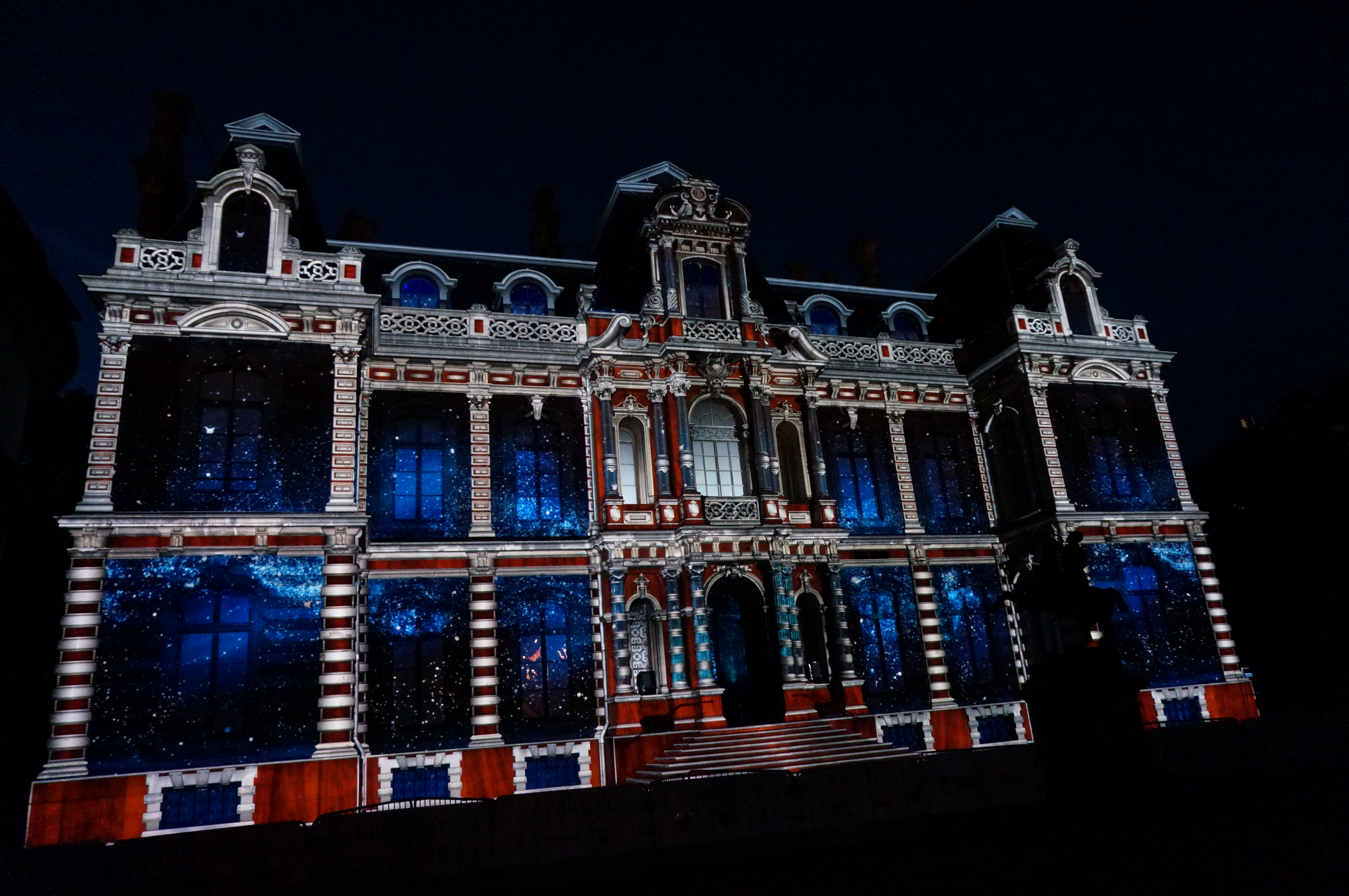
Lors du son et lumière estival.
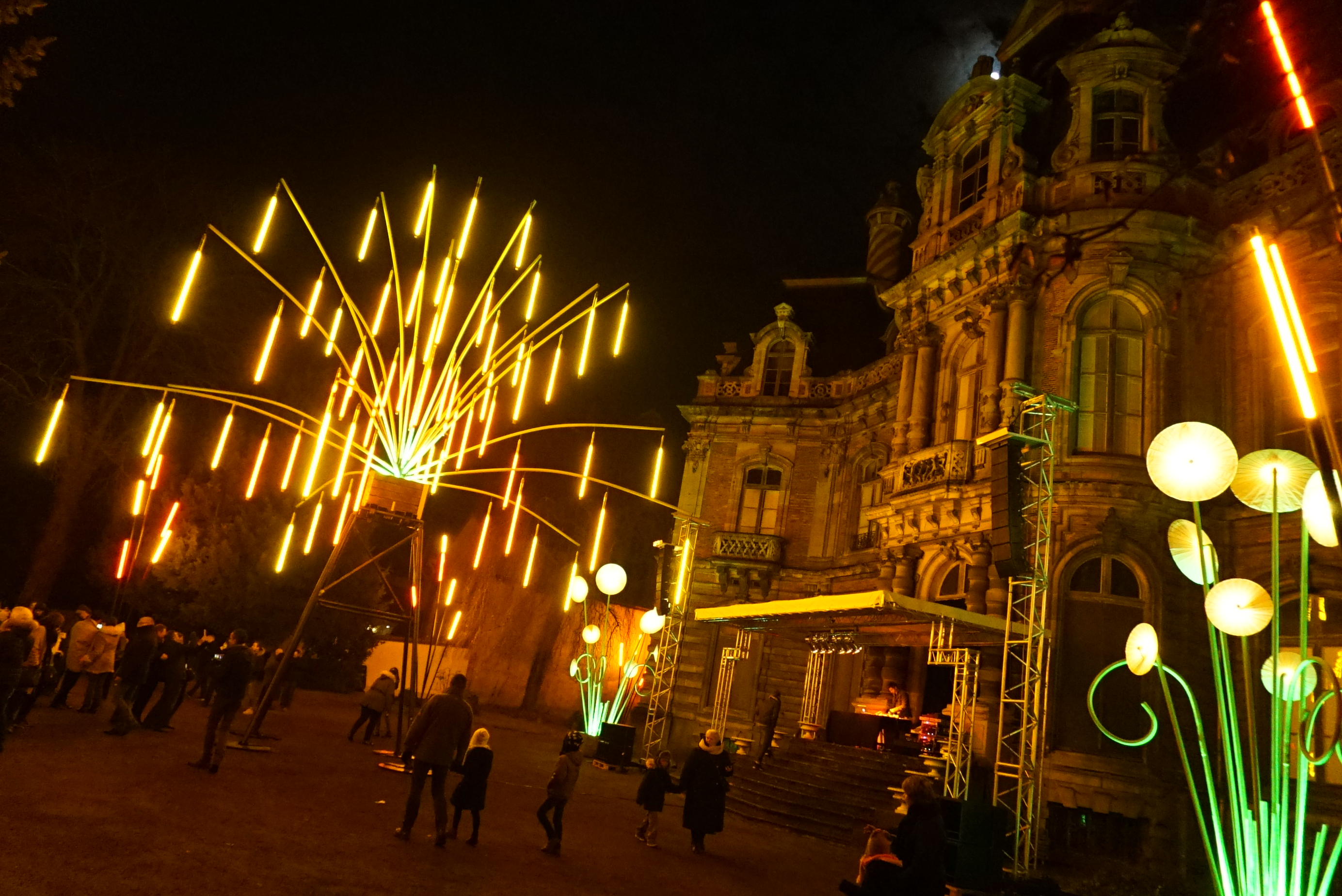
Côté jardin, installation TILT de 2016.
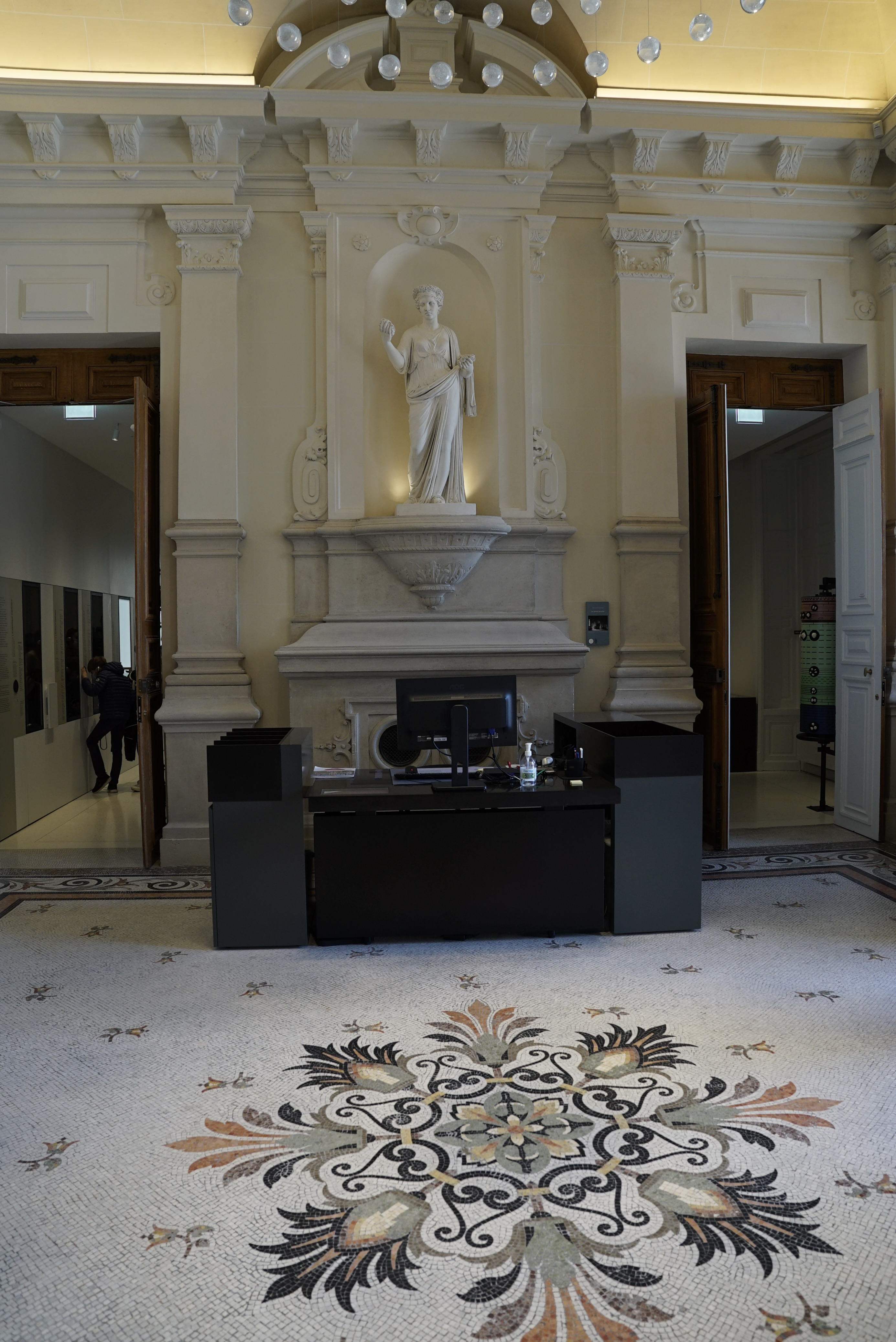
L'entrée du Château Perrier.
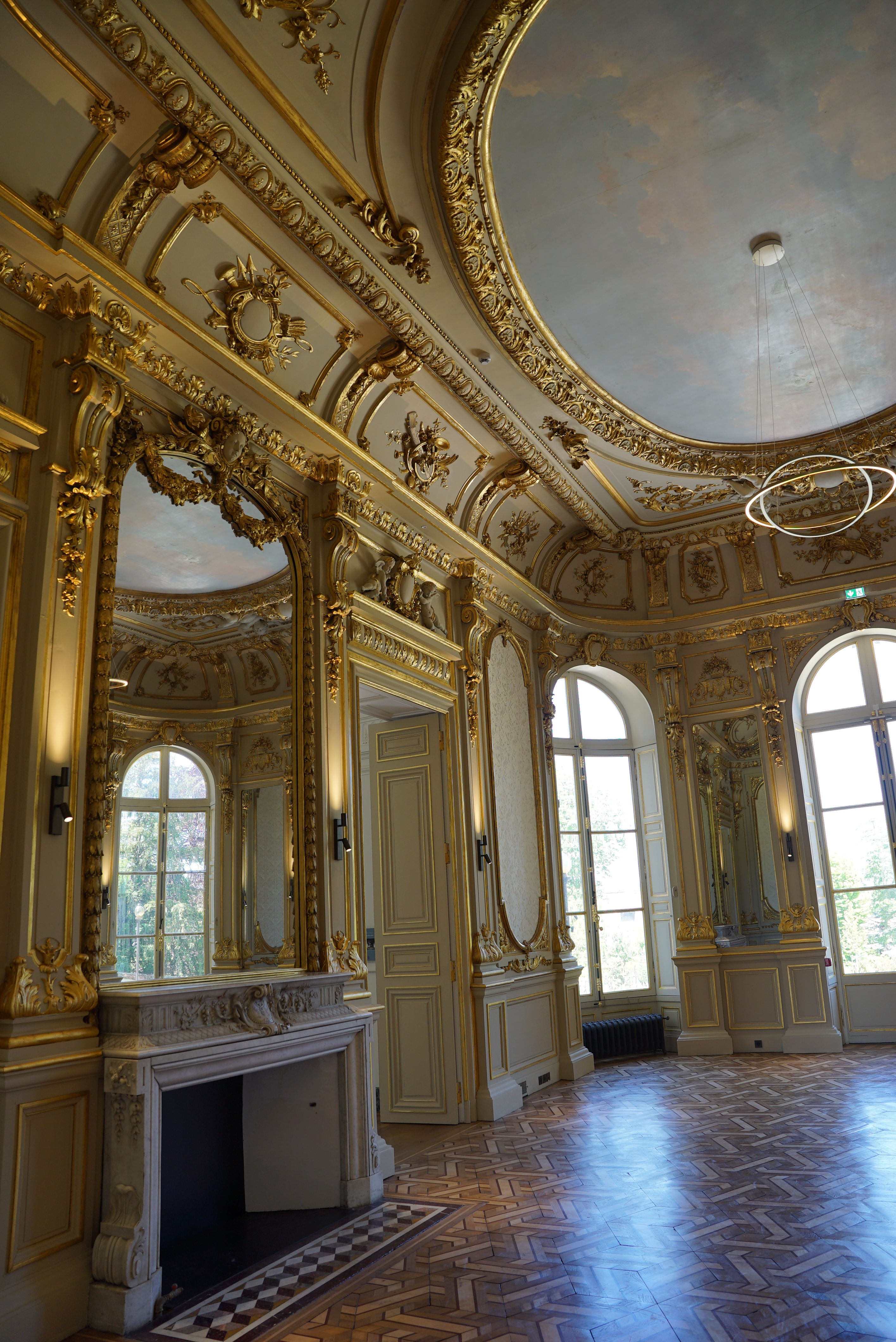
La cheminée du Grand salon.

### Hôtel Gallice

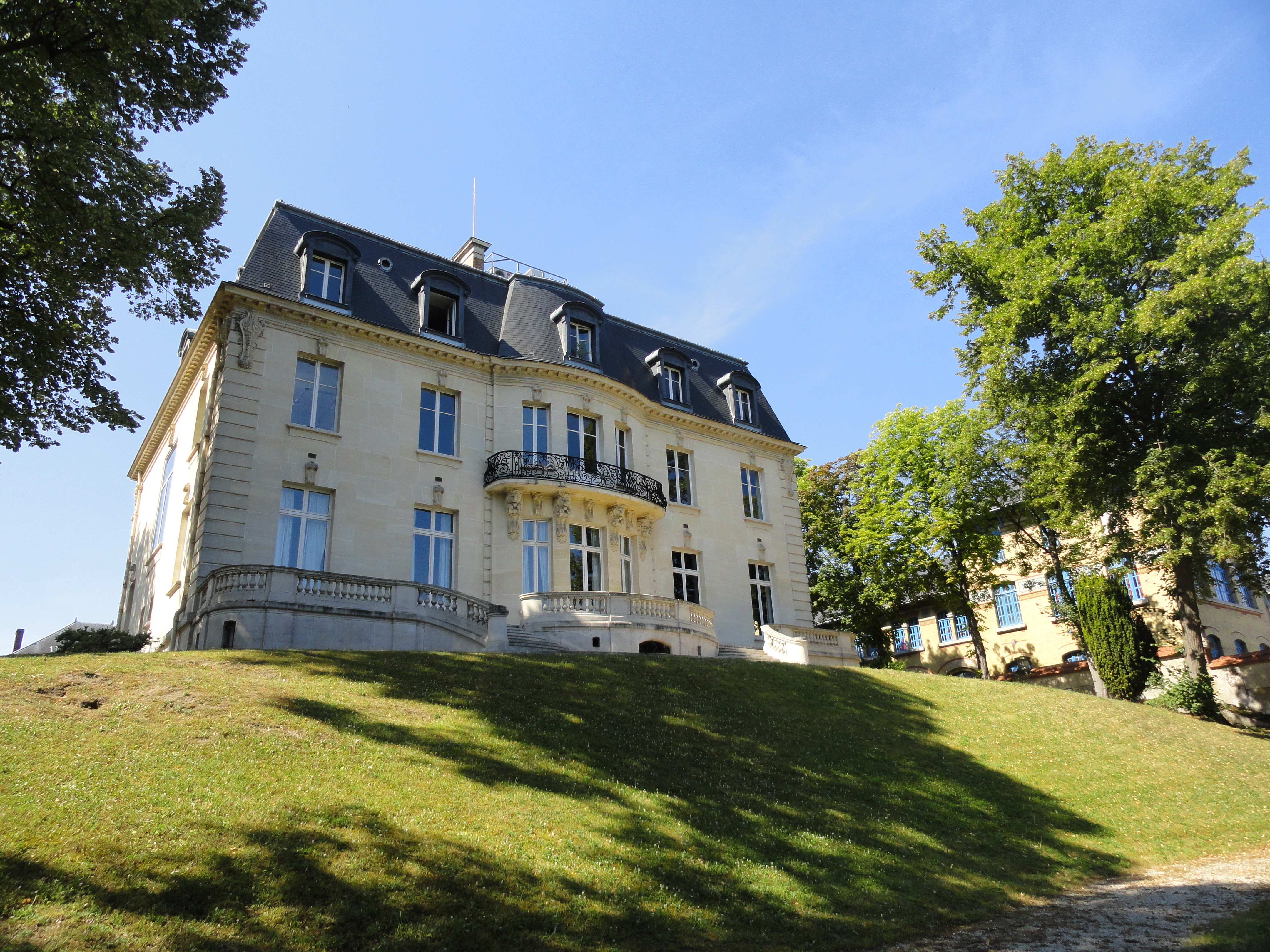
La Maison Gallice, vue depuis son jardin.

L’Hôtel Gallice (ou « Maison Gallice ») est édifié entre 1898 et 1899 par Charles Blondel à la demande de Marcel Gallice, alors président de Perrier-Jouët. Il est inauguré le 3 février 1900. L’hôtel est vendu par la dernière descendante de la famille Gallice aux pouvoirs publics ; la région Champagne-Ardenne y aménage alors l’Office Régional Culturel de Champagne-Ardenne (ORCCA) en 1986,. En 2014, l’hôtel particulier est cédé par la Région à la maison de champagne de Venoge pour 2 750 000 euros. Après une année de rénovation, le no 33 de l’avenue de Champagne accueille le siège de la maison de champagne, des suites et un bar.
L’Hôtel Gallice est construit en pierre de taille et ardoise, dans un style néo-classique. Les fenêtres sont surmontées de chapeaux de gendarme. La façade est marquée par une marquise ainsi qu’un balcon de fer gorgé porté par deux griffons cernant les initiales du propriétaire. L’arrière de l’édifice possède un balcon sur quatre consoles en forme de tête de lion ainsi qu’une terrasse, arrondie au centre avec balustrade en pierre. L’hôtel se trouve derrière une cour fermée d’une grille ; les communs et les dépendances sont situés à l’avant de cette cour tandis que le parc, à l’anglaise, se trouve à l’arrière du bâtiment,.
L’Hôtel Gallice est réputé pour la cheminée de bois sculpté de sa salle à manger, de Charles Blondel, et son escalier illuminé par un vitrail de Jacques Gruber. Ce vitrail, qui date de 1921, représente un ange de la Liberté, allégorie de la Victoire et commémorant le martyre d’Épernay durant la Première Guerre mondiale, représenté par l’église Notre-Dame d'Épernay en ruines. Le vitrail est inscrit monument historique en tant qu’objet mobilier depuis 1991.

### Château de Pékin

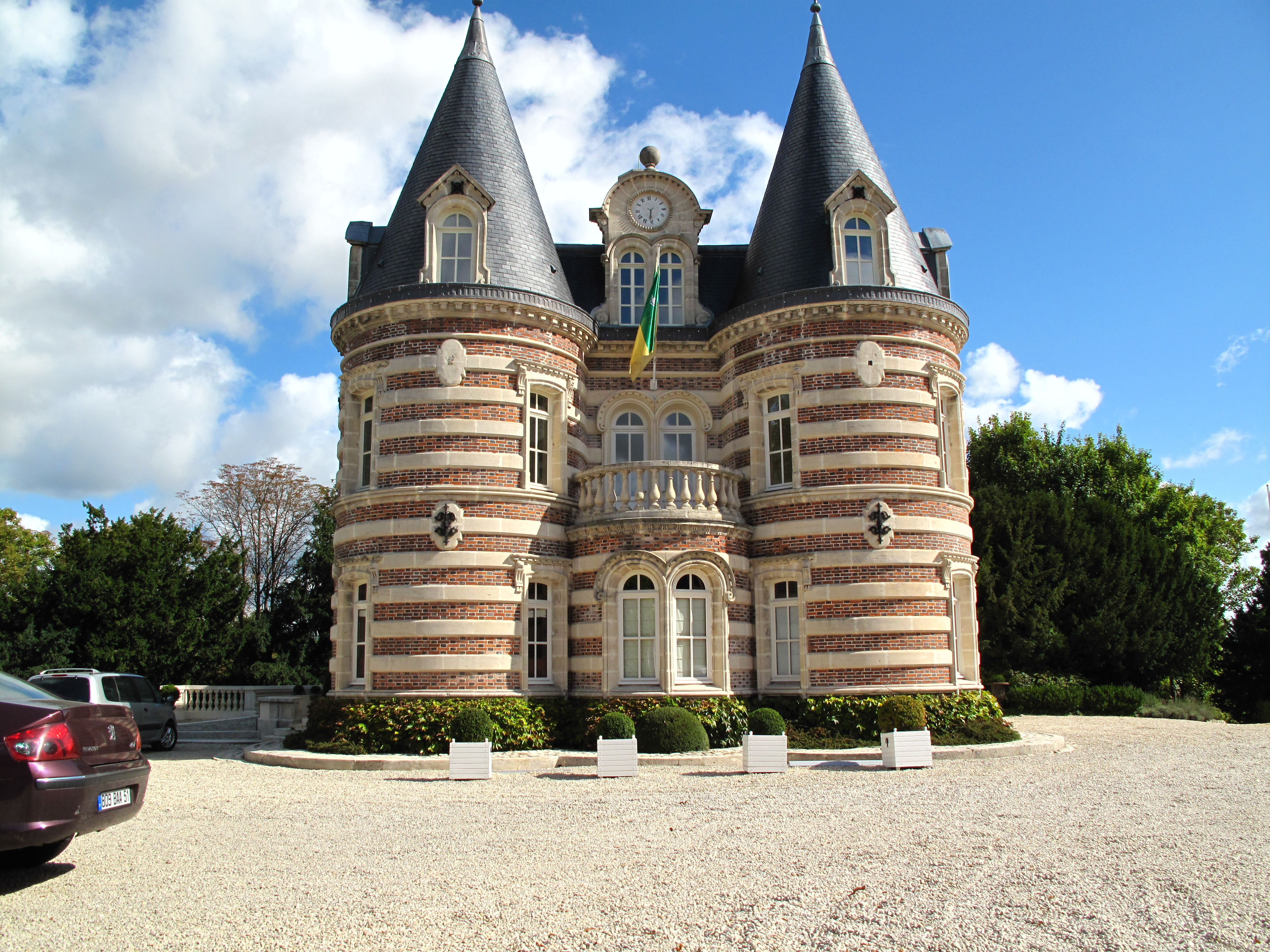
Le château de Pékin.

Le Château de Pékin est construit en 1866, en même temps que des caves et des communs, pour un négociant en vins de Champagne, François Abelé de Muller. En décembre 1872, Eugène Mercier achète la propriété, située au lieu-dit du Mont Saint-Joseph. L’édifice devient le siège de la maison de champagne Mercier, avant d’être transféré plus bas dans l’avenue.
Au cours du XXe siècle, le château est peu à peu laissé à l’abandon. Pillé puis menacé de destruction, il est finalement racheté puis restauré en 2000 par le baron de Ladoucette, créant ainsi la maison de champagne Comtesse Lafond ; l’hôtel est désormais appelée « Château Comtesse Lafond ». Le nom « Pékin » est celui donné au domaine sur le cadastre de 1860, il semble être un hommage à l’entrée des troupes de Napoléon III à Pékin.
Le bâtiment est entouré par un vaste parc arboré. Il forme un T, devancé du côté de l’avenue de deux tours dont la façade, comme celle des murs d’enceinte, alterne brique et pierre à assises. Le reste du château est construit en pierre calcaire, dont le remplissage est recouvert d’enduit ; seuls la corniche à modillons, les pilastres et les encadrements de baies laissent la pierre apparente. Le toit est en ardoise et les deux tours possèdent un épi de faîtage. Les lucarnes sont à fronton courbe. Une véranda de la façade ouest est détruite lors des travaux de 2000. Les murs des deux dépendances, du côté de l’avenue de Champagne, sont constitués de la même manière que ceux des tours.

### Autres hôtels particuliers

#### De la place de la République à la rue d'Alsace
Au no 1, un hôtel particulier est édifié en 1881 par l’architecte André Pierlot. Sa façade, qui alterne pierre de taille et briques, est ornée de gouttes, pointes-de-diamant et triglyphes. Le bâtiment est occupé par la Banque de France puis transformé en logements avant de redevenir un hôtel particulier au début du XXIe siècle. L’immeuble au no 3 est construit en 1899 par l’architecte Alban Gaillandre pour accueillir ses bureaux et son logement. Le no 5 est occupé par un autre immeuble ancien.
Au no 2, se trouvait autrefois un important hôtel particulier, le Château Gérard. Construit en 1886 par Alban Gaillandre pour le banquier et futur maire d’Épernay Charles Gérard, l’hôtel imite le style Renaissance. Un temps évoqué pour accueillir l’hôtel de ville d’Épernay (avant l’Hôtel Auban-Moët), le Château Gérard devient un établissement de la banque Varin-Barnier, avant d’être détruit en 1971 et remplacé par une banque moderne. L’ancien hôtel particulier du no 4 de l’avenue de Champagne est occupé par un laboratoire de biologie médicale.

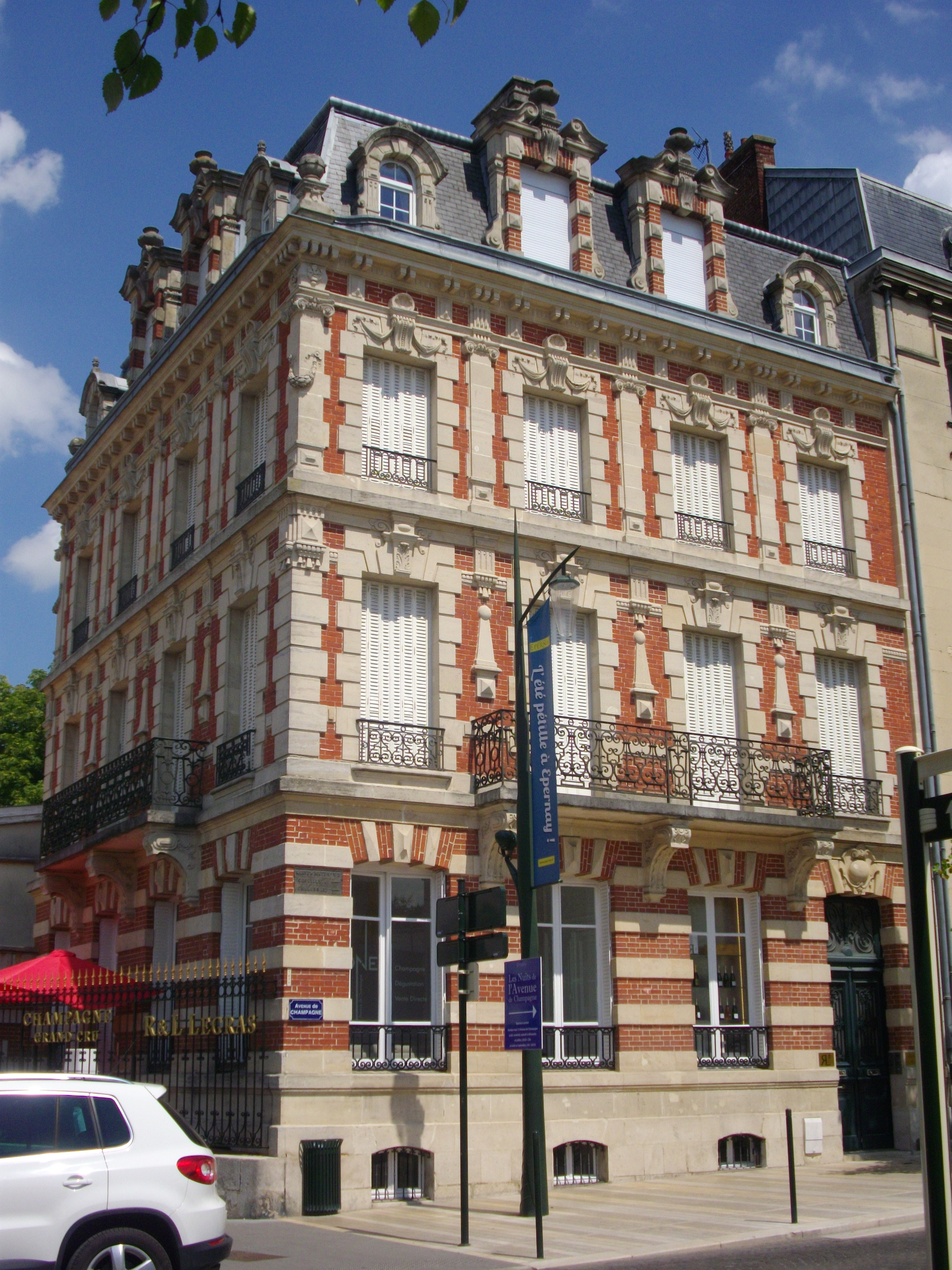
Le no 1.
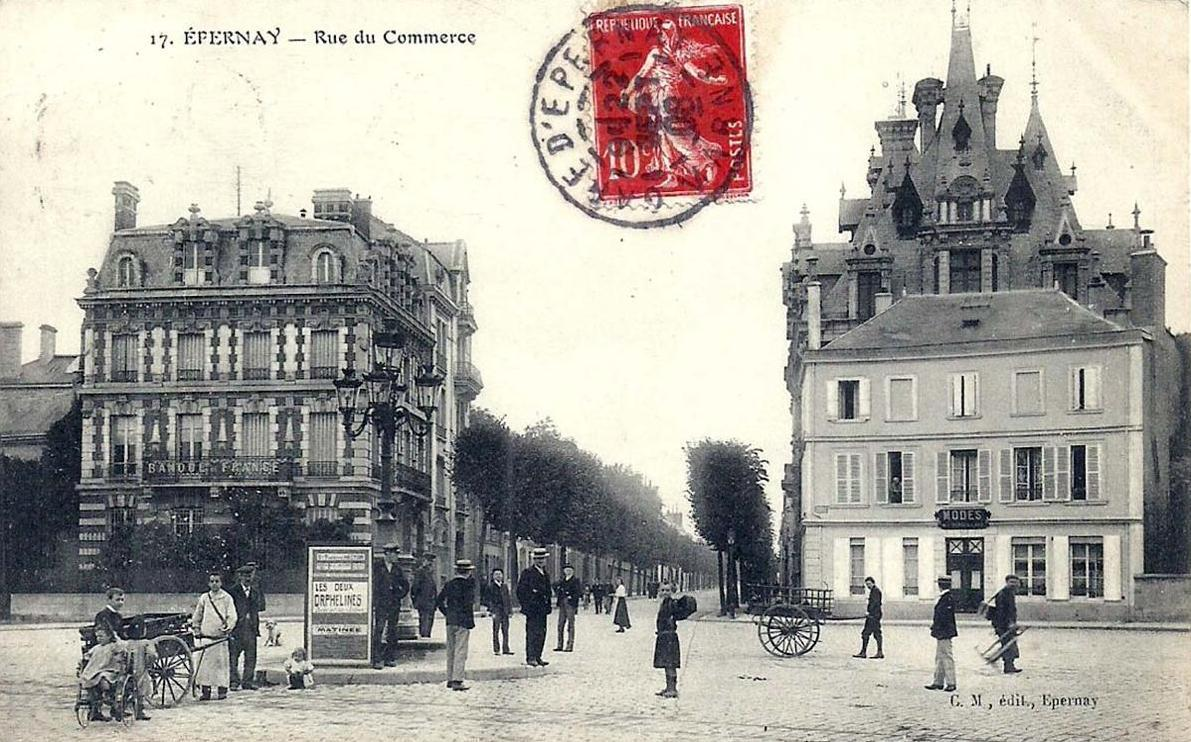
Le Château Gérard, à droite sur cette carte postale.
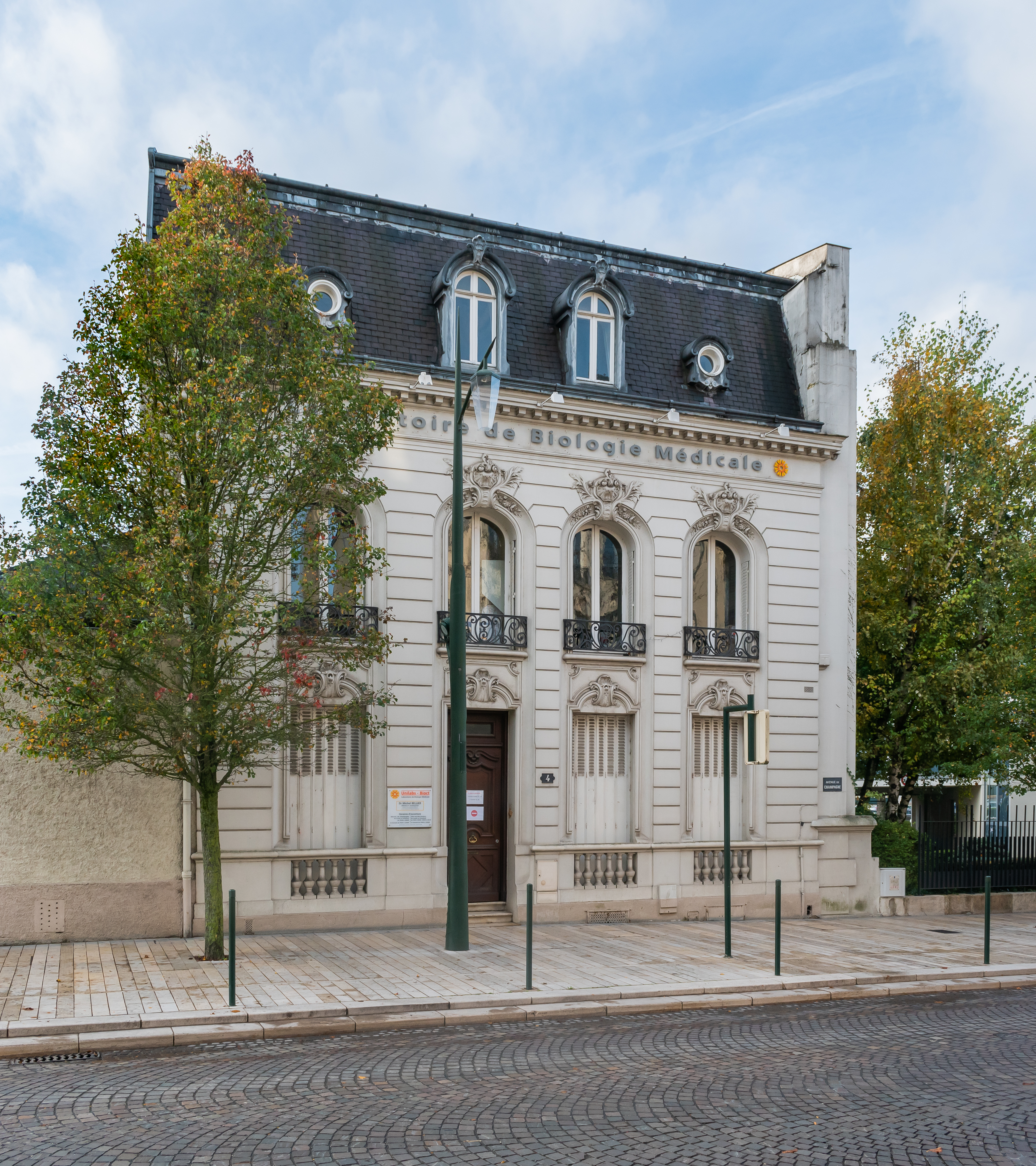
Le no 4.

Au no 11 et au no 22 se trouvent deux hôtels particuliers construits à la fin du XVIIIe siècle par Jean Guyot, en brique et pierre de taille et selon un plan en forme de « U » similaire à celui de l’Hôtel Moët.  Au no 22, l’Hôtel Papelard (ou Camiat) est acquis par François-Gratien Camiat en 1795, encore en travaux, puis par la maison de champagne Papelard en 1856 et enfin par Moët & Chandon en 1920. L’hôtel accueille les locaux de direction de l’entreprise.
Au no 11, l’Hôtel Guyot (ou « Maison Belle Époque ») est construit entre 1795 et 1797. Il est acquis en 1872 par le Champagne Perrier-Jouët. Son intérieur est modifié dans les années 1980 pour recevoir les invités de la maison de champagne dans un style Art nouveau, en hommage à la cuvée « Belle Époque » de la maison, dont les bouteilles sont décorées par Émile Gallé. Elle recèle l’une des plus grandes collections privées d’Art nouveau français en Europe (René Lalique, Jacques Majorelle, Alfons Mucha, etc.),.
L’hôtel particulier au no 28, datant quant à lui de 1778, appartient également à la maison au Perrier-Jouët. Propriétaire à partir de 1791, Jean-Pierre-Louis Lochet-Duchainet redécore l’intérieur dans un style Empire (notamment la cheminée du grand salon) et étend le bâtiment par de nouveaux logements et celliers. L’hôtel particulier est acquis par divers négociants en vins de Champagne dans les années qui suivent : Jean-Louis Chanoine en 1825, Henri-Guillaume Piper en 1853 (qui fait édifier les celliers à l’arrière), Marie Salmon (fille Mercier) et enfin la maison Perrier-Jouët en 1927. Le bâtiment principal en fond de cour est en brique, tandis que l’aile perpendiculaire à l’avenue est semblable au no 24 avec ses façades en enduit et ses encadrements en brique. Les toitures sont agrémentées d’œils-de-bœuf. L’entrée de l’hôtel particulier du no 28 est ornée d’une grille en fer forgé et d’un portail de style néo-égyptien du Premier Empire (colonnes représentant une pyramide et surmontées d’un sphinx).

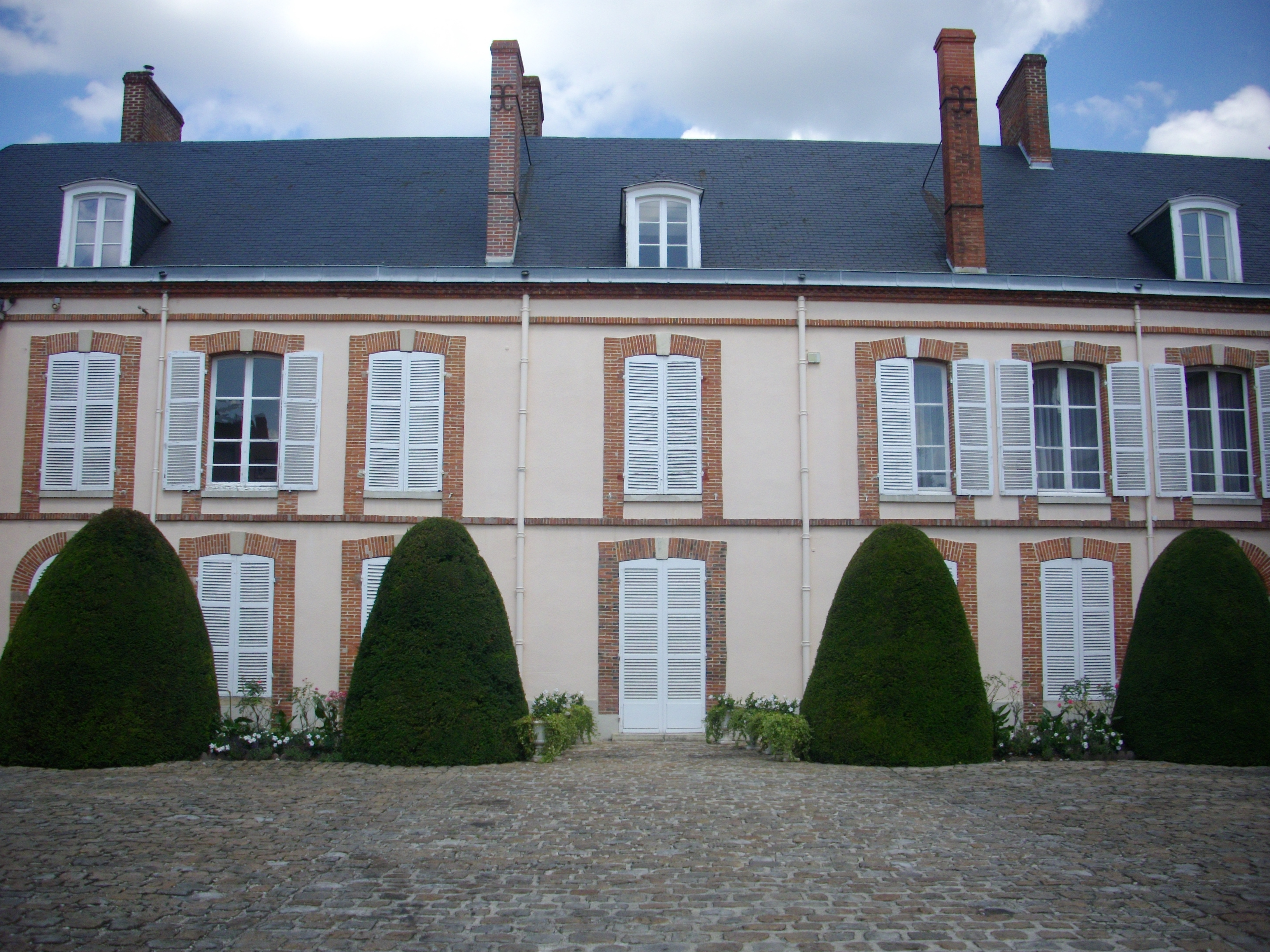
L’Hôtel Guyot (no 11).
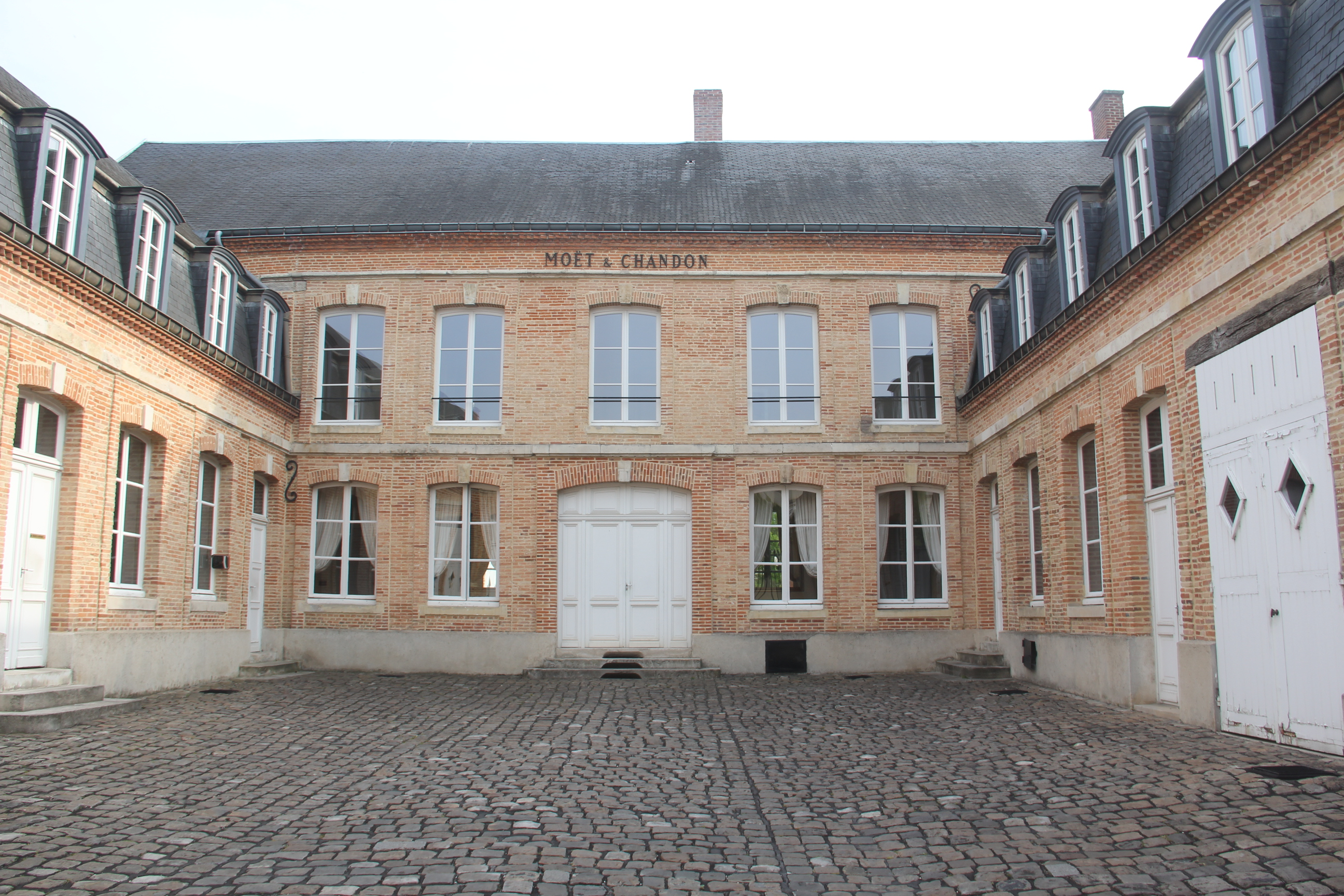
L’Hôtel Papelard (no 22).
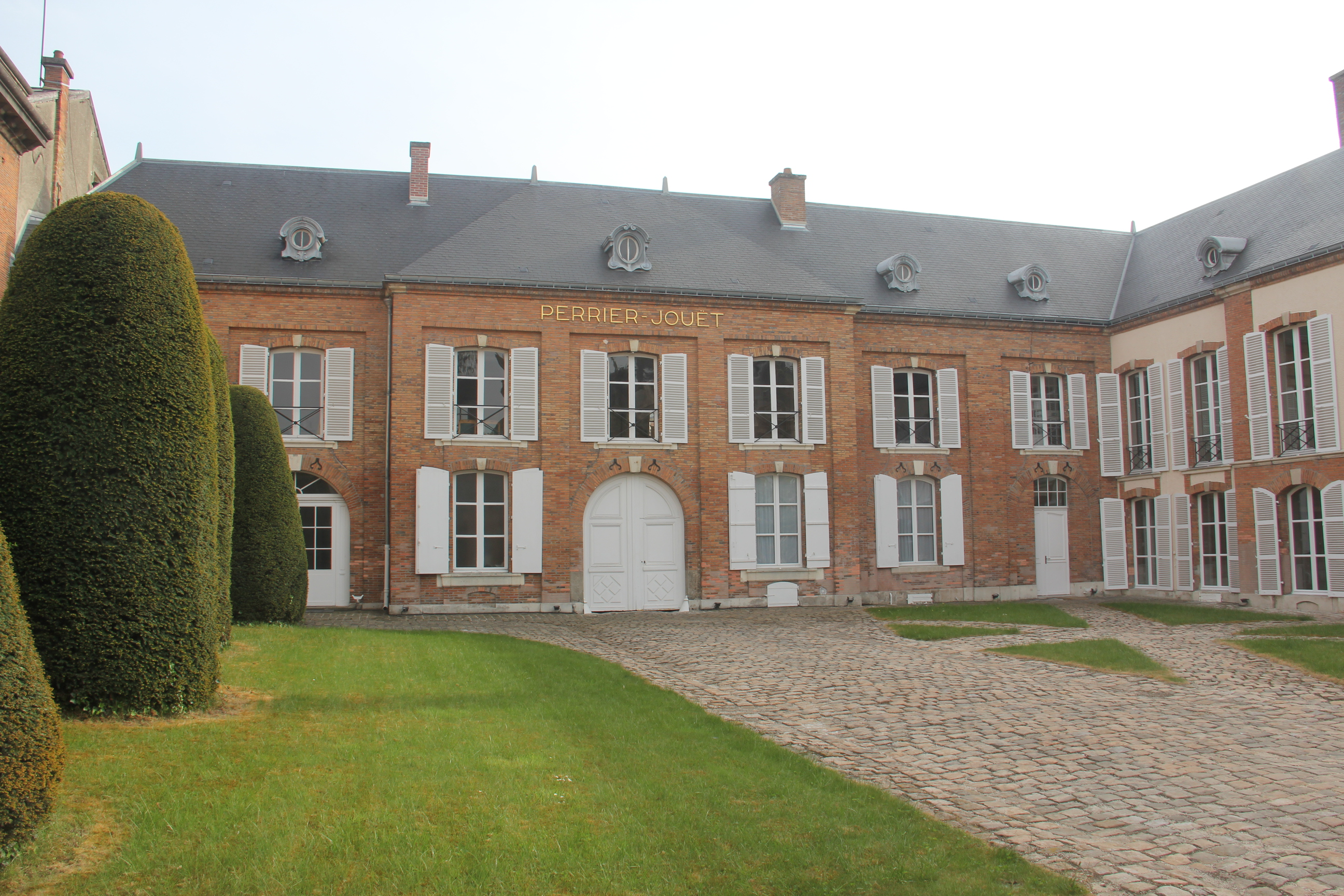
Perrier-Joüet (no 28).

Au no 46, les bâtiments de la maison Boizel remontent à 1858. De forme carrée, à deux étages de brique et d’enduit, ils auraient été réalisés par un architecte italien. Fondée en 1834, la maison Boizel s’installe sur l’avenue de Champagne pour ses 150 ans en 1984. Elle partage ses locaux avec le Champagne de Venoge, également propriété du groupe Lanson-BCC, avant que cette maison n’intègre l'Hôtel Gallice en 2016.
Quelques hôtels particuliers ou maisons longent cette portion de l’avenue de Champagne, aux numéros 15, 19, 23 à 27 côté impair et 36 à 40 côté pair. Au no 23, se trouvent locaux d’Esterlin. Le no 21 accueille la « résidence Avenue de Champagne », rare immeuble moderne de l’avenue.

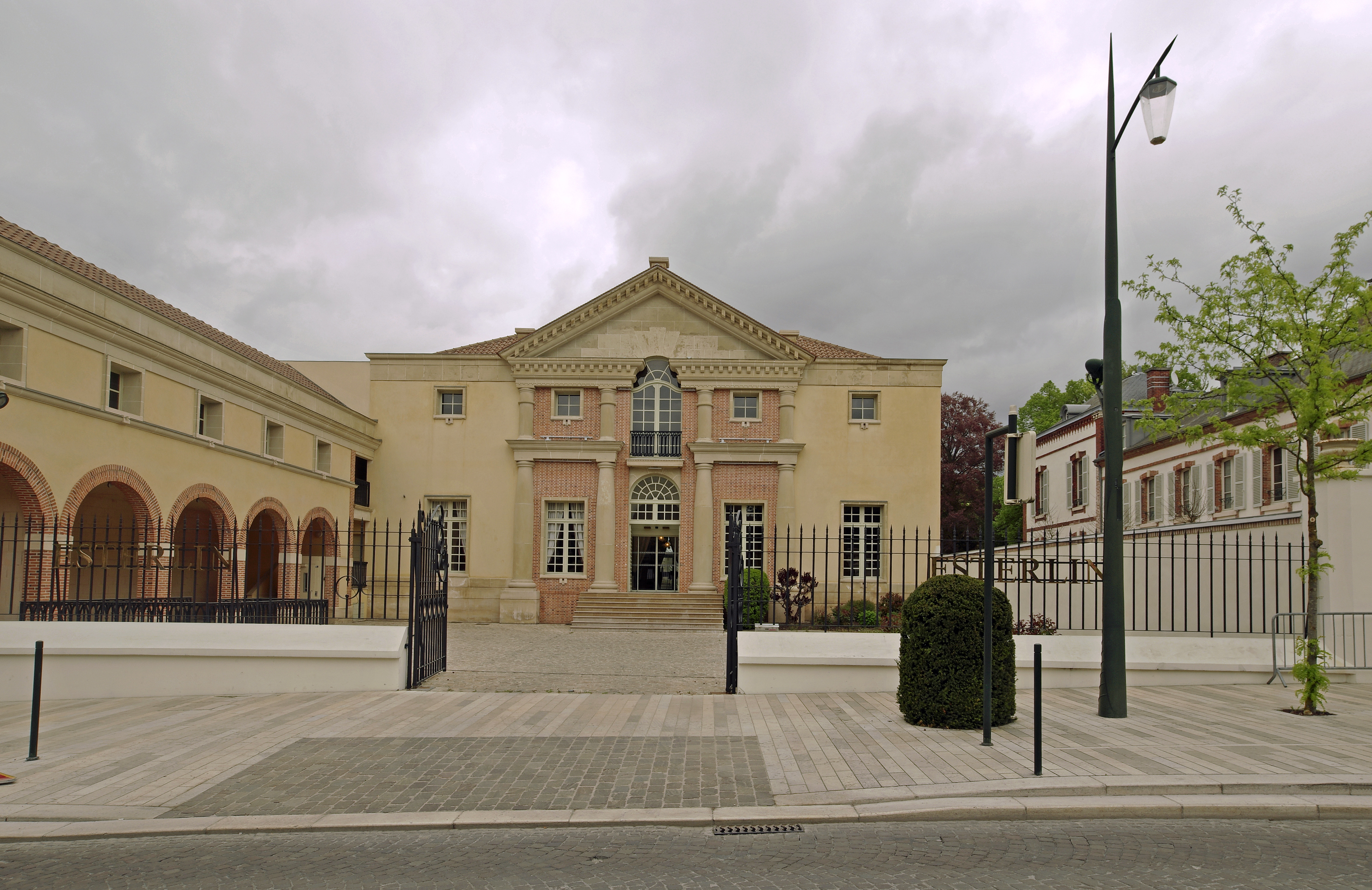
Esterlin (no 23).
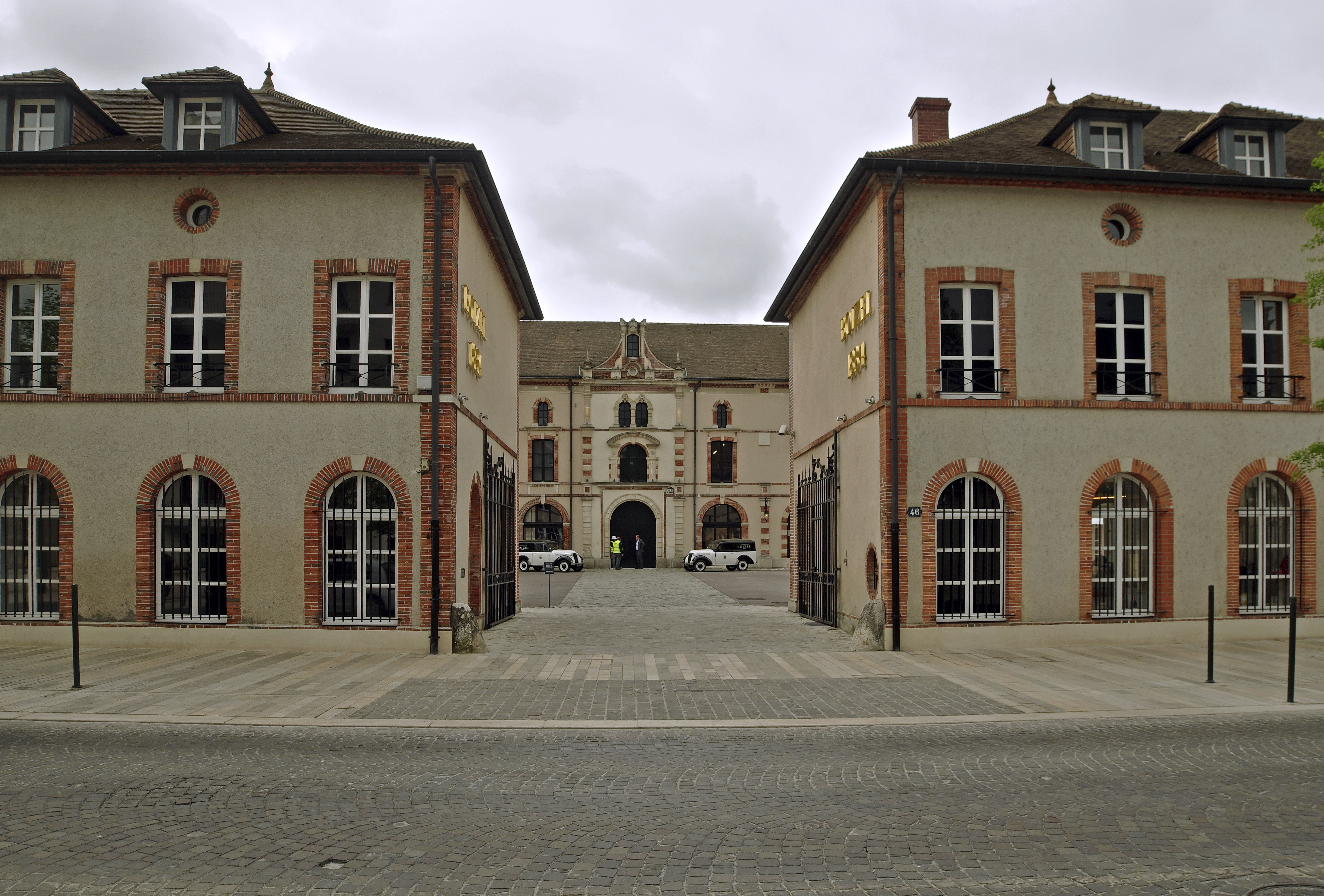
Boizel (no 46).

#### De la rue d'Alsace à la sortie d'Épernay
À partir de la rue d’Alsace, les constructions résidentielles ou de représentation ne reprennent plus la forme en « U » typique du début de l’avenue. On y trouve des hôtels particuliers de taille plus modeste et des maisons (aux numéros 45 à 59, 67 à 75, du côté impair, et 56 à 62 du côté pair). Par ailleurs, des immeubles modernes s’élèvent aux numéros 35 et 50 et d’anciens logements ouvriers aux numéros 76 et 78. Plusieurs hôtels particuliers remarquables s’élèvent cependant sur cette portion de l’avenue de Champagne.
Au no 37 se dresse l’Hôtel de Billy. Construit au début du XXe siècle, le pavillon appartenait à Alphonse de Billy. Il accueille le consulat britannique de 1948 à 1988, puis la maison de champagne Piaff et, aujourd’hui, le champagne Michel Gonet. De style néo-Renaissance, il compte un étage de soubassement, un rez-de-chaussée surélevé, un étage et un étage de comble. La façade principale est en pierre de taille. Les cadres des baies sont harpés, ceux du premier étage sont ornées d’archivoltes en accolade. Un oriel est formé au premier étage, au centre. Les trois autres façades sont construites en meulière et les souches de cheminées en brique. Sous le toit d’ardoise, muni de lucarnes à frontons sculptés, apparaît une frise de corniche d’inspiration végétale.
La propriété suivante, au no 39, est la Villa Rose. Sa construction remonte à 1894. Entre 1904, où la villa est cédée par les époux François-Wachter, et 1984, date à laquelle la villa est vendue au Toit Champenois, l’édifice change à de nombreuses reprises de propriétaire. La maison est divisée en sept appartements. Sur sa façade, peinte de rose, trois travées sont séparées par des pilastres couleur crème. Les linteaux des fenêtres du premier étage sont ornées de guirlandes florales tandis que les baies du rez-de-chaussée sont cintrées. Son nom, la « Villa Rose », proviendrait du nom des fleurs qu’occupaient le terrain avant sa construction et non de la couleur de sa façade.
L’hôtel no 43 de l’avenue de Champagne est construit, par Henri Picard et pour Mme Salmon-Mercier, dans un style néo-Renaissance au début du XXe siècle. L’ossature du bâtiment est en pierre de taille et possède un remplissage en brique. Chaque baie — sauf celles de l’attique — est décorée de colonnes ioniques, de balustres et des frises de rinceaux. L’avant-corps central se traduit, au rez-de-chaussée, d’un porche en serlienne et, à l’étage, d’une loggia fermée d’un triple baie. La corniche comprend des denticules et s’appuie sur des consoles travaillées. Une surélévation, survenue dans la deuxième du XXe siècle, dénature néanmoins l’édifice, aujourd’hui réparti entre logements et bureaux.

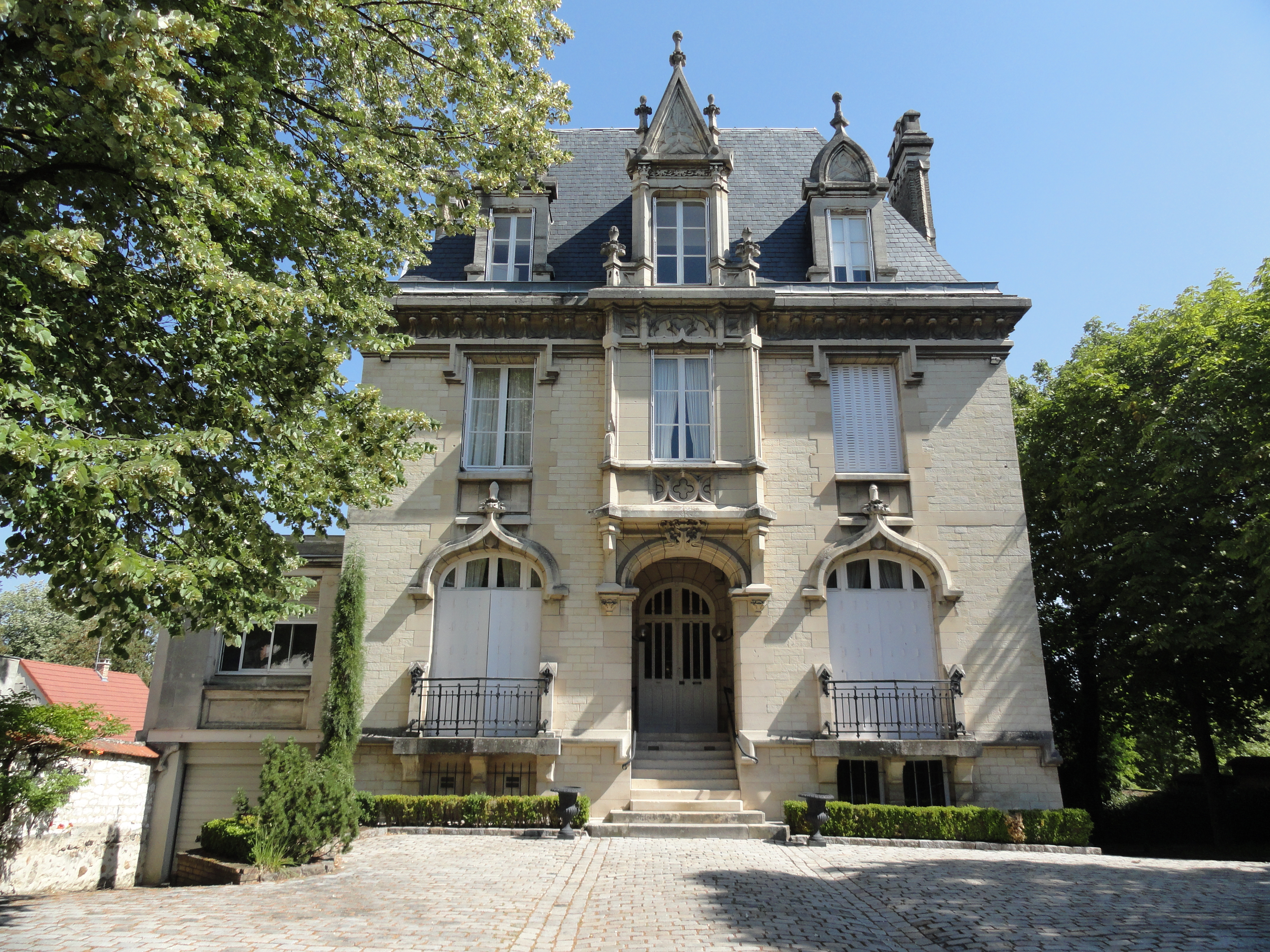
L’Hôtel de Billy.
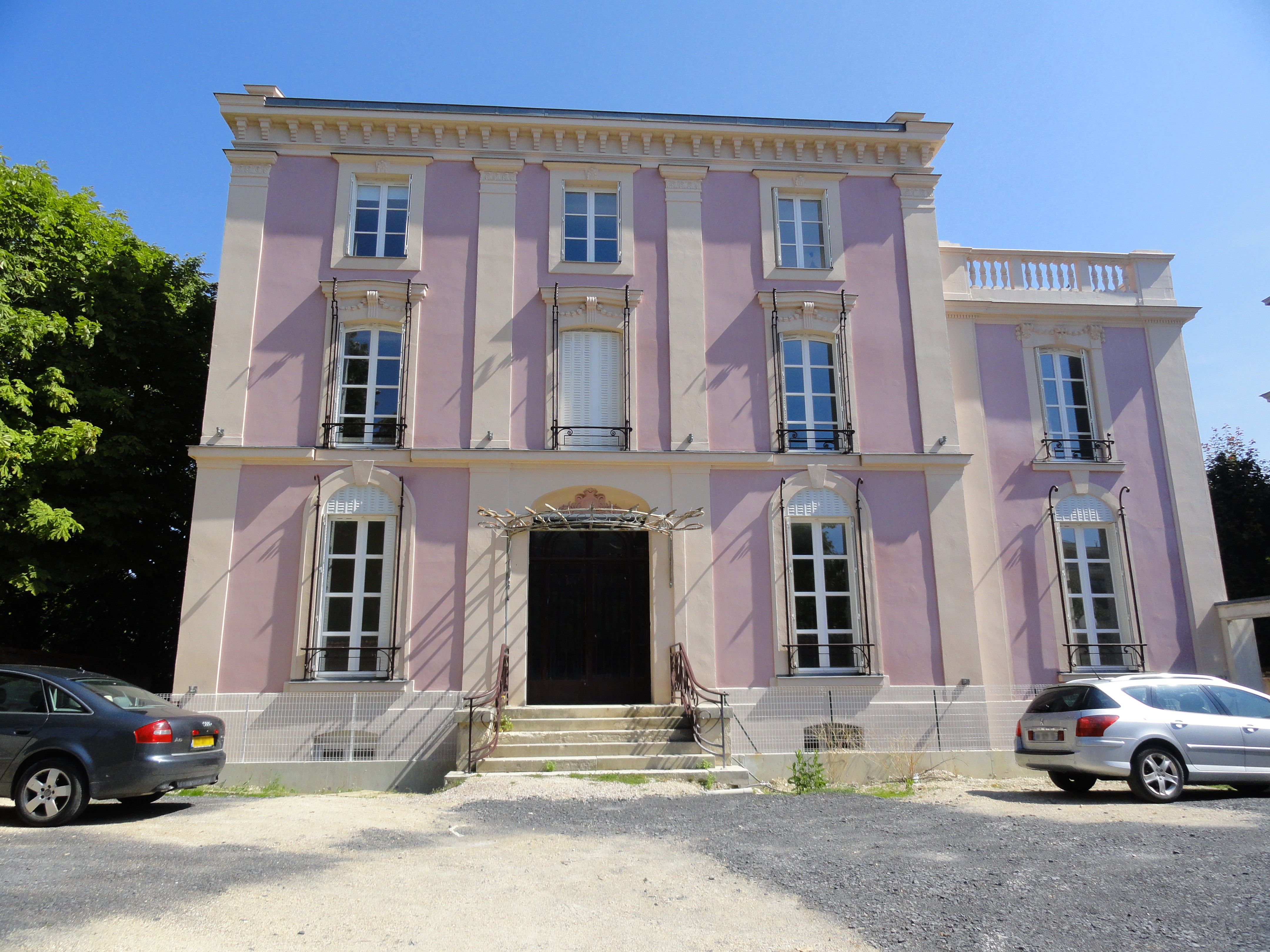
La Villa Rose.
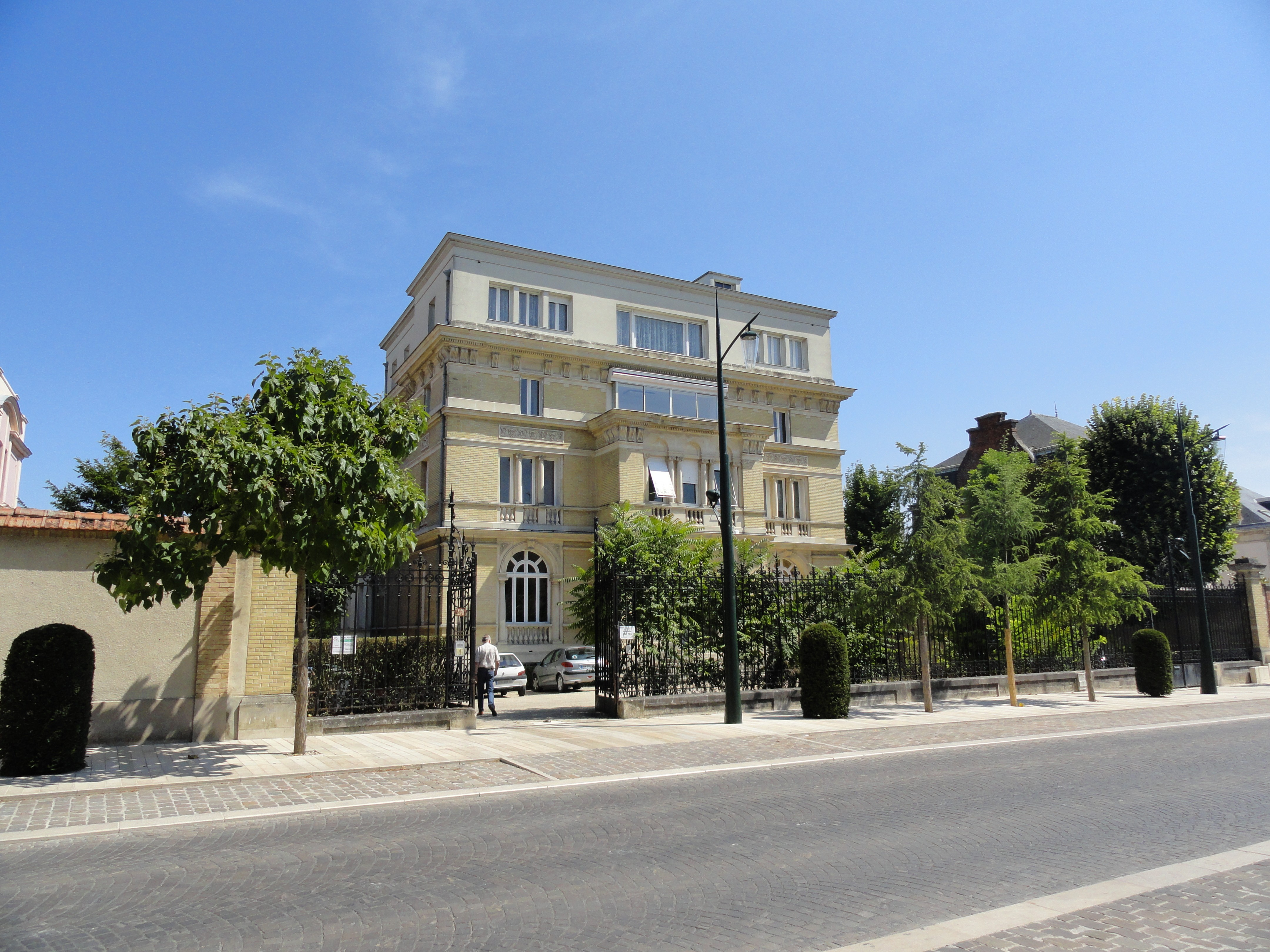
L’hôtel no 43 de l’avenue.

L’ancienne résidence de la famille Pol Roger se trouve au no 48. L’hôtel particulier est construit en brique avec un soubassement en meulière et des encadrements en pierre, sur deux étages et des combles aménagés. Il est agrémenté d’une tourelle à toit conique à droite et d’une extension avec un toit terrasse à gauche. Les communs se démarquent du bâtiment principal par des briques de deux couleurs. La marquise de l’entrée ainsi que le portail sont en ferronnerie.
Au no 84, la Villa Eugène, ancienne propriété d’Eugène Mercier, a été transformée en hôtel cinq étoiles,.

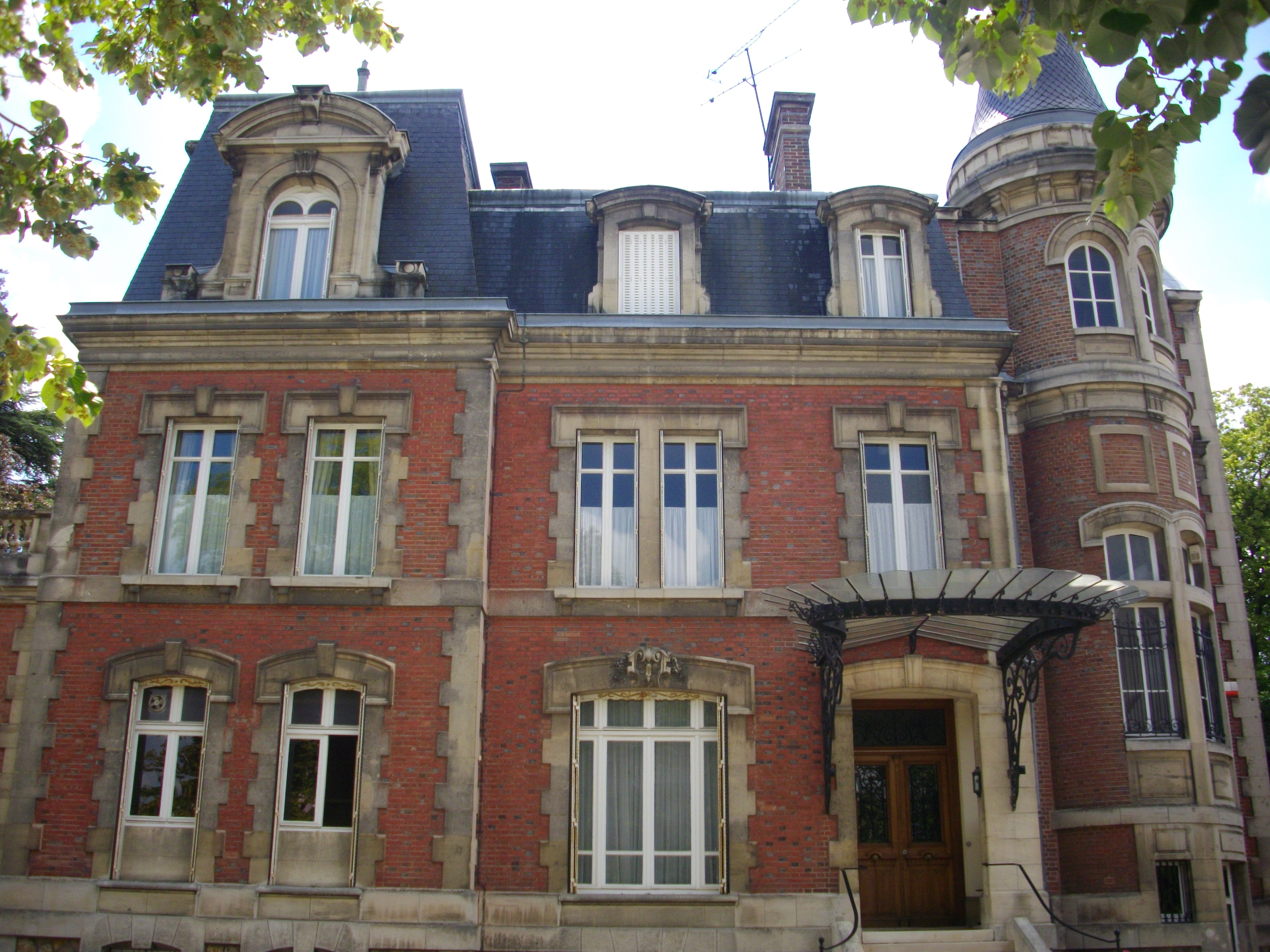
L’ancienne propriété Pol-Roger.
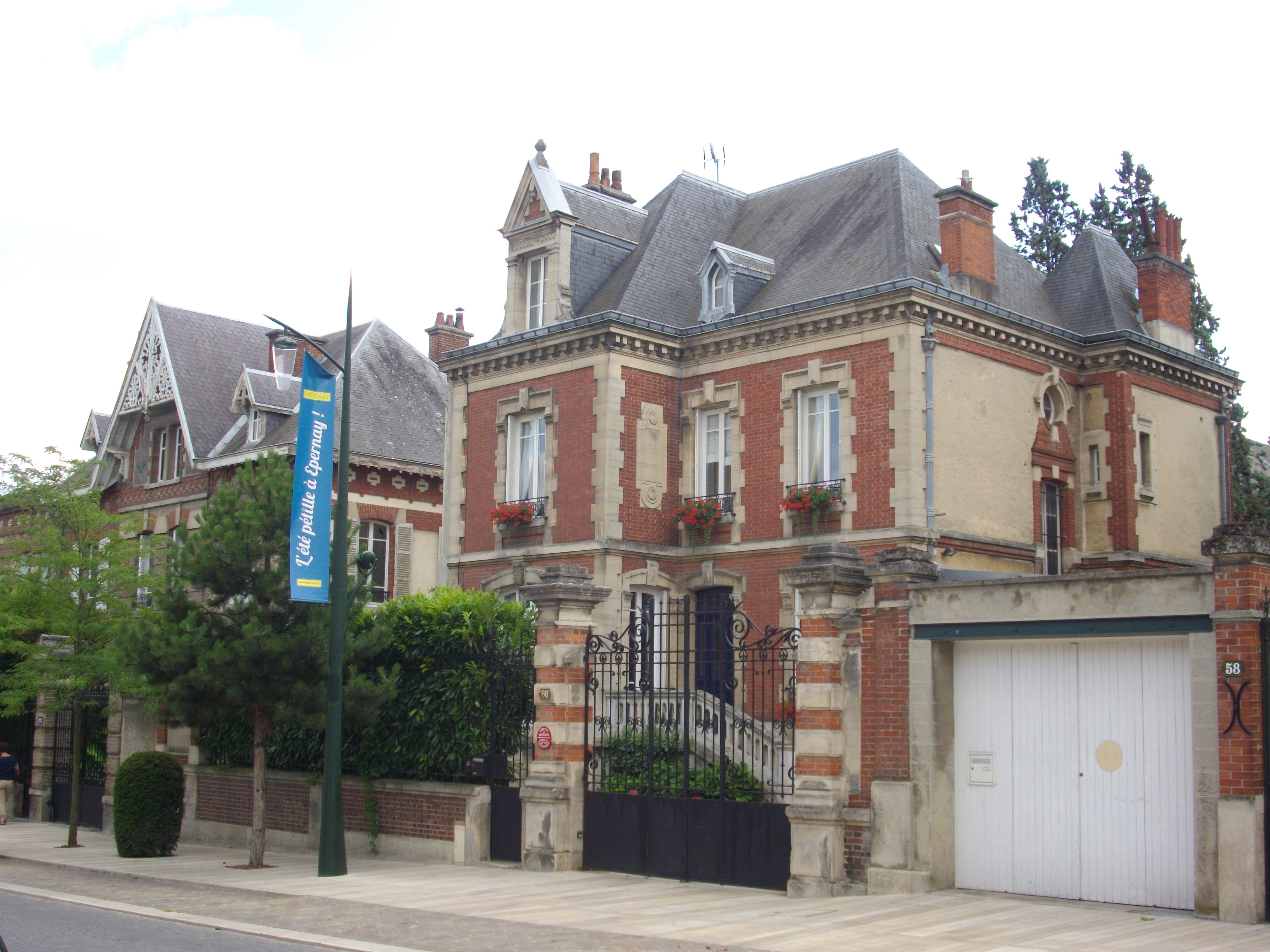
Les nos 60 et 62.

### Établissements industriels et commerciaux
Outre sa fonction résidentielle et d’apparat, représentée par ses hôtels particuliers, l’avenue de Champagne a également une vocation industrielle et commerciale. Certains établissements industriels et commerciaux de l’avenue démontrent une architecture remarquable.

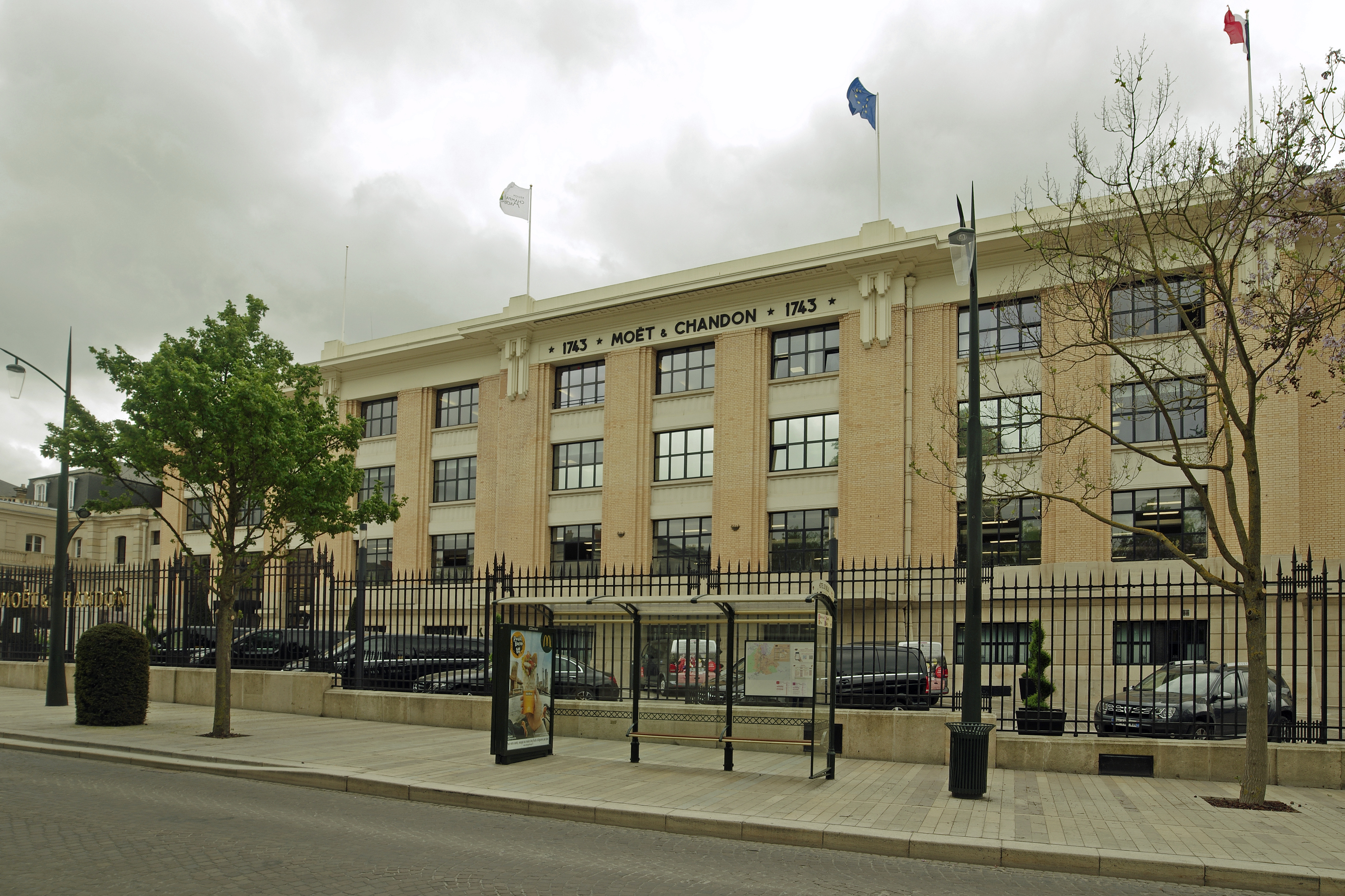
Le siège de Moët & Chandon.

Au no 18, est édifié le siège du Champagne Moët & Chandon. Dans les années 1920, sous l’impulsion de son président Jean-Rémy Chandon-Moët, la maison souhaite remplacer plusieurs anciens bâtiments endommagés par les bombardements de la Première Guerre mondiale. Les architectes Henri Piquart et Brunoy de Maigret dirigent ces travaux, qui s’étendent de 1928 à 1932. Le nouveau bâtiment est un quadrilatère de béton armé construit dans un style Art déco, qui tranche de par sa taille et sa localisation en retrait de l’avenue avec les autres reconstructions de l’après-guerre. Le béton est percé de larges baies et il décoré de briques jaunes ainsi que de pierre de taille en pied d’immeuble. Le bâtiment est orné d’une corniche, surmontée d’un toit plat. Relié aux caves de Moët & Chandon sous l'’avenue, le bâtiment réunit à l’origine l’ensemble des activités de la maison de la production du champagne à l’expédition. En son centre, on trouve alors une grande cour servant à expédier le champagne ; cette cour a toutefois été comblée et remplacée par des locaux administratifs. Au XXIe siècle, le site héberge le siège de la maison, un espace de visite et de vente ainsi qu’une partie de la production. Le bâtiment bénéficie du label « Architecture contemporaine remarquable ».
Du no 24 au no 28, se trouvent des locaux industriels et commerciaux du Champagne Perrier-Jouët. La propriété du no 24 est acquise dès 1813, deux ans après la fondation de la maison par Pierre-Nicolas Perrier et Rose-Adélaïde Jouët. Des constructions sont édifiées tout au long du XIXe siècle, détruites au cours de la Première Guerre mondiale puis reconstruites. Le no 24 est composé de deux bâtiments en « L ». Sur la gauche, le logis à deux étages possède des murs enduits, des encadrements en brique et deux petits balcons en façade. Sur la droite, s’élèvent d’anciens celliers dans un style similaire au logis. Ceux-ci se distinguent toutefois par des arcs surbaissés au niveau du rez-de-chaussée ainsi que par une imposante lucarne sur la partie moins élevée du bâtiment en fond de cour. D’autres celliers sont construits derrière cet ensemble, à l’emplacement du jardin. Le bâtiment du no 26 est construit en 1874 par Jacques-Charles-Théodore Kunkelmann, également en équerre, pour accueillir des celliers et, côté avenue, un pavillon d’habitation. Dans les années 2020, il accueille un bar à champagne et une boutique de la maison Perrier-Joüet. Le no 28 correspond à l’ancien hôtel particulier.

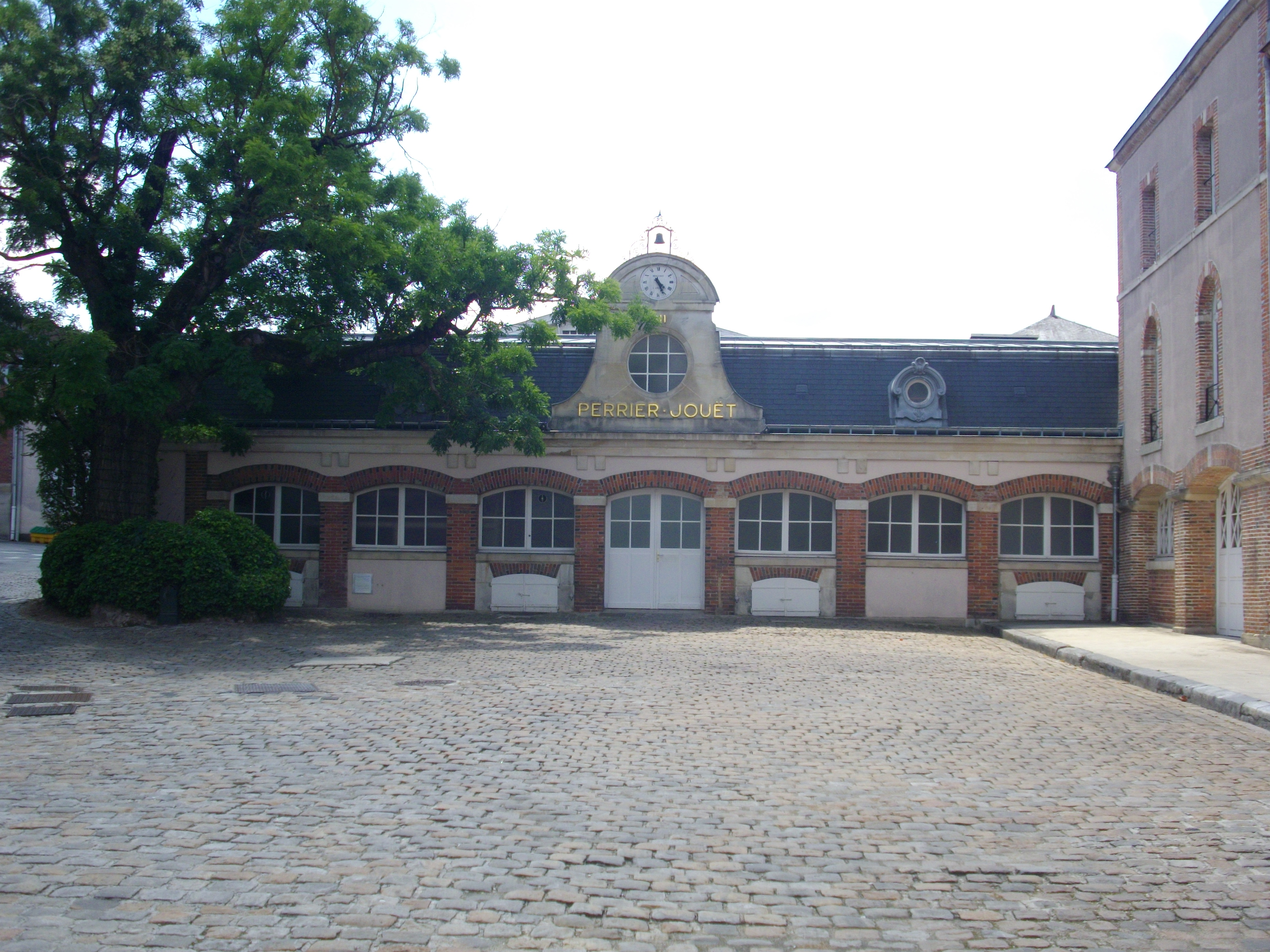
Perrier-Joüet (no 24).
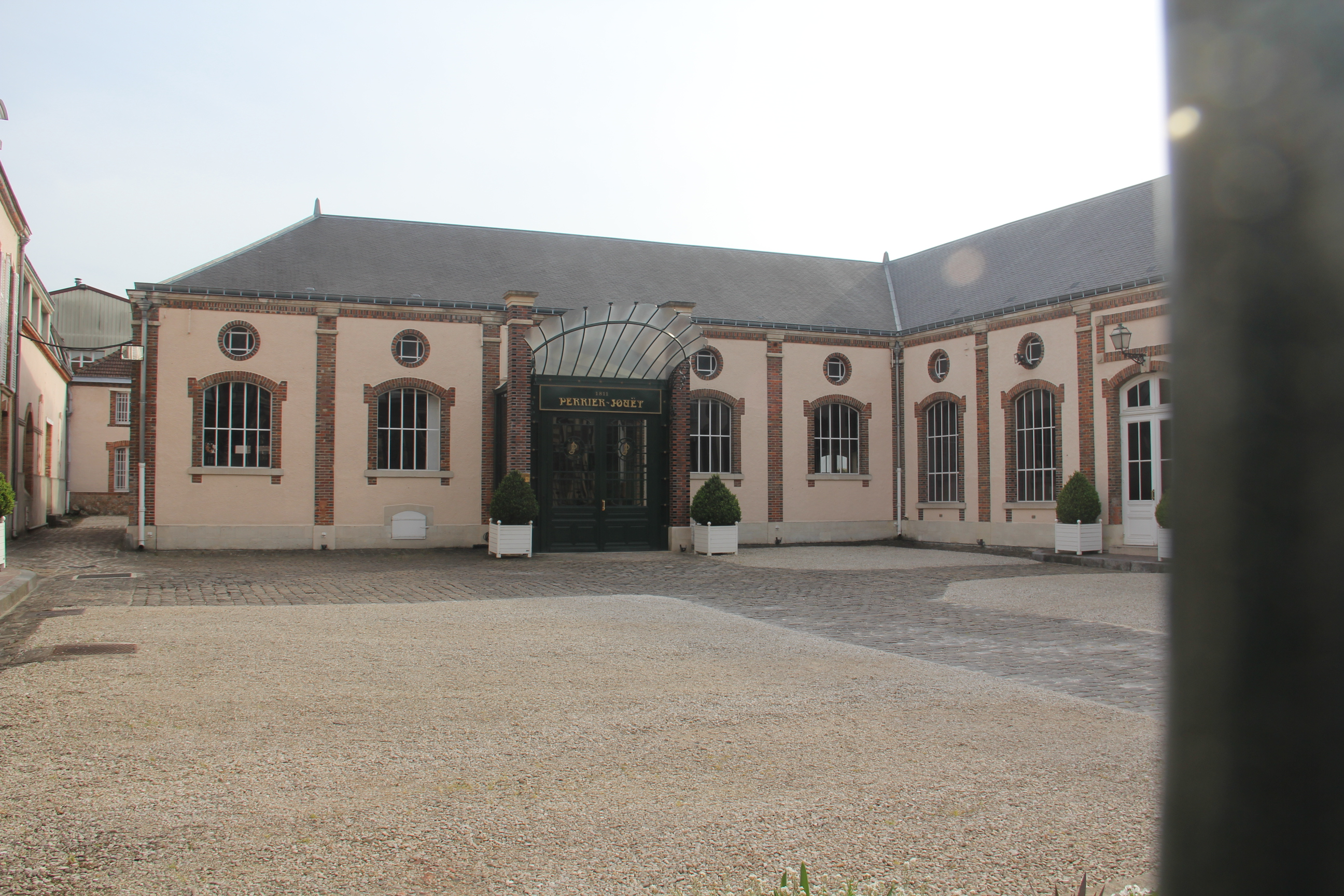
Perrier-Joüet (no 26).

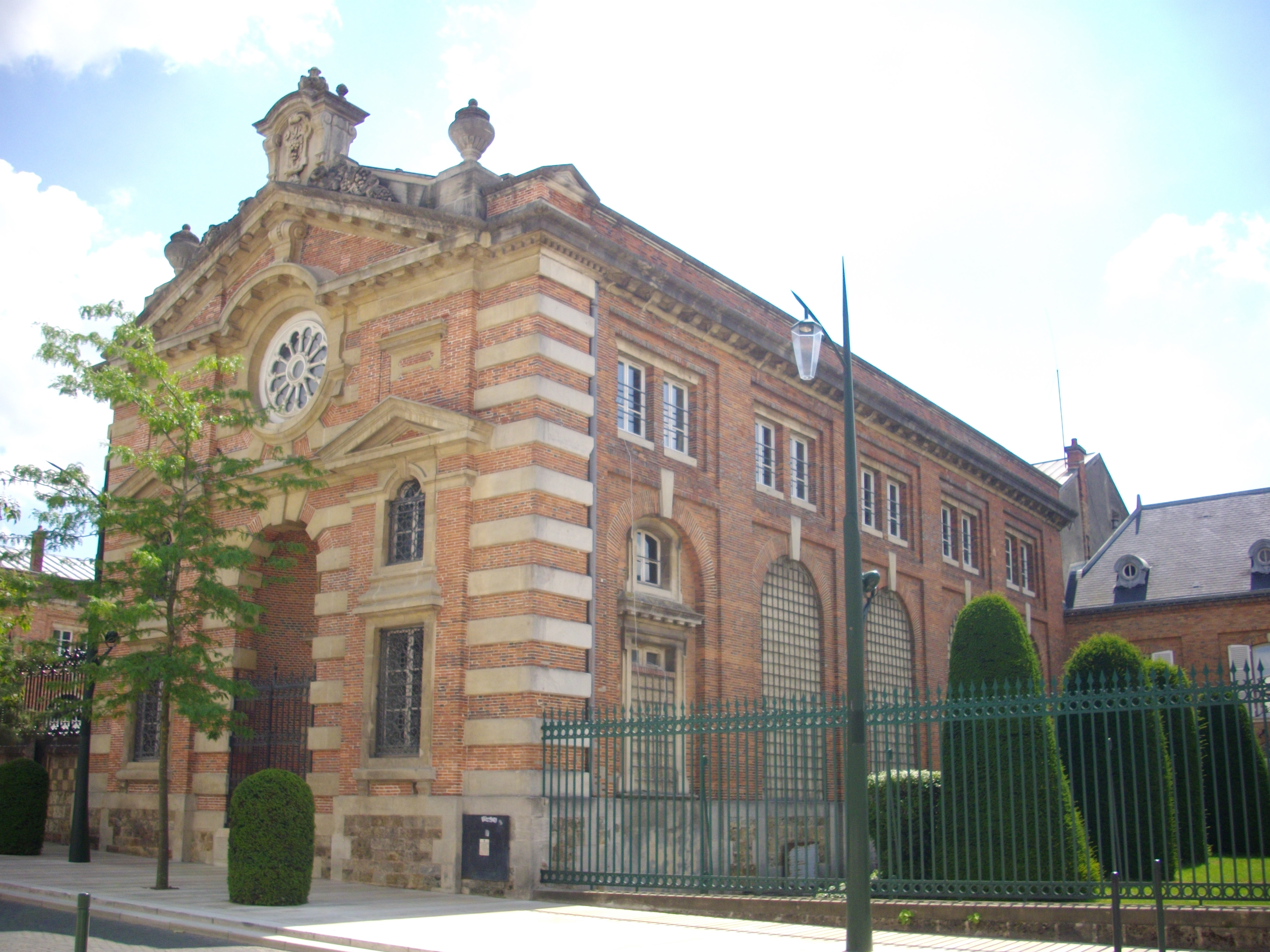
Les anciens établissements Piper-Heidsieck.

Au no 30, s’élèvent les anciens établissements Piper-Heidsieck. Au milieu du XIXe siècle, Henri Guillaume Piper de la maison de champagne Piper-Heidsieck acquiert la propriété de Jean-Louis Chanoine, qui regroupe alors son hôtel particulier mais également des celliers, un magasin et un vendangeoir. Henri Guillaume Piper y fait construire entre 1853 et 1858 d’imposants celliers de 12 mètres sur 60. Le site devient la propriété de de Venoge en 1899. En partie détruits par la Première Guerre mondiale, les anciens établissements Piper-Heidsieck sont reconstruits dans les années qui suivent. Les bâtiments forment un « U » autour d’une cour donnant sur l’avenue de Champagne, à l’image des hôtels particuliers de l’avenue du XVIIIe siècle. Leur façade de briques rouges — aux assises de pierre de taille — est rehaussée de décorations en pierre de taille calcaire, notamment sculptées de grappes de raisins (sur les ailes) et d’une représentation de Bacchus (sur le bâtiment central). Ses portes monumentales en bois sont décorées de manière similaire, rappellent l’activité viticole du lieu. Moët & Chandon acquiert le site au début du XXIe siècle.
Aux nos 32-34, sont implantés les établissements du Champagne Pol Roger. La maison fait d’abord construire hôtel particulier et celliers sur la rue Henri Lelarge, au-dessus de l’avenue de Champagne. Ces bâtiments sont toutefois victimes d’un effondrement de caves en 1900, poussant la maison à s’installer au no 34 de l’avenue. Le bâtiment actuel, de style Art déco, est construit entre 1930 et 1933 par l’architecte local Fernand Gallot, à la place des anciens locaux détruits par les bombements de 1918. Le bâtiment est en forme d’équerre, au fond d'une cour pavée. La partie centrale, au fond de la cour, est composée d’un rez-de-chaussée en pierre meulière avec des arcs en plein cintre de brique, de trois étages en brique jaune et d’un toit-terrasse. La partie droite, perpendiculaire à l’avenue, ne compte que deux étages. Cet ensemble est complété de l’ancien hôtel particulier des de Venoge, au no 32, acquis par Pol Roger au milieu du XXe siècle. Le site mêle des activités de production et administratives.

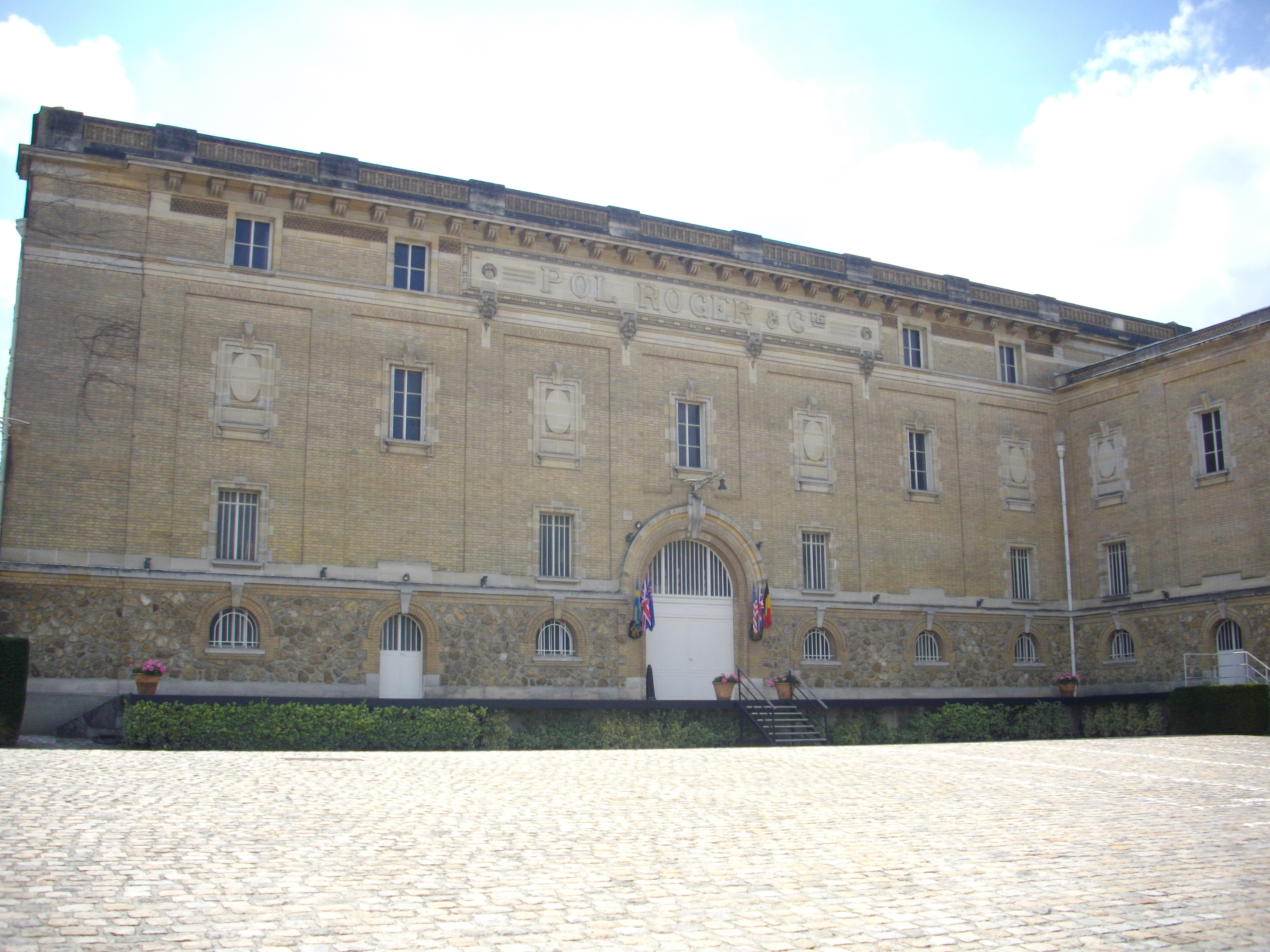
Pol Roger (no 32).
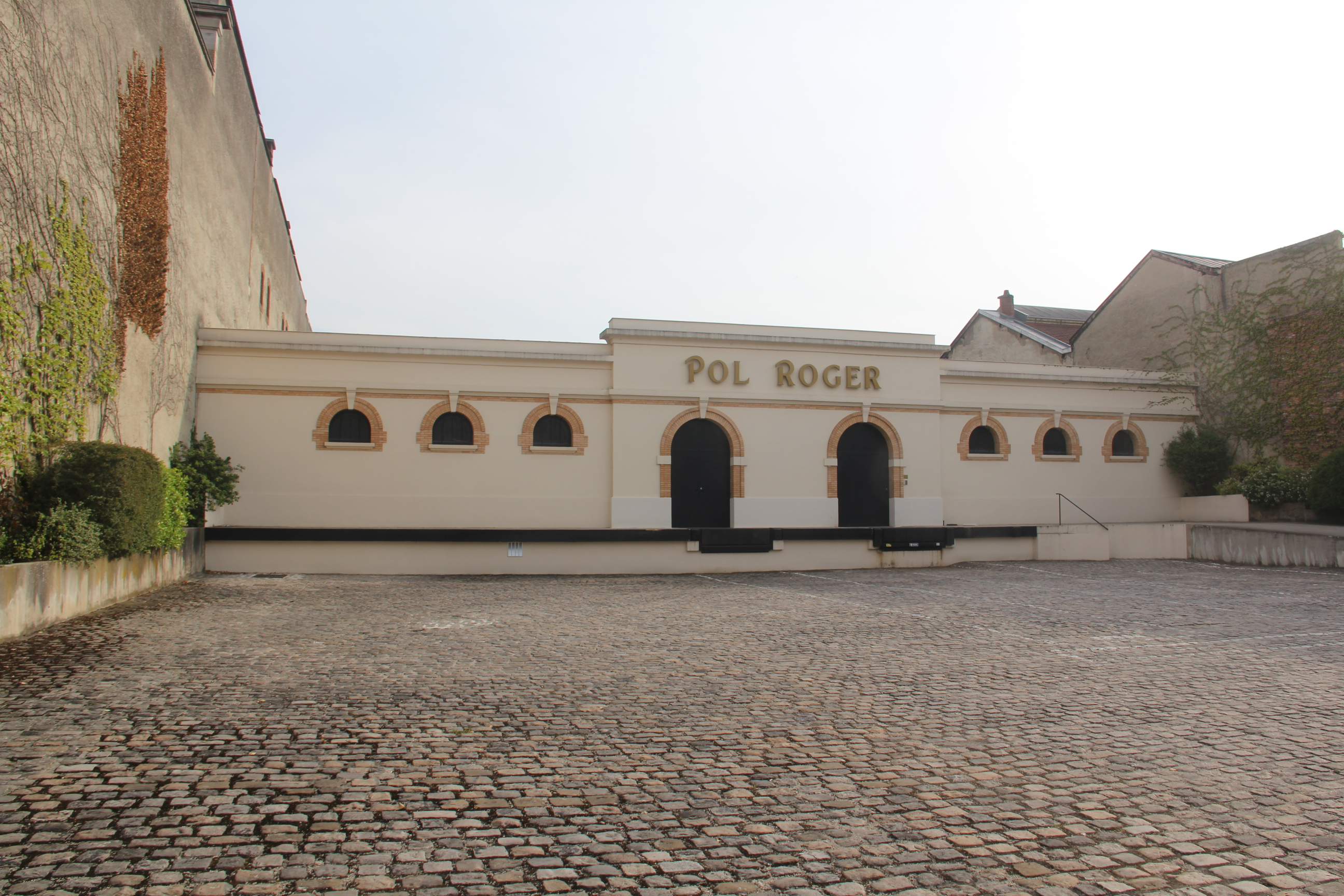
Pol Roger (no 34).

Au no 50, s’élève à partir de 1909 une usine d’agrafes créée par René Lemaire (sous les marques « Veuve Victor Lemaire et Fils » puis « Lemaire Frères » à partir de 1919). L’activité de l’usine se diversifie au profit d’équipements pour l’automobile et l’industrie du champagne. Au-dessus de l’avenue, René Lemaire fait construire une centaine de logements pour ses ouvriers : ce sont les maisons de la Cité Lemaire. Dans les années 2000, l’usine — fermée depuis 1994 — et son logement patronal sont détruits pour permettre la construction d’immeubles d’habitation donnant sur l'avenue de Champagne.
Au no 64, une brasserie est ouverte en 1882 par Alexandre Mosser. Le site comprend un logement patronal carré, en pierre meulière, ainsi qu’un atelier en brique. Au XXe siècle, il est occupé par un distributeur de vins et bières, la société Young. Au XXIe siècle, la propriété est divisée entre une maison de champagne donnant sur l’avenue (Champagne Maillard) et un immeuble d’habitation construit en 2024-2026 et donnant sur la rue de Lorraine perpendiculaire.
Aux nos 68 à no 72, s’élèvent enfin les locaux du Champagne Mercier.

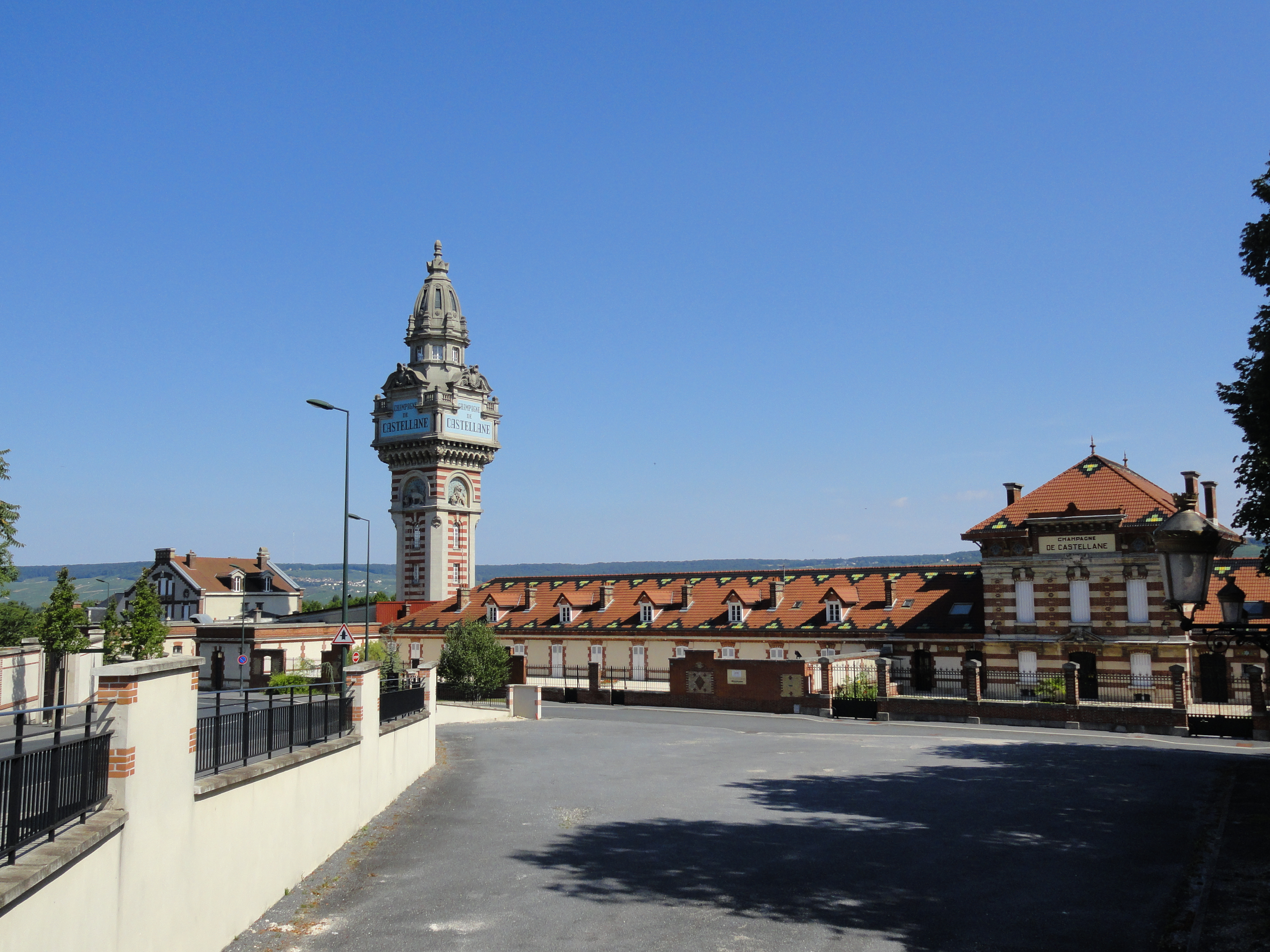
Les établissements de Castellane, vus depuis l’avenue de Champagne.

Si les bâtiments de la maison de Castellane ne donnent pas directement sur l’avenue de Champagne, sa tour domine l’artère sparnacienne. L’usine de l’Union champenoise est construite à partir de 1889 entre des caves et la voie ferrée, en contre bas de l’avenue. En 1904, un cellier est construit, surélevé d’une tour en béton armé. Cette tour, haute de 63 mètre et surmontée d’un lanternon, accueille brièvement un château d'eau. La tradition locale cite Marius Toudoire comme son architecte, en raison de sa similiarité avec la tour de la gare de Lyon,. Cependant, son architecte serait davantage Alexandre-Édouard Fournier. En 1936, l’Union champenoise devient le Champagne de Castellane. Le site, à la fois industriel, commercial et publicitaire, est en partie inscrit comme monument historique  depuis 1990.

### Lycée

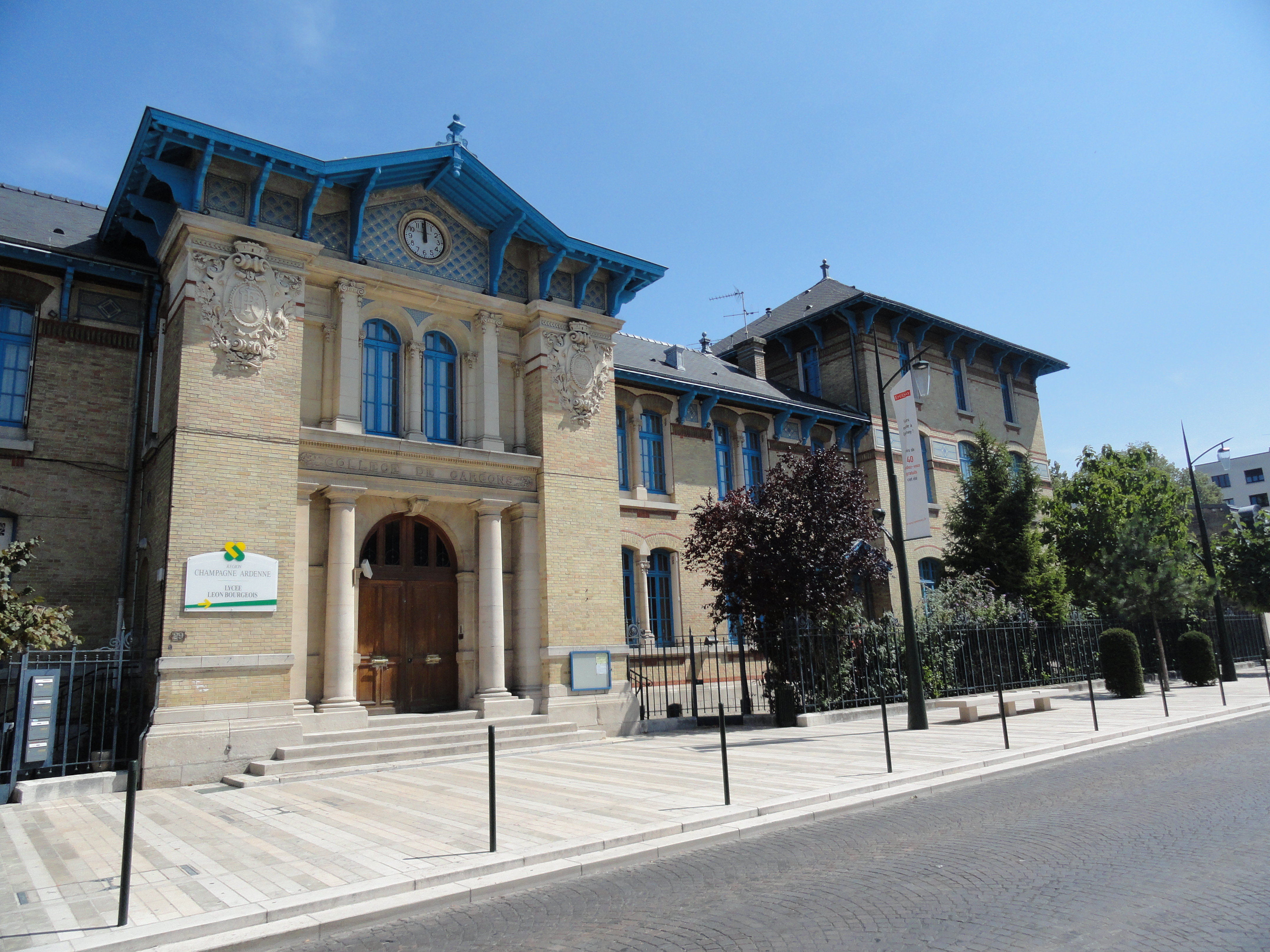
Le site « avenue de Champagne » du lycée Stéphane-Hessel.

Au début du XXe siècle, la ville d’Épernay souhaite remplacer le collège de garçons du 7 rue du Docteur Verron, dans le centre-ville. Le nouveau collège et son pensionnat sont construits à partir de 1914 par l’architecte Henri Piquart et l’entreprise Tixier, sur un terrain donné par la famille Auban-Moët. La Première Guerre mondiale impacte la construction, qui est suspendue en 1916 et ne reprend qu’1922. Le « collège de garçons » est inauguré le 1er juillet 1923,.
Le collège devenu un lycée porte le nom de Léon Bourgeois. Il est modifié à plusieurs reprises dans la deuxième moitié du XXe siècle. En 1977, le pensionnat est transformé en salles de classes. En 1981, un atelier est créé au rez-de-chaussée de l’aile. Enfin, en 1995, François Peiffer, Bruno Freycenon et Olivier Muls construisent un amphithéâtre, de nouvelles classes et modifient l’aile ouest pour accueillir un ascenseur extérieur. À la rentrée scolaire 2013, le lycée Léon-Bourgeois fusionne avec le lycée Godart-Roger voisin pour former le lycée polyvalent européen Stéphane-Hessel. L’ancien lycée Léon-Bourgeois devient le site « avenue de Champagne » du nouveau lycée.
Le bâtiment est composé d’avant-corps à toit en pavillon connectés par des ailes moins élevées d’un étage, à toits à longs pans. Les toits en ardoise débordent et sont portés par des consoles en bois. Les façades du lycée sont en brique et décorées de baies et d’entablements en pierre de taille, d’arcs surbaissés en brique, de motifs en brique de couleur et d’une frise en céramique bleue. L’entrée est particulièrement travaillée avec des cartouches comportant les initiales de la République française (à gauche) et le blason d’Épernay (à droite), une baie encadrée de colonnes et un pignon couvert de céramique bleue et orné d’une horloge sous le débord du toit. Dans la cour, les façades disposent de galeries de portiques sur deux étages.

### Cimetière israélite

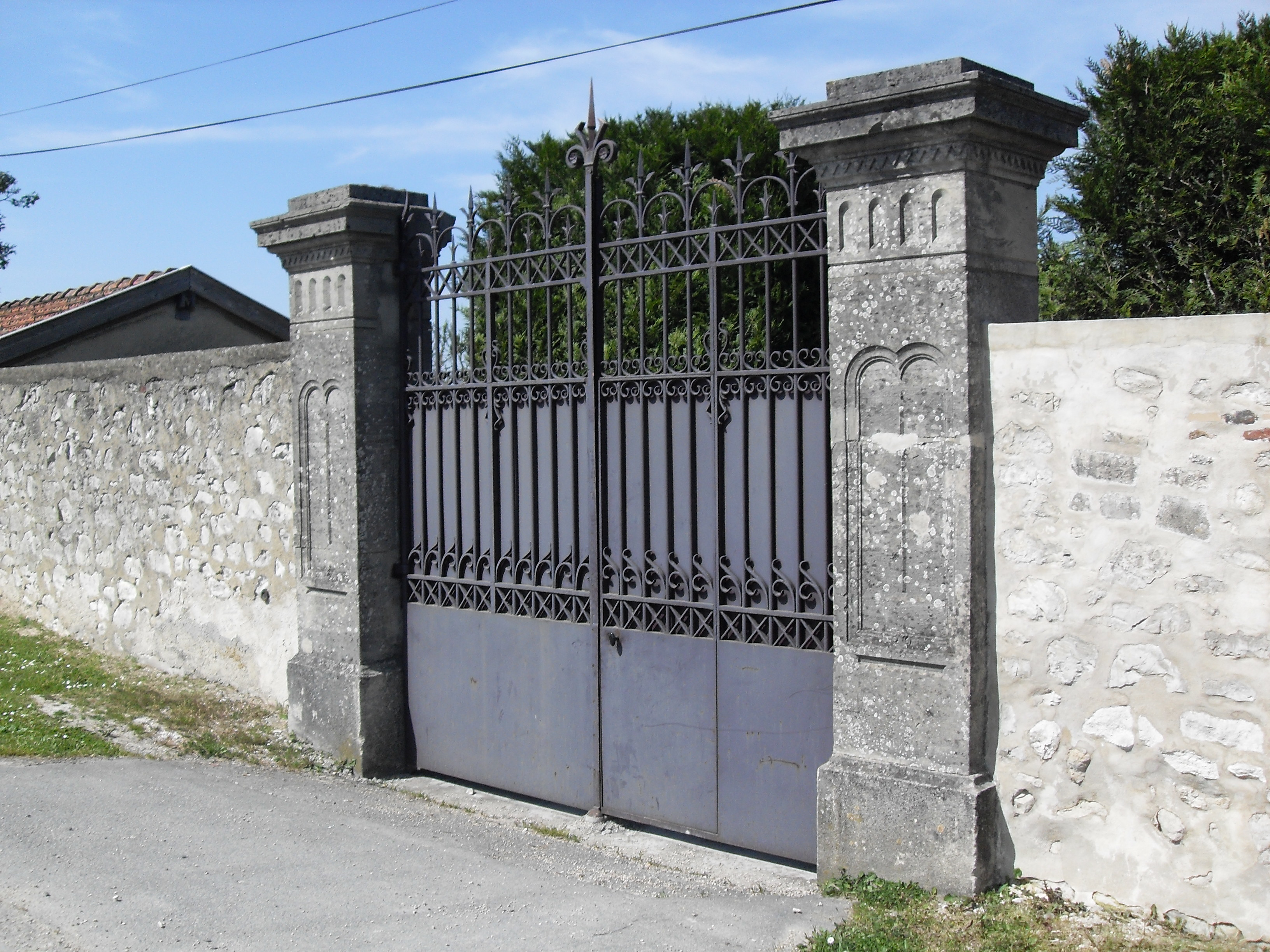
Le portail d’entrée du cimetière israélite.

Depuis le Moyen Âge, Épernay compte une communauté juive, en témoignent sa synagogue du XIXe siècle et la rue de la Juiverie en centre-ville. Vers 1860, le cimetière municipal ouvre un carré juif. Cependant, celui-ci se révèle insuffisant. Un cimetière israélite est créé en dehors de la ville au lieu-dit « Croix des Bouchers » en 1878 ou 1881, avec l’aide de la municipalité,. Les tombes de l’ancien carré juif sont déplacées par la communauté, la plus ancienne date de 1863.
Le cimetière est entouré d’un mur d’enceinte, dont le portail est encadré de piliers décorés des Tables de la Loi. Géré par une association privée, on y trouve de nombreuses tombes de la fin du XIXe siècle et du début du XXe siècle, souvent en mauvais état. En 2012, des tombes du cimetières sont profanées. La piste du vol est privilégiée à la piste antisémite, en l'absence d'inscriptions antisémites sur les lieux,.

## Parcs et jardins
Les parcs et jardins de l’avenue de Champagne sont pour la plupart inspirés du jardin paysager à l’anglaise, introduit en France au XIXe siècle. Ils se caractérisent par la présence de sentiers sinueux, de grottes et de plans d’eau artificiels, de kiosques etc. Le style à la française, géométrique, est en effet moins adapté aux terrains en pentes de l’avenue.
La démocratisation du jardin de la fin du XIXe siècle fait que même les maisons individuelles plus modestes de la fin de l’avenue possèdent un jardin privé. Cependant, la plupart de ces parcs sont cachés du grand public, comme les jardins de Perrier-Jouet (no 11) ou encore le parc de l’Hôtel Moët. Ce dernier, vallonné et de style anglais, abrite notamment un fau de Verzy et un sophore du Japon, surnommé l’« arbre des Trois Empereurs ». Il est orné d’un bassin, d’une grotte artificielle et d’un ponceau en rocaille.

### Jardin de l'Hôtel de ville
Un premier jardin est façonné par Olivier en 1790 sur 1,9 hectare. Au début du XIXe siècle, Jean-Baptiste Isabey le redessine dans un style classique pour Jean-Remy Moët, propriétaire de l’Hôtel Auban-Moët et maire d’Épernay. Son tracé actuel date de 1857 et est du aux frères Denis et Eugène Bühler. En 1920, le parc est acquis par la municipalité avec l’Hôtel Auban-Moët et devient public. En 2024, il ouvert de 7 h à 20 h l’hiver et de 7 h à 21 h en été (ouvrant à 8 h le dimanche).
La partie du parc axée sur l’Hôtel de ville est à la française, pour valoriser la façade classique et sobre de l’édifice. Elle se compose d’une allée gazonnée puis de deux rampes d’accès symétriques agencées en fer à cheval autour d’une fontaine. Elle est agrémentée de deux lions en bronze, de statues de divinités antiques en fonte et de diverses autres statues. L’autre partie du parc est à l’anglaise : elle est parcourue par des chemins vallonnés, des bosquets, deux bassins d’eau, un îlot artificiel ainsi qu’une grotte de rocaille avec cascade,. Ce côté du jardin est surmonté par un temple de l’Amour, construit en pierre de taille calcaire. Ce belvédère à colonnes corinthiennes possède un plafond à caissons. Il est inspiré du temple de l'Amour du Petit Trianon de Versailles,. On y trouve des essences variées et parfois en danger à l’image du Ginkgo biloba[source insuffisante].
Le parc de l’Hôtel de ville dispose du label Jardin remarquable.

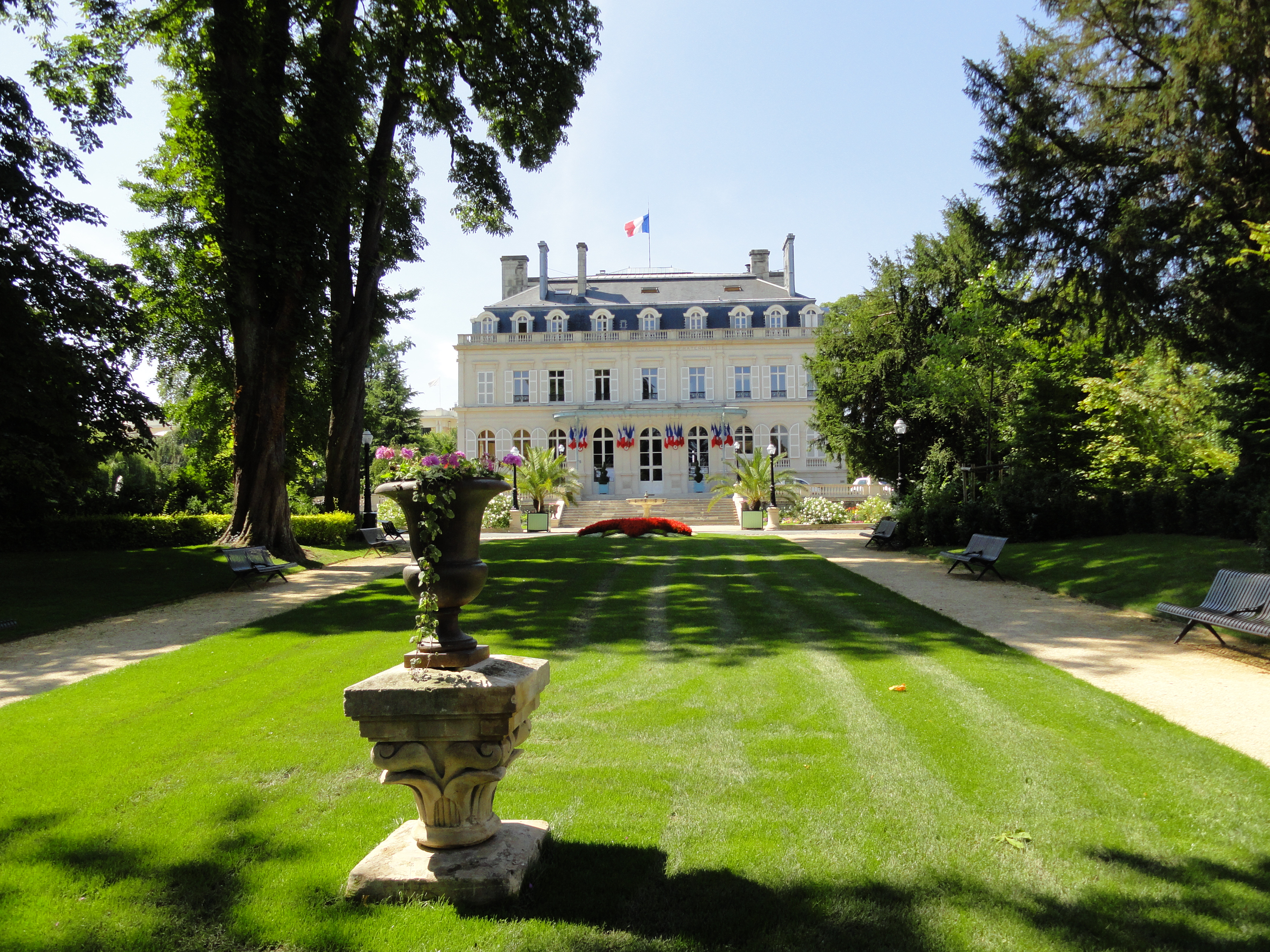
La partie à la française du jardin de l’Hôtel de ville.
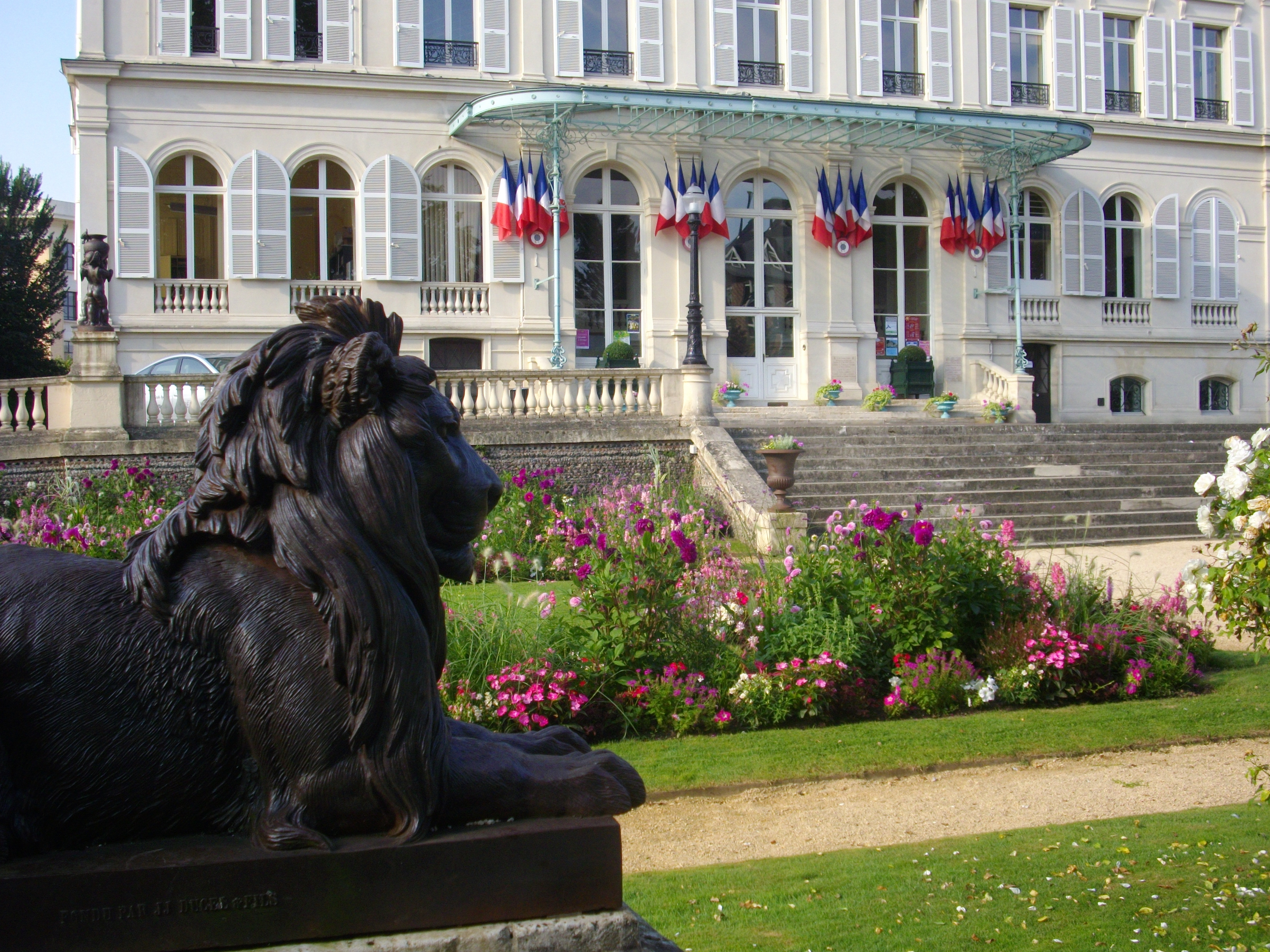
Une statue de lion devant l’Hôtel de ville.
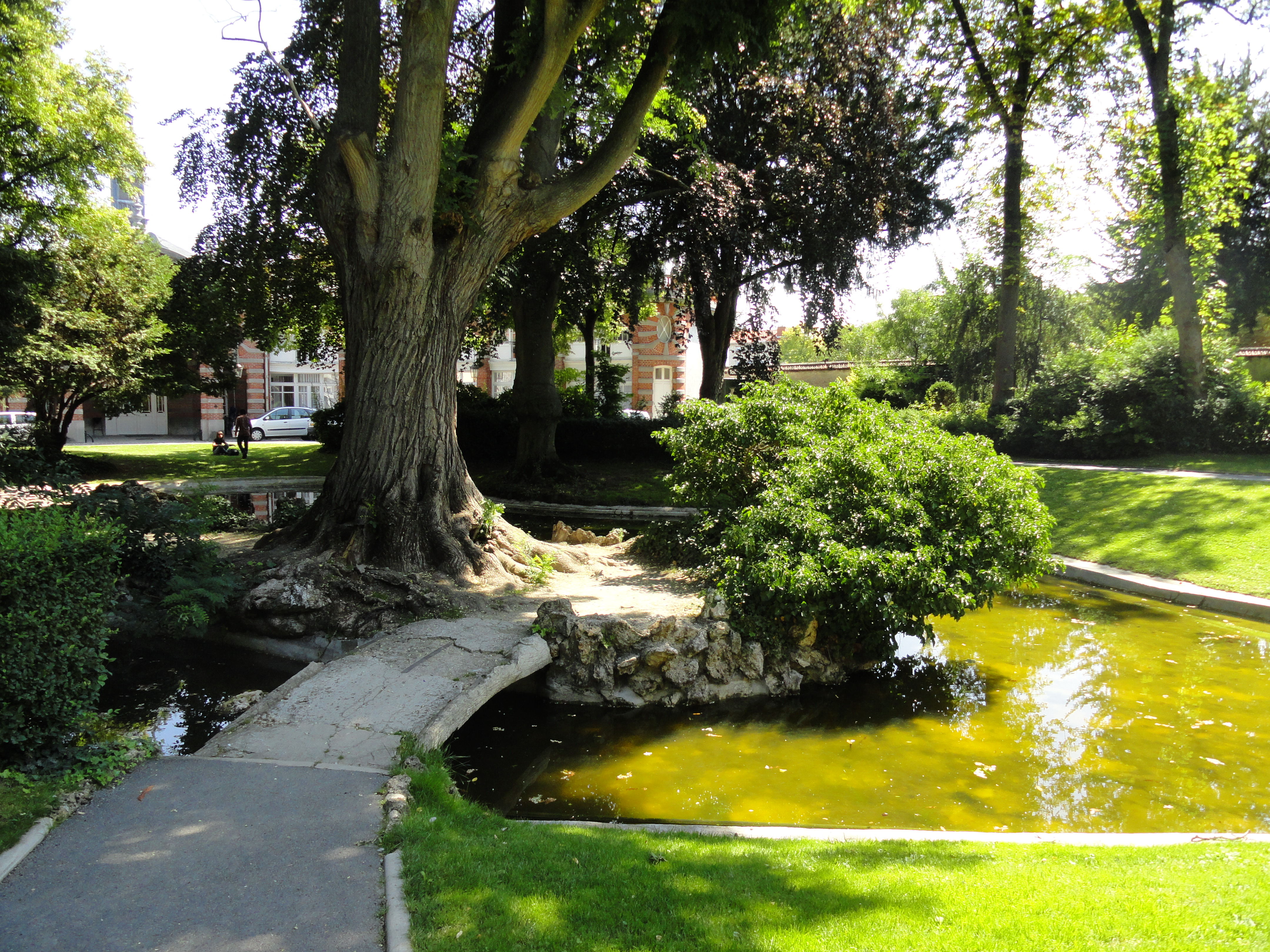
Un bassin de la partie anglaise du jardin.
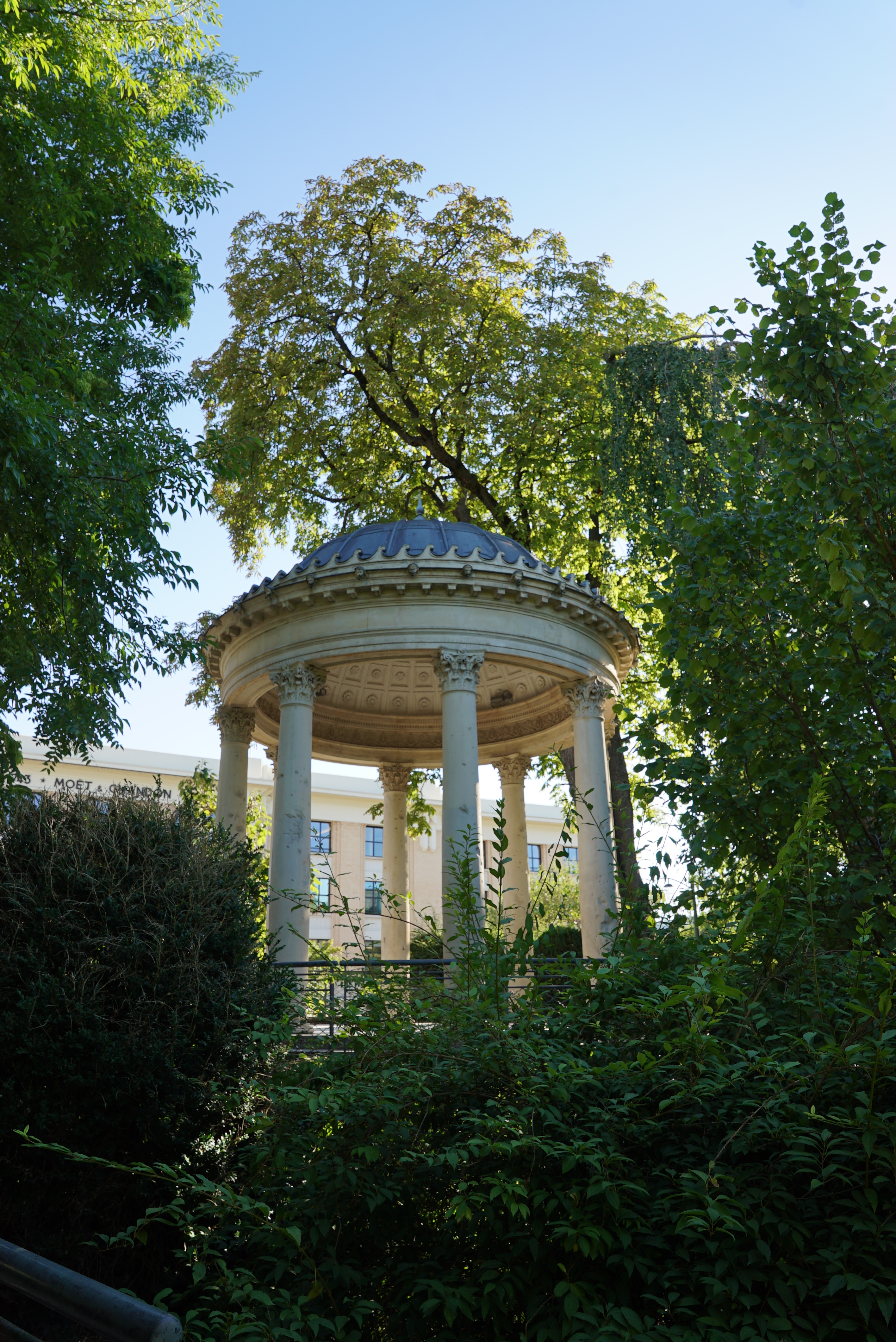
Le temple de l’Amour.

### Jardin de l'Orangerie

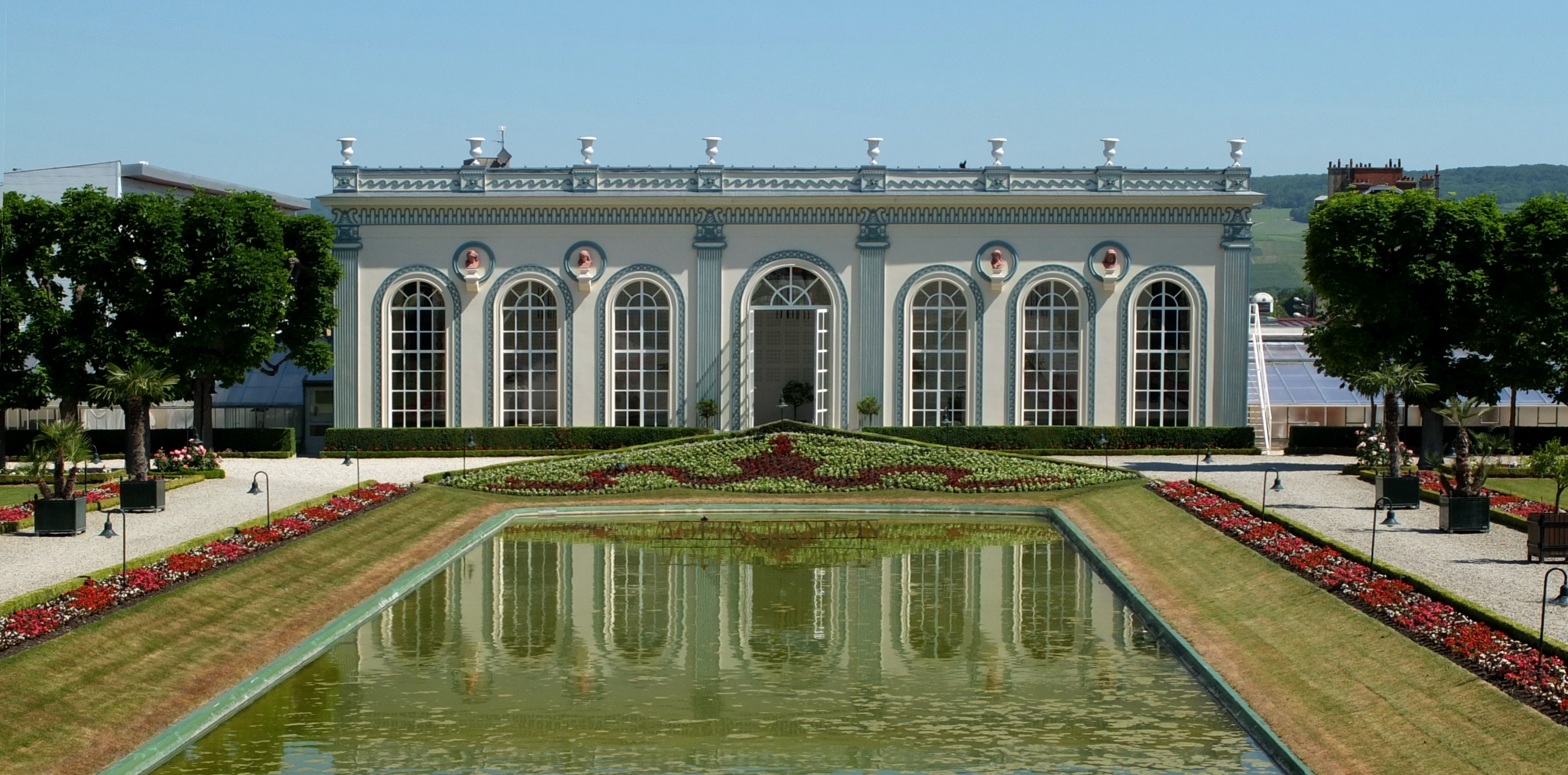
Le jardin de l’Orangerie.

Au no 9 de l’avenue, les Hôtels Chandon et Trianon encadrent le jardin de l’Orangerie. Tout comme celui de l’actuel Hôtel de ville, ce parc a été créé pour Jean-Remy Moët d’après les conseils du peintre Jean-Baptiste Isabey, pour plaire à l’Empereur Napoléon Ier. Il daterait de 1807, malgré un style classique contrastant avec une époque acquise au jardin paysager. Lourdement endommagé avec son orangerie durant la Première Guerre mondiale, le jardin est restauré à l’identique. Il est aujourd’hui consacré aux réceptions privées de Moët & Chandon.
Un perron précède le jardin en forme de bouteille de vin[source insuffisante]. Au centre, se dresse un miroir d’eau de 50 mètres de long, bordé de parterres gazonnés et de bandes de fleurs. Le jardin est entouré de marronniers taillés, ombrageant les allées du parc. Il accueille par ailleurs 15 000 plantes l’été et 8 000 l’hiver ; on dénombre également 600 mètres linéaires de buis. L’Orangerie qui se trouve au fond du jardin est mise en valeur par la symétrie de celui-ci. Elle possède des baies en plein cintre. Elle est coiffée d’une balustrade et est décorée de bustes statuaires — représentant les quatre saisons — ainsi que de treillages. De nos jours, l’Orangerie protège encore des palmiers centenaires, dont des « Kentia Royal », et des plantes exotiques, en faisant office de serre,.

### Autres parcs et jardins publics
Plusieurs autres parcs et jardins de l’avenue de Champagne sont ouverts au public.
Au no 13 de l’avenue se trouve le parc du Château Perrier ou « jardin du musée ». Le jardin est amputé depuis les années 1970 de sa moitié nord, transformée en logements collectifs. Une grotte artificielle, qui ornait autrefois le parc, existe toujours au no 6 de la rue de Verdun. Après l’abandon du projet d’en faire stade, le parc conserve son style anglais et devient un jardin public, aménagé de jeux pour enfants. Dans le cadre de la réhabilitation du Château Perrier, le jardin est lui-même rénové et orné d’œuvres en miroirs. Il ouvre en 2021 avec des accès depuis l’avenue de Champagne et la rue de Reims en contrebas. En 2024, il ouvert de 8 h à 20 h l’hiver et de 8 h à 21 h en été.
Plus haut sur l’avenue, le parc de la Maison Gallice — un des principaux jardin anglais de l’avenue — est particulièrement pentu. Il regroupe plusieurs essences rares, dont un fau. Il est embelli par une rivière artificielle et un kiosque de rocaille, considéré en mauvais état en 2008. Il n’est plus ouvert au public depuis son acquisition par la maison de Venoge en 2014.
Le jardin Pol-Roger, même s’il n’est pas ouvert au public, est partiellement visible depuis l’avenue. Son dessin mêle le jardin anglais et français. Ainsi, ses allées sont sinueuses mais géométriques. Il se compose de haies taillées, de bosquets et de plants ordonnés. Ses hauteurs sont dominées par un kiosque ainsi qu’un puits.

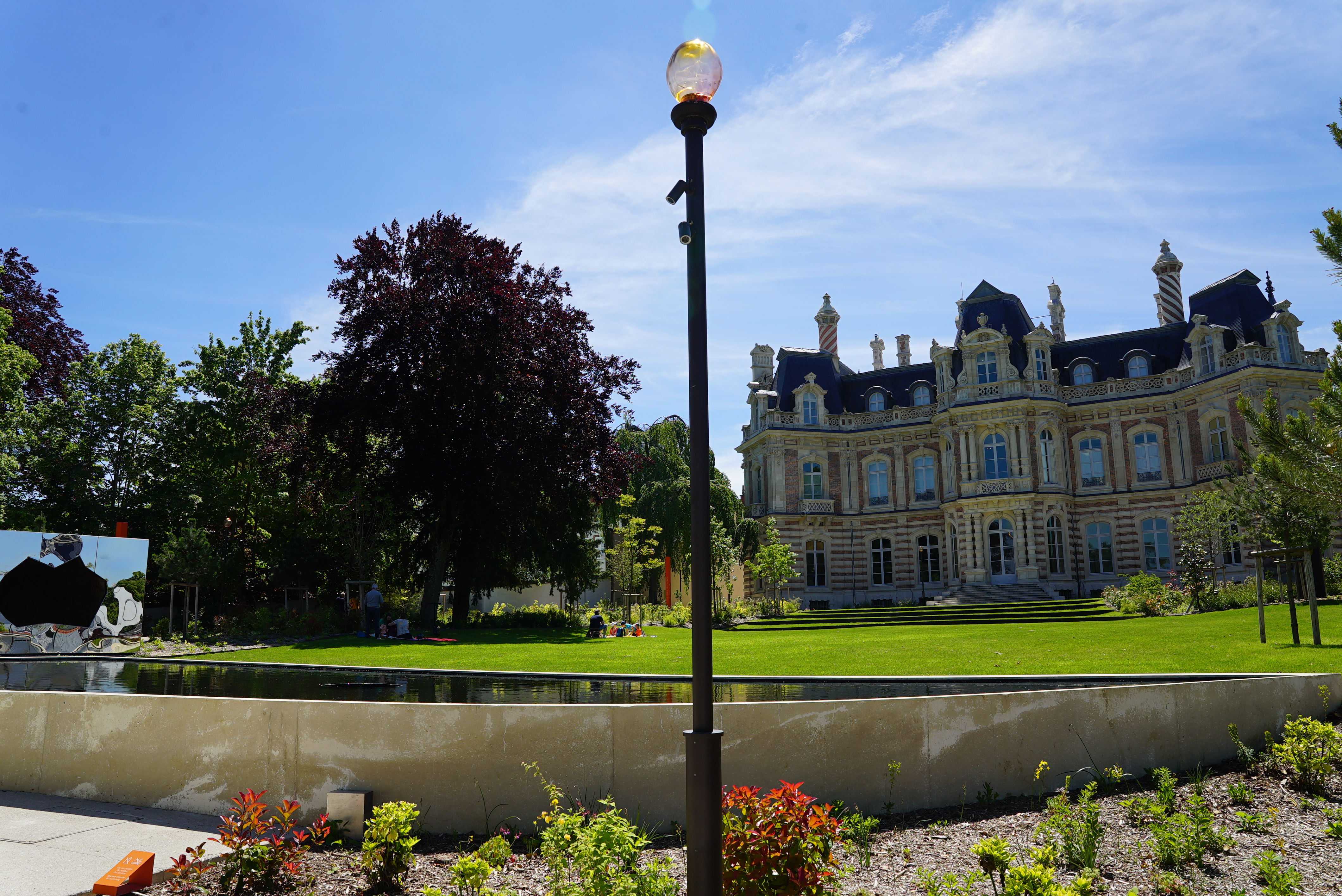
Le parc du château Perrier.
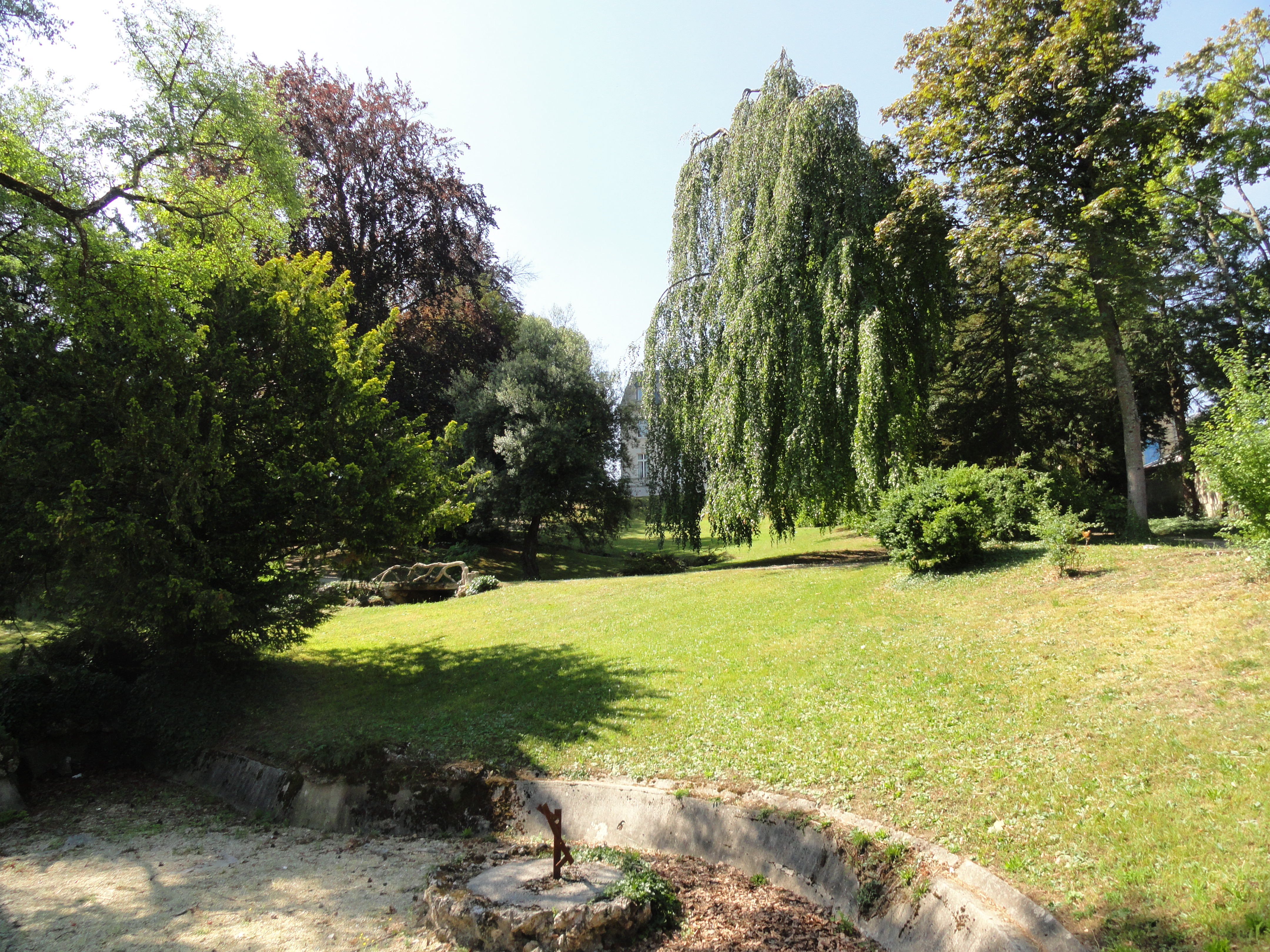
Le parc de la maison Gallice.
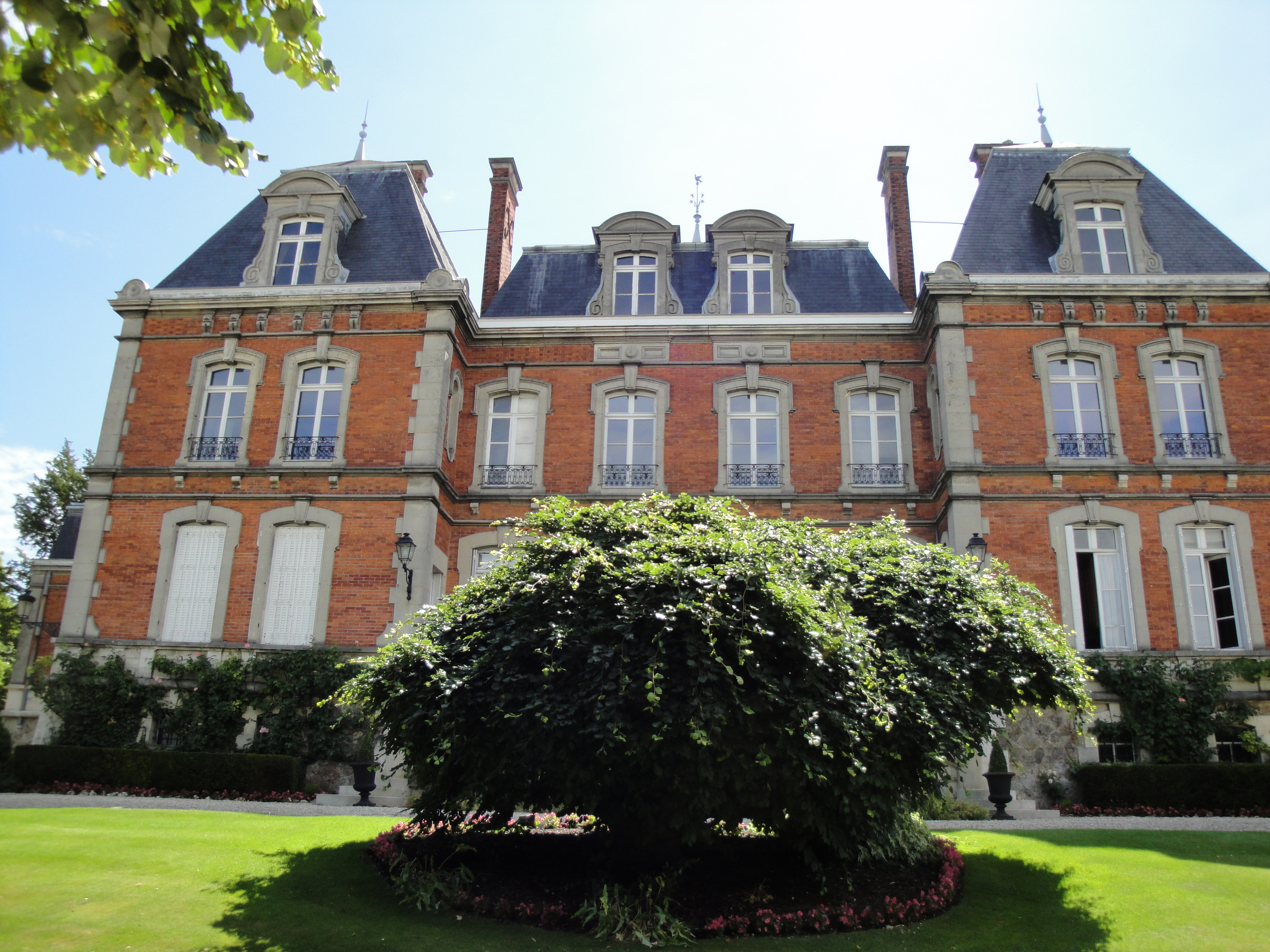
Le jardin Pol-Roger.

## L’avenue, Épernay et le champagne

### Tourisme

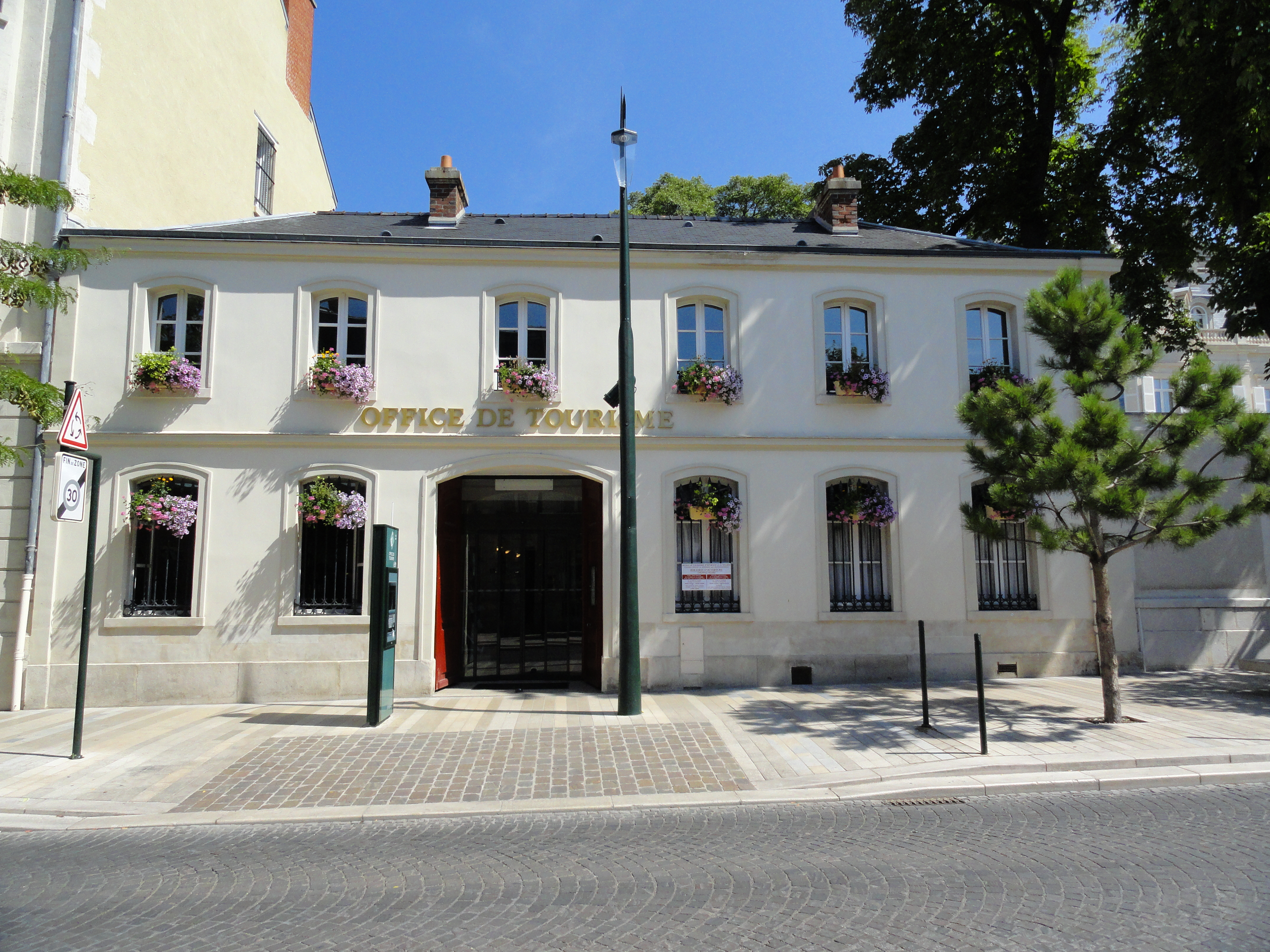
L’office de tourisme d’Épernay est situé en bas de l’avenue.

Pour ses maisons prestigieuses et les millions de bouteilles de champagne conservées dans ses caves, l’avenue de Champagne est souvent qualifiée de « la plus prestigieuse voie » de la ville, voire de « Champs-Élysées » sparnaciens,. En 1910 déjà, le guide de voyage Baedeker disait d’Épernay : « elle n’a de remarquable que ses riches maisons du Faubourg de la Folie, à l'Est ». L’avenue est considérée comme le « site touristique le plus fréquenté d’Épernay » et accueillerait chaque année près de 400 000 visiteurs,.
L’office de tourisme d’Épernay est situé depuis 1995 au no 7 de l’avenue de Champagne, dans une ancienne propriété de la famille Auban-Moët. En 2017, la ville d’Épernay met en place une application mobile gratuite de réalité augmentée pour découvrir l’avenue.
La visite des caves fait partie de l’attrait touristique de l’avenue de Champagne. La première maison de l’avenue à ouvrir ses caves au public est certainement Moët & Chandon, qui les fait notamment visiter par tous les chefs d’État français entre 1807 et 1832. De son côté, la maison Mercier dispose d’employés consacrés à la visite des caves dès la fin du XIXe siècle. À la fin du XXe siècle, toutes les maisons de l’avenue proposent des visites des caves suivies de dégustations. L’espace Mercier, inauguré à la fin des années 1980, est l’illustration même de leur volonté de devenir un pôle d’attraction touristique. Plusieurs maisons de champagne de l’avenue se sont réunies en 1996 au sein du « Comité de l’Avenue de Champagne » pour promouvoir le site du point de vue culturel et touristique.
Le musée du vin de Champagne et d'Archéologie régionale ouvert en 2021 au Château Perrier ainsi que le musée de la tradition champenoise de la maison de Castellane en contrebas de l’avenue, témoignent aussi de l’attrait touristique de l’avenue.
En raison de son caractère touristique, l'avenue de Champagne est équipée de bornes de wifi public de la ville d’Épernay, de toilettes publiques et de plusieurs caméras de vidéosurveillance.

### Manifestations et festivités
Plusieurs manifestations culturelles sparnaciennes se déroulent en partie sur l’avenue de Champagne, à l’image du festival musical estival « Voi(x)là l’été », qui est notamment organisé dans les jardins de l’Hôtel de ville,,. D’autres manifestations culturelles sont centrées autour de l’avenue de Champagne : les « Habits de Lumière », la « Soirée blanche » et, de 2009 à 2014, les « Nuits de l’avenue de Champagne ». Ces deux premiers événements sont organisés par la ville d’Épernay et cofinancés par plusieurs partenaires et mécènes réunis au sein du « club des partenaires de l'avenue de Champagne ».
Les « Habits de Lumière » sont créés en 1999, en s’inspirant de la fête des Lumières de Lyon. Organisés chaque année le deuxième weekend de décembre, en lien avec le Comité de l’Avenue de Champagne, les « Habits de Lumière » proposent le vendredi et samedi soir illuminations, mapping vidéo, spectacles de rue, bars à champagne et feux d’artifice sur l’avenue de Champagne,,. Les maisons de champagne de l’avenue participent à l’événement et ouvrent leurs portes. Des activités tournées vers la gastronomie, les « Habits de Saveurs », sont proposées le samedi. Le dimanche, des véhicules anciens paradent dans les rues d’Épernay,. L’événement réunit régulièrement plus de 40 000 spectateurs,, ce qui en fait la plus grande manifestation de la ville d’Épernay. L’édition 2023 réunit 63 000 visiteurs sur trois jours, un record.
Depuis 2015 et l’inscription du site Coteaux, maisons et caves de Champagne au Patrimoine mondial, la « Soirée blanche » est organisée chaque année le 14 juillet par la ville d’Épernay. 250 tables et 1 500 chaises sont installées pour ce pique-nique dont les invités sont vêtus de blanc. La « soirée blanche », accompagnée de musique et bars à champagne, est suivie du traditionnel feu d’artifice,. Elle accueille jusqu’à 13 000 participants (chiffres 2022).
En 2009, se déroulent les premières « Nuits de l’avenue de Champagne », des spectacles déambulant le long de l’avenue. À partir de 2012, leur format change pour se transformer en spectacle son et lumière projeté sur la façade du Château Perrier. Jusqu’à 15 000 spectateurs participent à cet événement estival, qui est supprimé fin 2014 pour des raisons budgétaires.

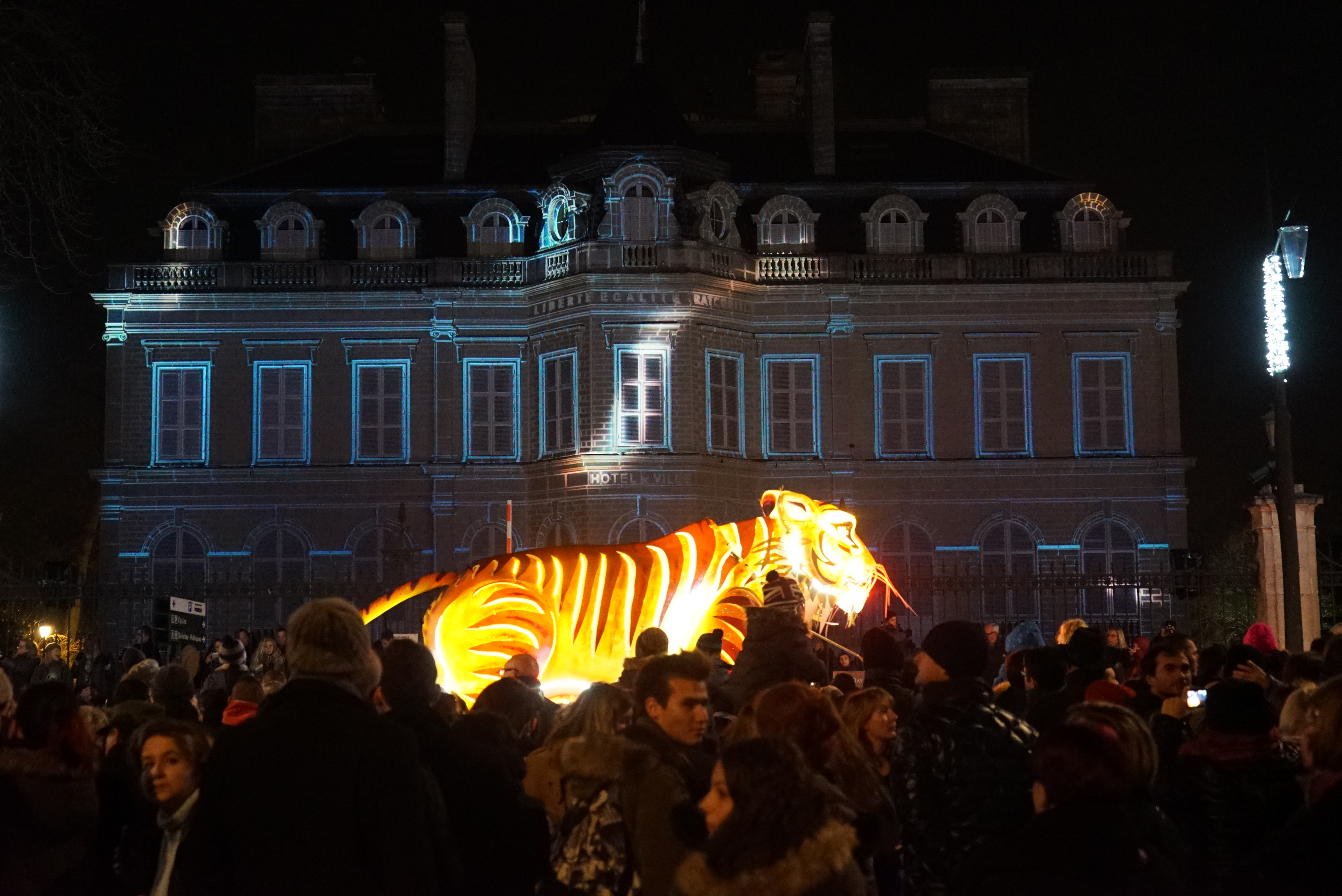
Les « Habits de Lumière » devant l’Hôtel de ville (2016).
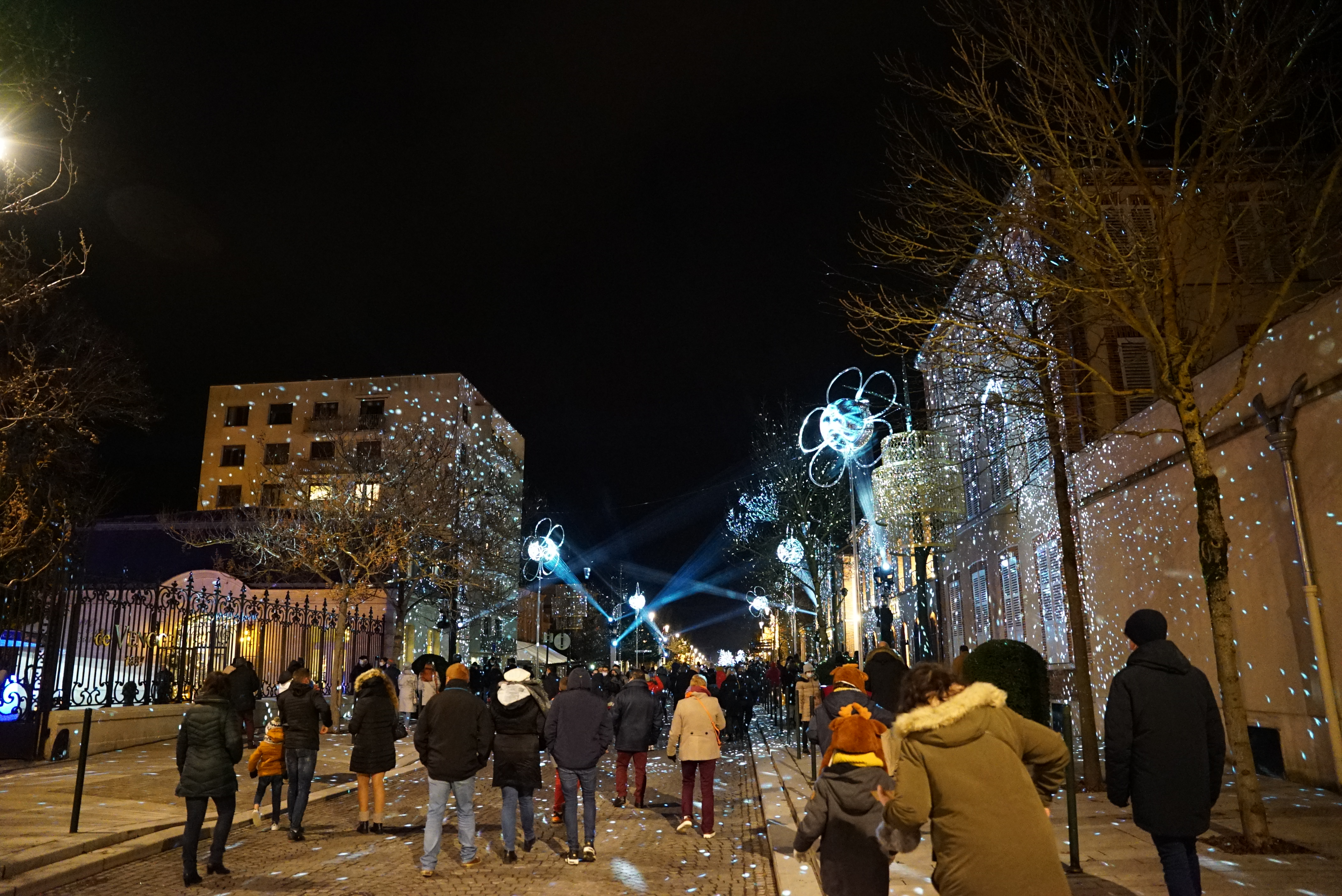
L’avenue lors des « Habits de Lumière » (2021).
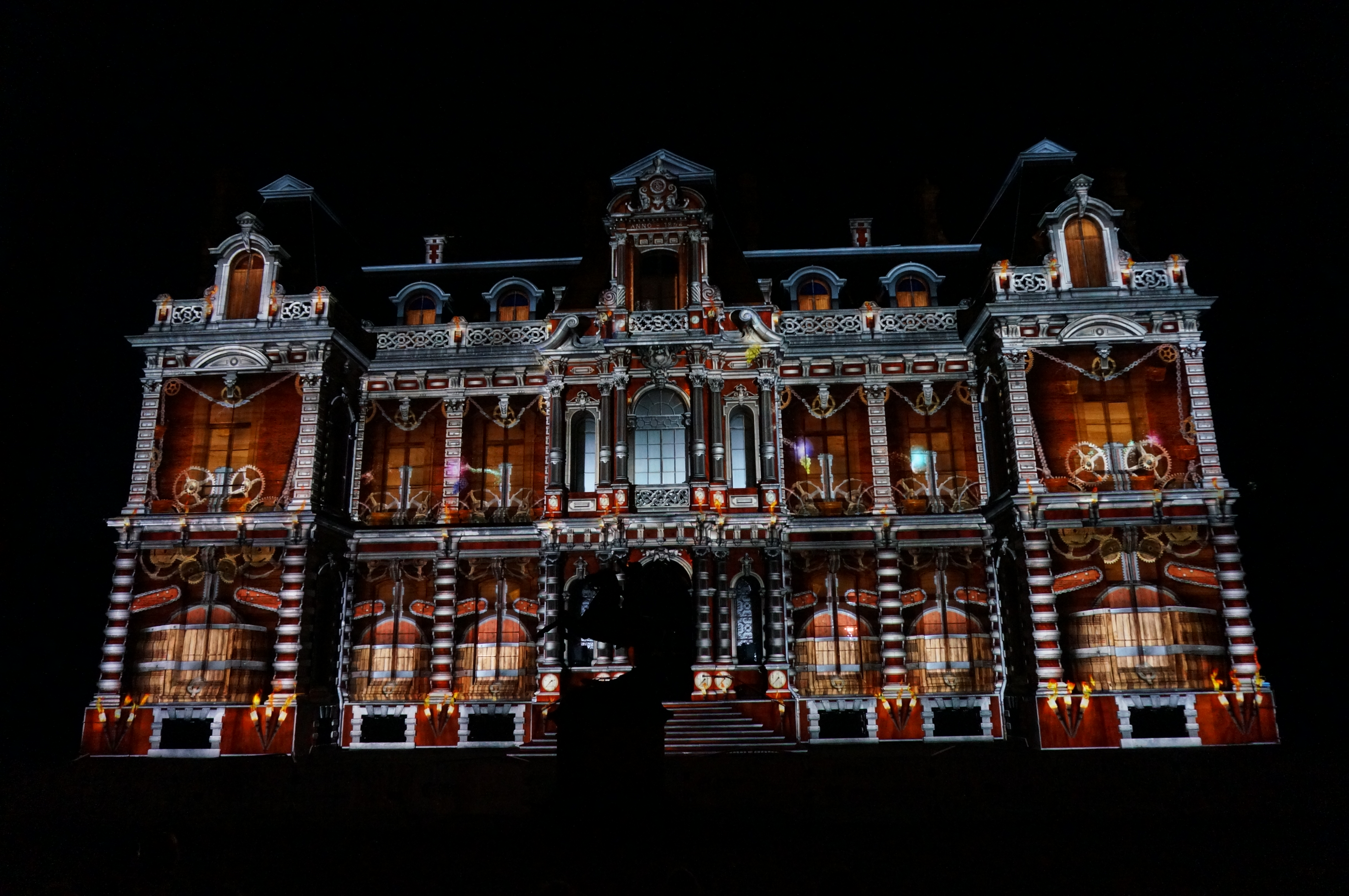
Les « Nuits de l’avenue de Champagne » (2014).

Depuis 1991, l’Archiconférie Saint-Vincent des vignerons de Champagne organise chaque année une parade en tenues traditionnelles, quelques jours avant la fête de la Saint Vincent célébrée le 22 janvier en l’honneur de Vincent de Saragosse, saint patron des vignerons. Cette célébration a lieu deux années de suite à Épernay puis, la troisième année, dans une autre ville du vignoble de Champagne (Château-Thierry, Reims ou Troyes),. Lorsque cet événement se tient à Épernay, 80 à 90 confréries de villages et de maisons de champagne déambulent sur l’avenue de Champagne avant une messe au sein de l’église Notre-Dame,.
Outre ces manifestations culturelles, l’avenue de Champagne est un point de passage pour de nombreuses manifestations sportives locales, à l’image du 10 km d’Épernay (organisé par le Racing Club Épernay Athlétisme), du Sparnatrail (organisé par le Jogging club d’Épernay depuis 1996), du défilé de motos Défil’Mania (organisé depuis 1989 par le Moto Club d’Épernay) ou encore du Rallye Monte-Carlo Historique au départ de Reims. L’avenue est également traversée par plusieurs éditions du Tour de France : en 2010, 2012, 2014, 2019 ainsi que 2022 pour le Tour de France Femmes. Le 30 juin 2024, l’avenue de Champagne accueille le relais de la flamme olympique à l’approche des Jeux olympiques de Paris.
D’autres manifestations revendicatives empruntent enfin l’avenue, comme certains cortèges syndicaux — notamment le 1er mai, — ou la marche des fiertés.

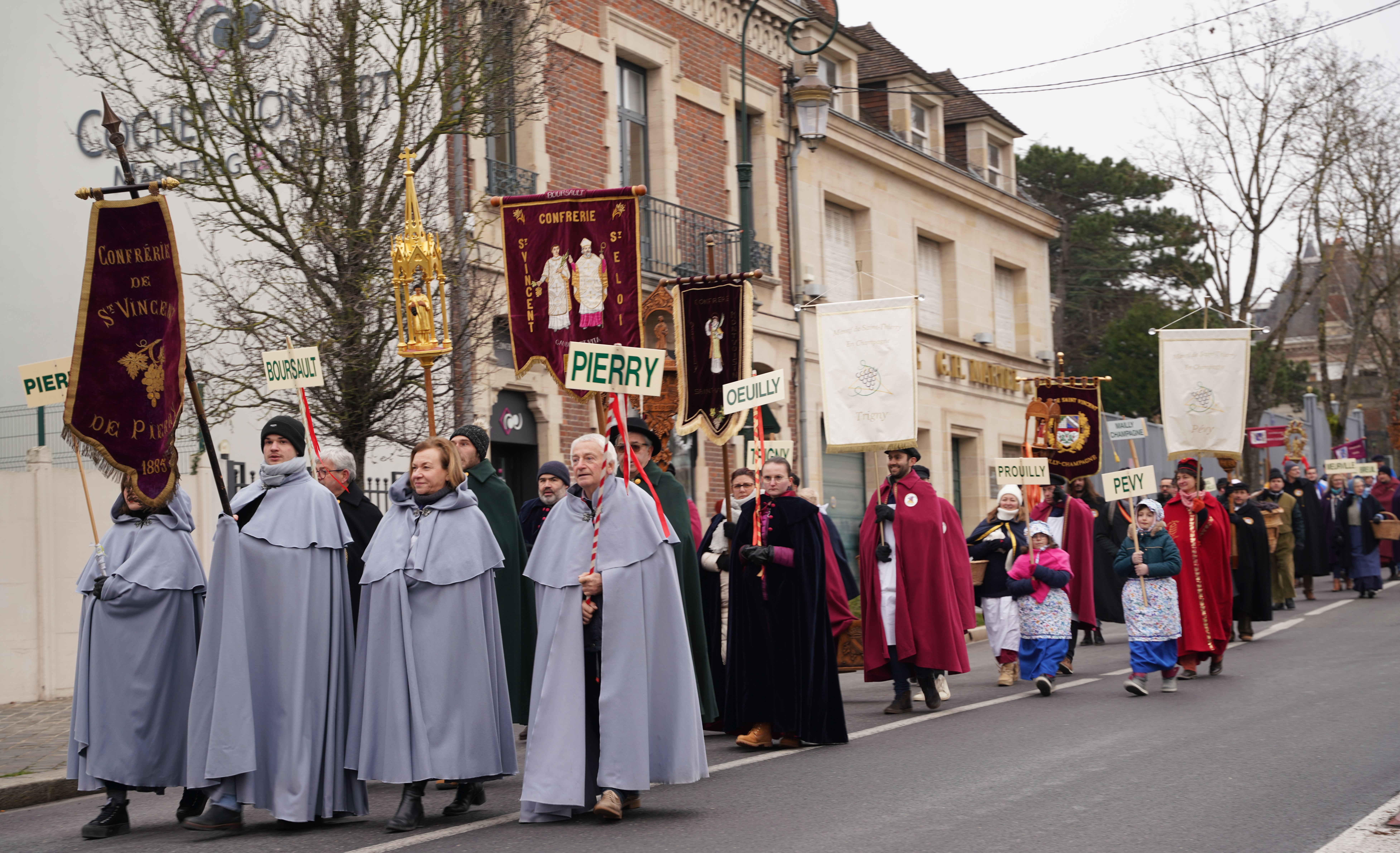
Le défilé de la Saint-Vincent sur le haut de l’avenue (2024).
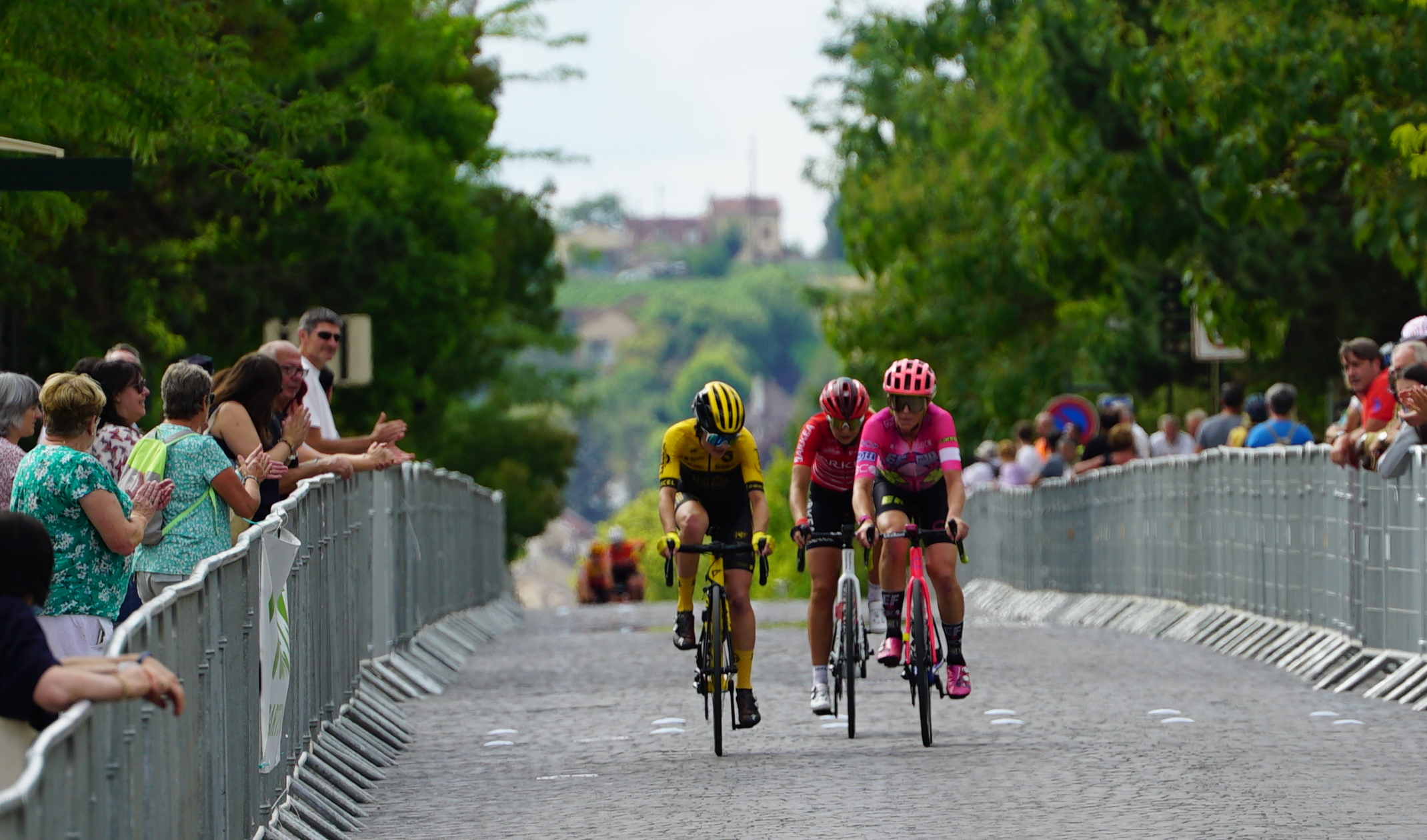
Le Tour de France Femmes 2022 sur l’avenue de Champagne.